# Specie di Star Trek
Popoli, civiltà, specie e animali extraterrestri che compaiono nel franchising di Star Trek, iniziato con il lancio della serie classica ideata da Gene Roddenberry nel 1966. Il suo successo ha portato alla creazione di film, romanzi, fumetti e serie spin-off sia live action che animate. Uno degli argomenti principali del franchise riguarda incontri con varie specie aliene in tutta la galassia. Queste specie immaginarie sono elencate qui.
Le specie di Star Trek maggiormente note comprendono i Vulcaniani, i Klingon, gli Andoriani, i Borg, i Romulani e i Gorn. Alcuni aspetti di queste specie immaginarie sono divenuti parte della cultura pop statunitense e internazionale, come per esempio il saluto vulcaniano e la frase Borg, "La resistenza è inutile". Le specie aliene di Star Trek sono state descritte da Alex Fitzpatrick di Time come uno dei più importanti elementi narrativi del franchise.
Nell'elenco che segue, per comodità, ci si riferisce alle serie che compongono il franchise rimuovendo il prefisso Star Trek, poiché il titolo è comunque univoco e non fraintendibile. Così alla serie Star Trek: The Next Generation si fa qui riferimento come The Next Generation; alla serie Star Trek: Deep Space Nine, si fa qui riferimento come Deep Space Nine e così via. Alla serie live action Star Trek (1966-1969), si fa qui riferimento come "serie classica", mentre alla serie animata Star Trek (1973-1974), si fa qui riferimento come "serie animata".

## A

### Abitanti della foresta drakiana
Gli abitanti della foresta drakiana (in inglese Drakian Forest dwellers) sono una tribù appartenente a una specie non meglio specificata, originaria di un pianeta non specificato del Quadrante Delta. Sono dotati di poteri paranormali, in grado di vedere "l'impronta" lasciata da persone precedentemente presenti in una stanza. Sono inoltre conosciuti per la preparazione di uno sciroppo ottenuto dalla linfa degli alberi della loro foresta.
Gli abitanti della foresta drakiana vengono menzionati nell'episodio Ancora una volta (Time and Again, 1995) della prima stagione della serie Voyager.

### Acamariani
Gli Acamariani (in inglese Acamarians) sono una specie umanoide dall'aspetto identico a quello umano e hanno come segni particolari dei tatuaggi decorativi sulla faccia. Hanno avuto un'esistenza tranquilla per molti secoli, con l'eccezione della popolazione nomade dei Radunatori, i quali hanno abbandonato il loro pianeta d'origine Acamar III per diventare dei predoni spaziali. Il loro sangue è basato su una composizione di ferro e rame. Questa particolare composizione fa sì che, in caso di necessità, questa razza sia immediatamente identificabile. Secondo la cultura di questi esseri, l'appartenere a un clan, oltre a un segno di prestigio, è considerata di grande importanza politica e sociale e i conflitti tra i clan di appartenenza diversa si sono spesso conclusi con un'aspra lotta. Uno di questi conflitti, tra i Lornak e i Tralesta, è durato per trecento anni e si è concluso quando l'ultimo Tralesta è morto.
Gli Acamariani compaiono nell'episodio Fattore vendetta (The Vengeance Factor, 1989) della terza stagione della serie The Next Generation.

### Aenar
Gli Aenar sono una sottospecie degli Andoriani, dalla pigmentazione azzurro molto chiaro, rispetto alla caratteristica pigmentazione blu scura, sono ciechi e provvisti di forti capacità telepatiche. La loro popolazione non supera il migliaio di individui, che vivono nel sottosuolo dei ghiacciai delle terre nordiche di Andoria, dove, in estate, la temperatura esterna raggiunge valori massimo intorno ai -30 °C. Secondo fonti non canoniche la specie si sarebbe estinta alla fine del XXIII secolo.
Gli Aenar compaiono nella quarta stagione della serie Enterprise, rappresentati in particolare dai personaggi di Lissan, Jhamel e Gareb, coprotagonisti degli episodi Fragile alleanza (United, 2005) e Gli Aenar (The Aenar, 2005), e nella prima stagione della serie Strange New Worlds (2022), rappresentati dal capo ingegnere Hemmer. Un Andoriano dalla pelle chiara, Thelin, compare inoltre nell'episodio Viaggio a ritroso nel tempo (Yesteryear, 1973) della prima stagione della serie animata. Questo personaggio, sebbene la colorazione della sua pelle sia dovuta solamente a una scelta dei disegnatori, viene comunque confermato appartenere agli Aenar nel romanzo Echoes and Refractions del 2008, scritto da Keith R.A. DeCandido, Chris Roberson e Geoff Trowbridge, come parte della serie antologica Star Trek: Myriad Universes, pubblicata da Pocket Books tra il 2008 e il 2010.

### Agaroniani
Gli Agaroniani (in inglese Agarons) sono una specie umanoide che nel XXII secolo è alleata con i Vulcaniani. Nel 2122, su richiesta del governo agaroniano, centinaia di agenti vulcaniani alterati chirurgicamente vengono inviati sul pianeta per infiltrarsi nelle fazioni criminali della società di Agaron, come strumento per il rovesciamento di tali fazioni. L'operazione degli agenti vulcaniani ha successo e, dopo che l'alleanza fra gli Agaroniani e i Vulcaniani viene formalizzata, vengono richiamati tutti su Vulcano. Diciannove di essi non eseguono l'ordine di rientro, spingendo i Vulcaniani a usare delle forze speciali per catturarli.
Gli Agaroniani vengono menzionati nell'episodio Il settimo (The Seventh, 2002) della seconda stagione della serie televisiva Enterprise.

### Akritiriani
Gli Akritiriani (in inglese Akritians) sono una specie umanoide originaria del pianeta Akritira, nel Quadrante Delta. Si distinguono dagli esseri umani solamente per una increspatura ossea al centro della fronte. La loro è una civilta tecnologicamente evoluta, ma governata da un sistema assolutistico, contestato dal movimento reazionario Open Sky, che si è autonominato difensore del legittimo governo di Akritira. Il sistema giudiziario Akritiriano è molto rigido e non presenta possibilità di appello. Il sistema di prigionia consiste nel rinchiudere i prigionieri in una stazione spaziale in cui vengono isolati dal mondo, innestando loro un dispositivo che stimola la produzione di acetilcolina nell'ipotalamo.
Gli Akritiriani compaiono nell'episodio La prigione (The Chute, 1996) della terza stagione della serie Voyager.

### Al-Leyan
Gli Al-Leyan sono una specie sulla quale non si conoscono dettagli. Possiedono una rotta di trasporto che porta dalla stazione spaziale della Federazione Deep Space 4 al pianeta Caere.
Gli Al-Leyan vengono menzionati nell'episodio Il segreto della vita (The Chase, 1993) della sesta stagione della serie The Next Generation.

### Alcyoniani
Gli Alcyoniani (in inglese Alcyones), conosciuti anche come Eta Tauri, dalla nomenclatura del loro sistema stellare ruotante attorno alla stella Alcyone A, una gigante blu di classe B distante 541 anni luce dal Sole. Nel 2358 ggli Alcyoniani distruggono quello che si riteneva l'ultimo vascello stellare tarelliano.
Gli Alcyoniani vengono nominati nell'episodio Haven (1987) della prima stagione della serie The Next Generation.

### Aldeani
Gli Aldeani (in inglese Aldeans) sono una specie umanoide del tutto simile agli esseri umani. Abitano il pianeta Aldea, dove vivono sotto il controllo del Custode, un computer costruito centinaia di secoli prima del XXIV secolo dai Progenitori che si occupa di tutte le incombenze degli Aldeani. Il loro patrimonio cromosomico ha sofferto di un danno a lungo termine a causa delle conseguenze del sistema di schermatura del pianeta. Gli Aldeaniani vivono in "Unità", gruppi nei quali vivono insieme gli individui che posiedono talenti simili e interessi in comune. Nel 2364, con l'aiuto della Federazione, il sistema di occultamento viene smantellato.
Gli Aldeani compaiono nell'episodio Il pianeta sterile (When the Bough Breaks, 1988) della prima stagione della serie The Next Generation.

### Algoliani
Gli Algoliani (in inglese Algolians) sono una specie umanoide caratterizzata dall'epidermide dorata e da numerose piccole aperture sul cranio, in particolare nelle vicinanze delle rughe centrali.
Gli Algoliani compaiono negli episodi della serie The Next Generation: Il rapimento (Ménage à Troi, terza stagione, 1990) e Q-Pido (QPid, quarta stagione, 1991).

### Alieni del Tunnel Spaziale
Vedi Profeti di Bajor.

### Alieni della singolarità
Gli alieni della singolarità (in inglese Singularity Aliens), anche detti forma di vita della singolarità quantica (in inglese Quantum singularity lifeform), sono una specie proveniente da un altro continuum spazio-temporale. Possono assumere altre forme e utilizzare i pozzi gravitazionali come nido per i propri piccoli.
In data stellare 46944.2 (2369), un gruppo di questi alieni, nidifica nel pozzo gravitazionale di un Uccello da Guerra Romulano (in inglese Romulan Warbird). Dopo essersi resi conto che la singolarità gravitazionale artificiale romulana non era adatta ad allevare i propri piccoli, due di questi alieni prende la forma di Romulani e tenta di estrarli. L'intervento della USS Enterprise D, rispondendo a una richiesta di soccorso da parte della nave Romulana, crea una frattura nel continuum spazio-temporale, ma l'intervento del capitano Picard, Deanna Troi, Data e Geordi La Forge, rimasti a bordo di una navetta, riuscendo a contattare le forme di vita aliene, fa sì che venga sventato il pericolo e gli alieni ritornano nel loro continuum.
Gli alieni della singolarità compaiono nell'episodio Frammenti di tempo (Timescape, 1993) della sesta stagione della serie The Next Generation.

### Alieni fotonici
Gli alieni fotonici (in inglese Photonic Aliens) o forma di vita fotonica (in inglese Photonic lifeform) sono una forma di vita senziente incorporea basata su particelle di luce ed energia, similmente agli ologrammi, originaria di una protostella del Quadrante Delta.
In data stellare 48693.2 (2371) alcuni alieni fotonici vengono inconsapevolmente catturati da B'Elanna Torres quali campioni di una irregolarità incontrata dalla USS Voyager durante il suo viaggio. Alcuni altri alieni fotonici si manifestano sul ponte ologrammi durante l'esecuzione di un programma, credendolo la realtà in cui vivono i membri dell'equipaggio della Voyager per riavere i propri compagni che ritengono rapiti.
Gli alieni fotonici compaiono nell'episodio Eroi e demoni (Heroes and Demons, 1995) della prima stagione della serie Voyager.

### Alieni incorporei
Vedi Forme di vita incorporea.

### Alleanza Prytt
Vedi Kesprytt.

### Allosomorfi
Vedi Dalediani.

### Alsauriani
Vedi Alsauriani e Mokra.

### Alsauriani e Mokra
Gli Alsauriani (in inglese Alsaurians) sono una specie umanoide originaria del pianeta Alsauria nel Quadrante Delta. Si differenziano dagli Umani per una protuberanza ossea al centro delle sopracciglia. Il pianeta è diviso in due fazioni. I Mokra, che appartengono alla medesima specie e che hanno formato l'Ordine Mokra (in inglese Mokra Order), un governo dittatoriale che ha sottomesso la popolazione del pianeta, sono la fazione dominante. Mentre gli Alsauriani, sottomessi dai primi che impediscono loro di possedere qualsiasi tipo di dispositivo di comunicazione, hanno dato vita al Movimento di Resistenza Alsauriano (in inglese Alsaurian Resistance Movement), che conta membri infiltrati praticamente ovunque.
Nel 2372 gli Alsauriani incontrano l'equipaggio della USS Voyager e uno di loro, Cayleem, aiuta il capitano Janeway a far fuggire da una prigione Mokra Tuvok e B'Elanna Torres.
Gli Alsauriani e i Mokra compaiono nell'episodio Resistenza (Resistance, 1995) della seconda stagione della serie Voyager.

### Alshain
Gli Alshain o Popolo Farfalla (in inglese Butterfly Aliens) sono un popolo irascibile e violento abitante di Alshain IV, pianeta in orbita attorno alla stella omonima. Da quando si è verificato il Grande Fuoco il popolo di Alshain IV vive in totale isolamento e rifiuta ogni contatto con specie provenienti da altri mondi.
Gli Alshain compaiono nell'episodio Kobayashi Maru (2021) della quarta stagione della serie Discovery.

### Altairani
Vedi Altorani.

### Altorani
Gli Altorani (in inglese Altorans) o Altairani (in inglese Altairans) sono una specie di origini sconosciute, originaria del pianeta Altoran. Si dice abbiano rapporti commerciali con i Miradorn.
Nei sottotitoli dell'edizione in DVD, sia in italiano che in inglese, si parla di un "commerciante altairiano" (in inglese altairian traider) ma, nei dialoghi, l'espressione usata è "di Altoran" in italiano e Altoran in inglese. Nella sceneggiatura dell'episodio il termine usato è comunque Altoran.
Gli Altorani vengono menzionati nell'episodio La chiave vivente (Vortex, 1993) della prima stagione della serie Deep Space Nine.

### Amazzariti
Gli Amazzariti (in inglese Aaamazzarites) sono una specie umanoide con la quale la Federazione ha stabilito i primi contatti alla fine del XXIII secolo.
Gli Amazzariti appaiono nel film Star Trek (Star Trek: The Movie, 1979), per il quale sono stati espressamente disegnati da Fred Phillips e Robert Fletcher.

### Ameba
L'Ameba (in inglese Amoeba) è una gigantesca forma di vita unicellulare simile, appunto, a un'ameba terrestre.
La specie appare nell'episodio La galassia in pericolo (The Immunity Syndrome, 1968) della seconda stagione della serie classica.

### Andoriani
Gli Andoriani (in inglese Andorians) sono una specie umanoide dalla caratteristica pelle azzurra, dai capelli bianchi e dotati di un paio di antenne sulla sommità del capo. Gli Andoriani sono nativi di una luna ghiacciata di nome Andoria, o Andor, che ruota attorno a un pianeta gigante gassoso di cui non conosciamo il nome, e che è capitale dell'Impero Andoriano. Nel 2161, l'Impero è uno dei quattro fondatori della Federazione dei Pianeti Uniti, assieme a Umani, Vulcaniani e Tellariti.
La specie appare per la prima volta nell'episodio della seconda stagione della serie classica, Viaggio a Babel (Journey to Babel, 1967), e in altri tre episodi della stessa; appare poi in molte serie successive, ivi comprese la serie animata, The Next Generation, Enterprise, Discovery, Picard e Lower Decks, oltre che nei due film Star Trek (1979) e Rotta verso la Terra (Star Trek IV: The Voyage Home, 1986).
In particolare appartiene a questa specie il personaggio ricorrente della serie Enterprise, Shran (Jeffrey Combs), membro della Guardia Imperiale che, da nemico, diviene fedele amico e alleato del capitano terrestre Jonathan Archer, ponendo le basi dell'alleanza interspecie che porterà alla fondazione della Federazione. È Andoriano anche Ryn (Noah Averbach-Katz), personaggio ricorrente della terza stagione della serie Discovery. Ryn, inizialmente al servizio di Osyraa, che gli ha tagliato le antenne e lo ha reso schiavo a causa del suo tradimento, viene liberato dai membri della USS Discovery, dopo di che si mette al servizio della Federazione, venendo infine ucciso da Osyraa, quando questa arremba la nave della Flotta Astrale per impossessarsi del segreto del motore a spore.

### Androidi

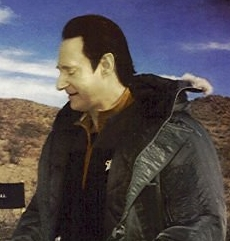
Data, androide protagonista di The Next Generation

Gli Androidi (in inglese Androids) sono una forma di vita artificiale umanoide, che può essere senziente o non senziente, creata dagli esseri umani o da altre specie. Varie forme di vita artificiali di aspetto umanoide appaiono nel franchise di Star Trek.
- Nella serie classica appaiono degli androidi nell'episodio Gli androidi del dottor Korby (What Are Little Girls Made Of?, prima stagione, 1966), in cui il dottor Korby, esperto in vita artificiale, è in grado di creare androidi identici agli umani e in grado di sostituirli completamente, tanto che realizza anche una replica artificiale del capitano Kirk.
- Altro episodio della serie classica in cui appaiono degli androidi è Io, Mudd (I, Mudd, seconda stagione, 1967), dove il celebre lestofante Harry Mudd, fuggito di prigione, atterra su di un pianeta popolato da androidi, che ne fanno il loro leader, ma in realtà tenendolo prigioniero. Venuti in contatto con l'Enterprise, gli androidi decidono d'impossessarsene per asservire l'umanità, divenendone al contempo padroni e servitori ed eliminando le guerre e i conflitti.
- Nel film Star Trek del 1979, il tenente Ilia viene trasformata, o meglio "ricostruita", in forma androide dal V'ger.
- Nella serie The Next Generation un androide, Data (Brent Spiner), è parte dell'equipaggio di plancia, divenendo uno dei personaggi più caratteristici e riconoscibili del franchise. Data, inoltre, ha più di un "fratello" (tutti interpretati sempre da Brent Spiner), ovvero altri androidi prototipi creati prima di lui. Tra questi il più celebre è il malvagio Lore, che appare in alcuni episodi di The Next Generation, finendo addirittura per allearsi con un gruppo di Borg scollegati dalla collettività, mettendosene a capo. Altro "fratello" di Data è B-4, che appare nel film Star Trek - La nemesi (Star Trek: Nemesis, 2001).
- La prima stagione della serie Star Trek: Picard è interamente incentrata sulle forme di vita artificiali (che qui assumono il nome di sintetici). Qui, oltre a Data, vi appaiono le sue "figlie", così dette poiché create partendo dalla sua matrice positronica, Soji e Dahj Asha (entrambe interpretate da Isa Briones) e un'intera colonia di androidi creati in coppie di "gemelli" da Bruce Maddox e Adam Soong. Nella serie apprendiamo inoltre che gli androidi sono stati messi fuori legge nella Federazione il 5 aprile 2385, dopo l'attacco alla colonia di Utopia Planitia sul pianeta Marte, da parte di un gruppo di "sintetici" ribelli. Dopo l'intervento a favore degli androidi da parte di Picard nell'anno 2399, le forme di vita artificiali verranno riammesse nella Federazione.

### Angosiani
Gli Angosiani (in inglese Angosians) sono una specie umanoide entrata a far parte della Federazione nel 2366. Gli Angosiani sono di natura non violenta e la loro civiltà, dedita allo sviluppo dell'intelletto, ha combattuto una lunga e sanguinosa guerra con i Tarsiani. Alcuni individui, conosciuti come i "Veterani", presentano degli impianti elettronici posizionati sulle tempie. A causa della loro natura pacifica, in occasione del conflitto contro i Tarsiani gli Angosiani hanno dovuto addestrare dei volontari come guerrieri tramite un condizionamento psicologico, che ha aumentato la loro resistenza, l'intelligenza, la forza, la memoria e li ha dotati di un senso istintivo di conservazione che li fa rispondere con la violenza a qualsiasi pericolo. Terminata la guerra, i Veterani non sono riusciti a reintegrarsi nella società e il governo angosiano non ha avuto la capacità o la volontà di prendersi cura dei soldati. Dopo numerosi incidenti, la popolazione del pianeta, timorosa di quello che i veterani erano capaci di fare, ha scelto di esiliarli nel carcere di massima sicurezza di Lunar V, posto su uno degli asteroidi del loro sistema solare. Nel 2366 l'Enterprise D visita Angosia III in occasione della domanda di ingresso nella Federazione. Durante l'incontro, Roga Danar, uno dei veterani più violenti, riesce a fuggire dalla colonia penale e, dopo una serie di vicissitudini, riesce a portare a conoscenza della Federazione il problema dei veterani.
Gli Angosiani appaiono nell'episodio I perseguitati (The Hunted, 1990) della terza stagione della serie The Next Generation.

### Animali simili-Lapling
Vedi Lapling.

### Ankari
Gli Ankari sono una specie umanoide originaria del Quadrante Delta. Hanno sviluppato la propulsione a curvatura, e la loro tecnologia ha sviluppato un motore a curvatura difficile da rilevare per i sensori. Nutrono un rispetto referenziale nei confronti di una forma di vita nucleogenica proveniente da un altro universo, da loro chiamati "spiriti della buona fortuna", che possono evocare utilizzando un "faro di evocazione". Sono una specie socievole e aperta alle nuove culture. Sono conosciuti dai Borg come Specie 7690 (in inglese Species 7690).
Qualche tempo prima del 2376, incontrarono l'equipaggio della USS Equinox, che in seguito utilizzerà gli "spiriti della buona fortuna" come carburante per tentare di fare ritorno al Quadrante Alfa.
Gli Ankari compaiono negli episodi della serie Voyager: Equinox (prima parte) (Equinox: Part 1, quinta stagione, 1999), Equinox (seconda parte) (Equinox: Part 2, sesta stagione, 1999) e Tsunkatse (Tsunkatse, sesta stagione, 2000). 

### Annari
Gli Annari sono una specie umanoide originaria del Quadrante Delta. Hanno una pelle bruno-olivastra e varie creste ossee facciali. La loro civiltà viene chiamata Impero Annari.
Nel XXIV secolo gli Annari sono in guerra con i Kraylor almeno dal 2374, anno in cui iniziano l'assedio del loro pianeta natale. Nel 2377 la USS Voyager incontra gli Annari mentre esegue una manutenzione straordinaria su un pianeta del loro Impero. Inizialmente amichevoli, saputo che Harry Kim e Sette di Nove hanno aiutato i Kraylor, cacciano la Voyager dal loro territorio.
Gli Annari compaiono negli episodi della serie Voyager: La Nightingale (Nightingale, settima stagione, 2000) e Il vuoto (The Void, settima stagione, 2001).

### Antarani
Gli Antarani (in inglese Antarans) sono una specie umanoide che ha combattuto diverse guerre contro i Denobulani, che si sono concluse nel corso del XIX secolo. Nei conflitti, i denobulani hanno ucciso più di venti milioni di antarani. L'odio tra le due specie è continuato ancora almeno fino alla metà del XXII secolo.
La specie appare nell'episodio Il recupero (The Breach, 2003) della seconda stagione di Enterprise.

### Antedeani
Gli Antedeani (in inglese Antedeans) o Antediani (in inglese Antedians) sono una specie umanoide molto simile a delle creature ittiche. Gli Antedeani considerano il volo spaziale estremamente traumatico, perciò durante i viaggi spaziali si pongono in stato catatonico. Al loro risveglio richiedono una gran quantità di cibo per recuperare le forze. Gli Antedeani aprono i negoziati per entrare nella Federazione nel 2365.
Gli Antedeani compaiono nell'episodio Caccia all'uomo (Manhunt, 1989) della seconda stagione della serie The Next Generation. Nell'episodio compare, pesantemente truccato tanto da renderlo irriconoscibile, il celebre musicista Mick Fleetwood nei panni di un dignitario Antediano. Fleetwood, pur di prendere parte alla serie, fu disposto a radersi la caratteristica barba che lo ha sempre contraddistinto.

### Antediani
Vedi Antedeani.

### Anticani
Gli Anticani (in inglese Anticans) sono una specie carnivora ricoperta di pelliccia e con una notevole stazza fisica. Nell'anno 2364 richiedono di poter entrare a far parte della Federazione e vengono condotti dall'equipaggio dell'Enterprise D in missione diplomatica, per risolvere un contrasto con i Selay.
Gli Anticani compaiono nell'episodio Solo in mezzo a noi (Lonely Among Us, 1987) della prima stagione della serie The Next Generation.

### Antosiani
Gli Antosiani (in inglese Antosians), o Nativi di Antos (in inglese Antos native), sono gli abitanti del pianeta Antos IV. Hanno rinunciato ad entrare nella Federazione ma mantengono buoni rapporti con i vicini. Sono una razza pacifica che si prende cura del capitano Garth dopo che questi ha avuto un grave incidente e al quale insegnano, negli anni sessanta del XXIII secolo, l'arte della metamorfosi cellulare.
Compaiono nell'episodio Il sogno di un folle (Whom Gods Destroy, 1969) della terza stagione della serie classica.

### Arbazani
Gli Arbazani (in inglese Arbazans) sono una specie umanoide originaria del pianeta Arbaza. Sono una delle civiltà umanoidi che fanno parte della Federazione. Caratteristiche somatiche tipiche degli Arbazani sono la fronte molto spaziosa e una marcata arcata sopracciliare.
Nel 2369 l'ambasciatrice arbazana Taxco giunge sulla stazione spaziale Deep Space Nine, interessata a studiare il fenomeno del tunnel spaziale bajoriano. A bordo conosce l'ambasciatrice della Federazione, Vadosia, con cui ha un forte diverbio in quanto quest'ultima ritiene che gli Arbazani siano una razza sessualmente repressa.
Gli Arbazani compaiono nell'episodio Il cucciolo (The Forsaken, 1993) della prima stagione della serie Deep Space Nine.

### Arcadiani
Gli Arcadiani (in inglese Arcadians) sono una specie umanoide dalla testa allargata con due linee parallele di capelli che corrono sui bordi esterni del cranio, mentre i loro corpi appaiono snelli. Non è chiaro se il sistema solare di questa specie sia lo stesso "sistema stellare arcadiano" che è presente anche nell'episodio Il filtro di Mudd (Mudd's Passion, 1973) della prima stagione della serie animata.
Appaiono nel film Rotta verso la Terra (Star Trek IV: The Voyage Home, 1986). Sono presenti nel 2381 sulla Base Stellare 25, nell'episodio La vergogna dei Doopler (An Embarrassment Of Dooplers, 2021) della seconda stagione della serie Lower Decks, mentre un Arcadiano è raffigurata su una carta da poker leoniana nell'episodio Rischiare tutto (All In, 2022) della quarta stagione della serie Discovery.

### Ardaniani
Gli Ardaniani (in inglese Ardanans) sono gli abitanti del pianeta Ardana. Il pianeta è in realtà caratterizzato da due culture umanoidi diverse: i trogloditi, minatori che abitano le caverne presso le miniere di zeenite, e gli abitanti della città sospesa di Stratos, molto attivi dal punto di vista artistico e culturale. Le discriminazioni sociali di Ardana vengono eliminate con una risoluzione del Consiglio Federale. Studi comparati sul DNA degli abitanti di Stratos e dei Trogloditi rivelano sostanziali differenze nella struttura degli amminoacidi, il che farebbe supporre che gli abitanti di Stratos non siano originari di Ardana. A sostegno di questa tesi c'è anche il fatto che nessuno è in grado di spiegare abbastanza chiaramente i principi che regolano il complesso sistema di manipolazione gravitazionale che sostiene Stratos.
Gli Ardaniani compaiono nell'episodio Una città tra le nuvole (The Cloud Minders, 1969) della terza stagione della serie classica.

### Areore
Gli Areore sono una specie aviaria originaria del pianeta Areolus. Il loro corpo, coperto di piume, è dotato di sei arti: zampe che terminano con artigli dotate di tre dita, braccia che terminano con mani dotate di cinque dita e ali. Le ali permettono loro di volare con grande rapidità e agilità. I volti sono simili a quelli di un gufo, dotati di becchi adunghi e occhi grandi con pupille verticali. Gli Areore vivono in una società primitiva e apparentemente pre-curvatura, ma in tempi antichi erano invece dotati di tecnologia avanzata, conoscevano la curvatura e viaggiavano nello spazio con delle astronavi che sono ora sepolte sotto gli alberi su cui sono costruiti i loro villaggi sospesi.
Gli Areore compaiono nell'episodio Una redenzione matematica (A Mathematically Perfect Redemption, 2022) della terza stagione della serie Lower Decks.

### Argeliani
Gli Argeliani (in inglese Argelians) sono una specie umanoide, molto simile agli esseri umani. Rappresentano la specie originaria del pianeta Argelius II che, per la sua posizione strategica, è uno spazioporto molto importante. Tale popolazione era di natura violenta fino a quando non subì un radicale mutamento di indole che, da allora, chiamano "Il Risveglio", dopo del quale divennero una razza pacifica e ospitale ma che, data la struttura della loro società, ha bisogno di amministratori provenienti da altri pianeti. La USS Enterprise capitanata da James T. Kirk si reca per una licenza di sbarco su Argelius II in data stellare 2267. Durante la permanenza, però, Montgomery Scott viene accusato dell'omicidio di due donne e gli Argeliani, non essendo più abituati a tali situazioni, fanno uso delle loro brutali leggi del passato. Alla fine viene provata l'innocenza dell'ufficiale.
Gli Argeliani compaiono negli episodi Licenza di sbarco (Shore Leave, prima stagione, 1966) e Fantasmi del passato (Wolf in the Fold, seconda stagione, 1967). Appaiono anche nell'episodio Attacco ai Fondatori (seconda parte) (The Die is Cast, 1995) della terza stagione della serie Star Trek: Deep Space Nine.

### Argrathi
Gli Argrathi sono una specie umanoide originaria del pianeta Argratha. Sono fortemente sospettosi nei confronti delle altre specie, tanto che una banale domanda li può portare a sospettare lo spionaggio. La loro cultura è inoltre contraddistinta da una forma di punizione per i reati molto inusuale: anziché costruire e mantenere strutture carcerarie, al colpevole di un atto criminoso vengono impiantati i ricordi di un terribile periodo di incarcerazione.
Gli Argrathi compaiono nell'episodio Tempi difficili (Hard Time, 1996) della quarta stagione della serie Deep Space Nine.

### Arkariani
Gli Arkariani (in inglese Arkarians), sono una specie umanoide del quadrante Alfa originaria del pianeta Arkaria.
Gli Arkariani compaiono nell'episodio Complotto a bordo (Starship Mine, 1993) della sesta stagione della serie The Next Generation.

### Arkoniani
Gli Arkoniani (in inglese Arkonians) sono una specie umanoide del quadrante Alfa che ha inventato il motore a curvatura attorno al 2050. Poco dopo hanno avuto il loro primo contatto con i Vulcaniani, con cui però non hanno stabilito buoni rapporti. Il primo contatto con i Terrestri è avvenuto nel 2152 grazie l'Enterprise NX01 capitanata da Jonathan Archer, quando la sparizione di una loro navetta e di una nave terrestre li costringe a lavorare insieme. Il loro sistema endocrino è estremamente sensibile alle variazioni di temperatura e una disidratazione causa grossi problemi alle cellule della pelle, tanto che un teletrasporto risulterebbe fatale.
La specie è presente nell'episodio Il mio nemico (Dawn, 2003) della seconda stagione della serie Enterprise.

### Artefici
Vedi Costruttori di sfere.

### Arturiani
Gli Arturiani (in inglese Arcturians) sono una specie umanoide originaria del pianeta Arcturus IV che negli anni 2270 contano propri individui che prestano servizio nella Flotta Stellare. La loro cultura apprezza molto William Shakespeare e una versione del Macbeth viene rivisitata e messa in scena dagli Arturiani nel 2266 con il supporto del Progetto di Scambio Culturale Galattico. Una bevanda popolare sul pianeta Arcturus IV è il Fizz Arturiano (in inglese Arcturian Fizz).
Gli Arturiani vengono menzionati nell'episodio La magnificenza del Re (The Conscience of the King, 1966) della prima stagione della serie classica e nell'episodio Il rapimento (Ménage à Troi, 1990) della terza stagione della serie The Next Generation. Appaiono nel film Star Trek (1979) e negli episodi della serie animata Star Trek: Lower Decks: Delegati (Envoys, prima stagione, 2020) e Riflessi (Reflections, terza stagione, 2022).

### Aureliani
Gli Aureliani sono una specie ornitoide. Inizialmente non canonici, compaiono nella serie animata classica; successivamente vengono canonicizzati nella serie animate Lower Decks e Prodigy: in quest'ultima il Primo Ufficiale della USS Protostar, Adreek-Hu, è un Aureliano.

### Axanar
Gli Axanar sono una specie umanoide dotata di una fisiologia molto diversa da quella umana: respirano un'atmosfera di azoto e metano alla temperatura di –20 gradi centigradi, il loro sangue è verde e le molecole che lo costituiscono somigliano ad amminoacidi. Hanno una vita media di 400 anni. Nel sangue viene iniettata una sostanza, la triglobulina, prodotta dalle ghiandole zymuth ed equivalente al sistema linfatico umano. Questa sostanza possiede proprietà medicali e afrodisiache, usate da molte specie a tal punto che alcuni individui sono disposti a estrarre forzatamente la triglobulina dal loro corpo. Gli Axanar sono androgini. Nel XXII secolo le loro astronavi sono lunghe approssimativamente 92 metri e hanno diversi ponti. Lo scafo è composto di tritanio e di polimeri di disilicato. Hanno almeno due portelli esterni e sono equipaggiate con armi ad energia diretta.
Nel 2151 gli Axanar incontrano per la prima volta gli Umani attraverso l'equipaggio dell'Enterprise NX-01, dopo che una nave appartenente a una specie sconosciuta ha attaccato un cargo axanar. L'equipaggio del'Enterprise scopre che gli Axanar a bordo del cargo sono stati mutilati per estrarne la triglobulina. Nel frattempo giunge sul posto una nave axanar in soccorso al cargo. A causa di un malfunzionamento del traduttore universale, credono che ad aver attaccato il cargo sia stata proprio l'Enterprise. Il guardiamarina Hoshi Sato riesce a tradurre il linguaggio axanar, caratterizzato da una grammatica bimodale, e grazie a questo riesce a chiedere loro aiuto quando la nave sconosciuta torna indietro per attaccare l'Enterprise, convincendo gli Axanar a venire in loro soccorso.
In un momento imprecisato prima del 2152, una nave stellare axanar sosta alla stazione di riparazione automatizzata. Un Axanar dell'equipaggio viene aggiunto segretamente a diversi ospiti umanoidi a bordo della stazione, i cui cervelli sono stato collegati al computer della stazione. A metà del XXIII secolo scoppia un conflitto nei pressi del pianeta degli Axanar, nel quale vengono coinvolti la Federazione e il capitano Garth di Izar. Quest'ultimo vince quella che diverrà nota come la Battaglia di Axanar, seguita da una missione di pace della Federazione a cui prenderà parte il capitano James T. Kirk.
La specie appare la prima volta nell'episodio Vincere la paura (Fight or Flight, 2001) della prima stagione della serie Star Trek: Enterprise. Indirettamente il loro mondo natio compare in un episodio della terza stagione della serie classica, Il sogno di un folle (Whom Gods Destroy, 1969).

## B

### Ba'ku
I Ba'ku sono una specie umanoide che, prima di stabilirsi sul pianeta omonimo, ha rischiato l'autodistruzione a causa di una guerra. Nel 2066 un piccolo gruppo di superstiti ha colonizzato il pianeta. A causa degli effetti delle radiazioni metafasiche del pianeta – che rallentano o annullano l'invecchiamento – i Ba'ku hanno deciso di dedicarsi alle arti e all'artigianato con ritmi di vita molto lenti e rilassati, e scelgono di non usare la tecnologia avanzata. Alcuni Ba'ku, non condividendo i modi di vita dei propri compagni, vengono costretti all'esilio dal pianeta e, nel 2375, con il nome di Son'a, tentano di riprendere il controllo del pianeta con la forza e con l'aiuto di alcuni ufficiali della Flotta Stellare, avvicinandosi alla sua distruzione, ma il tentativo viene sventato dal capitano Picard e dall'equipaggio dell'Enterprise E. In seguito i Ba'ku e il loro pianeta divengono un protettorato della Federazione.
I Ba'ku appaiono nel film Star Trek - L'insurrezione (Star Trek: Insurrection, 1998).

### Ba'Neth
I Ba'Neth, o Ba'neth, sono una specie non umanoide originaria del Quadrante Delta. Il loro corpo è dotato di vari tentacoli. Si tratta di una specie estremamente xenofoba, che ha sviluppato una tecnologia di occultamento per fare in modo di poter spiare le altre specie senza essere visti ed eventualmente attaccarle senza lasciare superstiti. Non sono infatti stati osservati per lungo tempo, tanto che la loro esistenza è stata ritenuta mitologica da parte dei Kesat, che ne condividono lo spazio.
Nel 2376 dodici astronavi risultano attaccate da assalitori sconosciuti, fino a quando il Delta Flyer della USS Voyager non incontra un Ba'Neth che attacca il comandante Tuvok e scarica informazioni dalla navetta della Federazione. Grazie alle rilevazioni effettuate da Tuvok, la Voyager riesce a individuare una stazione dei Ba'Neth, coi quali giunge a un accordo cedendo il convertitore fotolitico usato per rintracciarli con informazioni per curare Tuvok.
I Ba'Neth compaiono nell'episodio Enigmi (Riddles, 1999) della sesta stagione della serie Voyager.

### Ba'ul
I Ba'ul sono una delle due specie che abitano il pianeta Kaminar. I Ba'ul la specie avanzata e dominante che tiene i Kelpiani sotto il proprio potere, così da dominarli e utilizzarli come cibo. In realtà i Ba'ul erano originariamente le prede dei Kelpiani e hanno capovolto l'ecosistema del pianeta per paura. In seguito i Kelpiani si ribelleranno e le due specie riusciranno a convivere governando assieme il pianeta Kaminar.
I Ba'ul compaiono nella serie televisiva Star Trek: Discovery, a partire dalla seconda stagione.

### Bajoriani

Kira Nerys, ufficiale bajoriano in servizio sulla stazione spaziale Deep Space Nine

I Bajoriani (in inglese Bajorans) sono una specie umanoide originaria del pianeta Bajor. Sono caratterizzati da un aspetto molto simile agli Umani, ma con la differenza di avere una sorta di "cresta" nasale. I Bajoriani indossano inoltre dei caratteristici orecchini, legati al loro culto nei Profeti di Bajor. Alla fine del XXIV secolo alcuni Bajoriani sono arruolati nella Flotta Stellare, pur non facendo parte il loro pianeta della Federazione.
I Bajoriani compaiono per la prima volta nell'episodio Il guardiamarina Ro (Ensign Ro, 1991) della quinta stagione della serie Star Trek: The Next Generation, per poi apparire in diverse serie successive, quali soprattutto Star Trek: Deep Space Nine, ambientata sulla stazione spaziale Deep Space Nine, orbitante attorno al pianeta Bajor. Appaiono inoltre anche in Star Trek: Lower Decks. Tra i Bajoriani sono particolarmente noti Ro Laren, prima guardiamarina poi tenente bajoriana della Flotta Stellare, che tradisce per unirsi ai Maquis, in The Next Generation; Kira Nerys, primo ufficiale della stazione Deep Space Nine nella serie omonima; Shaxs, capo della sicurezza della USS Cerritos nella serie animata Lower Decks.

### Bandi
I Bandi sono una specie umanoide originaria del pianeta Deneb IV. I Bandi fanno richiesta di entrare a far parte della Federazione, offrendo la possibilità di utilizzare la stazione di Farpoint, che si rivela in seguito non essere un manufatto Bandi ma una forma di vita imprigionata dai Bandi stessi. L'equipaggio dell'Enterprise D libera la forma di vita e i Bandi allora si offrono di ricostruire la stazione con materiali convenzionali.
I Bandi compaiono nel primo episodio della serie The Next Generation, Incontro a Farpoint

### Banea
Vedi Baneani.

### Baneani
I Baneani o Banea (in inglese Baneans o Banea) sono una specie umanoide originaria del pianeta Banea nel Quadrante Delta. Simili agli Umani, si distinguono per avere delle piume miste ai capelli sul capo. Il loro governo è organizzato in ministeri. Sono soliti tenere degli animali domestici e fumare una pianta simile al tabacco. Nella cultura baneana i criminali riconosciuti colpevoli di reati capitali vengono condannati a rivivere il loro crimine dal punto di vista delle vittime, all'infinito, con un ciclo di 14 ore, impiantando loro gli engrammi di memoria delle loro vittime.
Nel 2371 sono in guerra con i Numiri, con i quali condividevano in origine il pianeta natale. Tra i Baneani circolano numerose spie numiri. Una di queste, in quell'anno, incastra Tom Paris della USS Voyager per l'omicidio di Tolen Ren, dopo un flirt con la moglie Ldell Ren.
I Baneani compaiono nell'episodio Un testimone insolito (Ex Post Facto, 1995) della prima stagione della serie Voyager.

### Barkoniani
I Barkoniani (in inglese Barkonians) sono una specie umanoide originaria del pianeta Barkon IV. Caratteristica peculiare della specie sono delle macchie simmetriche sulla fronte. La loro civiltà si trova a uno stadio evolutivo di livello tardo-medioevale. Il recupero di una sonda federale caduta su Barkon IV causa un imprevisto primo contatto, con lievi conseguenze per i Barkoniani, in particolare in campo medico/scientifico, al fine di evitare un contagio radioattivo letale.
La specie compare nell'episodio Radioattività (Thine Own Self, 1994) della settima stagione della serie The Next Generation.

### Baroliani
I Baroliani (in inglese Barolians) sono una specie non meglio identificata che ha stretto rapporti commerciali con l'Impero Romulano. Il senatore Pardek ha preso parte a una conferenza commerciale baroliana nel 2364. Una registrazione visiva di questi negoziati ha permesso nel 2365 di identificare il senatore e l'ambasciatore Spock. Nel 2368 un mercantile baroliano ha trasportato un deflettore vulcaniano rubato su Galorndon Core.
La specie non viene mostrata, ma solamente menzionata negli episodi della quinta stagione della serie The Next Generation: Il segreto di Spock (Unification), prima e seconda parte, che vedono come guest star Leonard Nimoy nella parte dell'ambasciatore Spock.

### Barzani
I Barzani (in inglese Barzans) sono una specie umanoide originaria del pianeta Barzan nel Quadrante Alfa della Via Lattea. Quando si trovano in un'atmosfera standard di classe M devono usare speciali dispositivi per la respirazione. Nel 2366 i Barzani non hanno ancora sviluppato la tecnologia necessaria per il viaggio spaziale. Nel sistema solare di Barzan viene rilevato un tunnel spaziale instabile che per un certo periodo mette in contatto il quadrante Alfa con il Quadrante Delta.
I Barzani compaiono nell'episodio Tunnel conteso (The Price, 1989) della terza stagione della serie The Next Generation. Appartiene a questa specie l'ufficiale Nhan, capo della sicurezza prima della USS Enterprise NCC-1701 e successivamente della USS Discovery NCC-1031, giunta a bordo della seconda nave stellare della Federazione in sostituzione di Ellen Landry, al seguito del capitano Christopher Pike e personaggio ricorrente della seconda e terza stagione della serie Discovery.

### Belva tarcassiana
Vedi Belva tarkassiana.

### Belva tarkassiana
La belva tarkassiana (in inglese Tarkassian razorbeast), o belva tarcassiana (in inglese Tarcassian razor beast), è un animale di origine sconosciuta. È un animale alato e peloso, caratterizzato da ali spinose e dal muoversi compiendo dei balzi. Guinan lo descrive come il suo animale immaginario domestico di quando era bambina. La belva tarkassiana la faceva sentire al sicuro, immaginandosi sdraiata tra le sue zampe dove poteva sentirne le fusa.
La belva tarkassiana viene menzionata negli episodi della serie The Next Generation: Un'amica immaginaria (Imaginary Friend, quinta stagione, 1992) e Giovani eroi (Rascals, sesta stagione, 1992).

### Benkarani
I Benkarani (in inglese Benkarans) sono una specie umanoide originaria del Quadrante Delta. Si distinguono dagli Umani per un cranio leggermente più largo e vistose strutture ossee attorno agli occhi e sulla fronte. Vivono all'interno di una zona di spazio governata dai Nygeani, dai quali sono considerati pregiudizialmente dei criminali. Infatti, pur rappresentando il 10% della popolazione da questi governata, costituiscono l'80% della popolazione delle carceri nygeane, avendo anche dieci volte in più la possibilità di venire giustiziati per un crimine.
I Benkarani compaiono negli episodi della settima stagione della serie Voyager: Rimorso (Repentance, 2001) e Forza lavoro (Workforce, 2001) (prima e seconda parte).

### Benziti
I Benziti (in inglese Benzites) sono una specie umanoide originaria del pianeta Benzar. I Benziti fino al 2372, quando lasciano il loro pianeta natale, hanno bisogno di uno speciale inalatore che fornisce una miscela di gas che non è normalmente presente nelle atmosfere standard di classe M. Successivi progressi della medicina benzita fanno in modo che l'inalatore non sia più necessario.
I Benziti compaiono in due episodi della serie The Next Generation: L'età della ragione (Coming of Age, prima stagione, 1988) e Questione d'onore (A Matter of Honor, seconda stagione, 1989). Successivamente compaiono anche in sei episodi della serie Deep Space Nine, in tre episodi della serie Enterprise e in nove episodi della serie Lower Decks.

### Berelliani
I Berelliani (in inglese Berellian) sono una specie di cui si hanno poche informazioni. Christopher Hobson afferma che nessuno penserebbe di fare di un Berelliano un ingegnere, così come nessuno penserebbe di fare di un Klingon un consigliere, questo a causa della loro pessima reputazione che li vorrebbe inetti nel manovrare congegni meccanici.
I Berellieani vengono solamente menzionati nell'episodio La via di Klingon (prima parte) (Redemption: Part 1, 1991) della quarta stagione di The Next Generation.

### Betazoidi

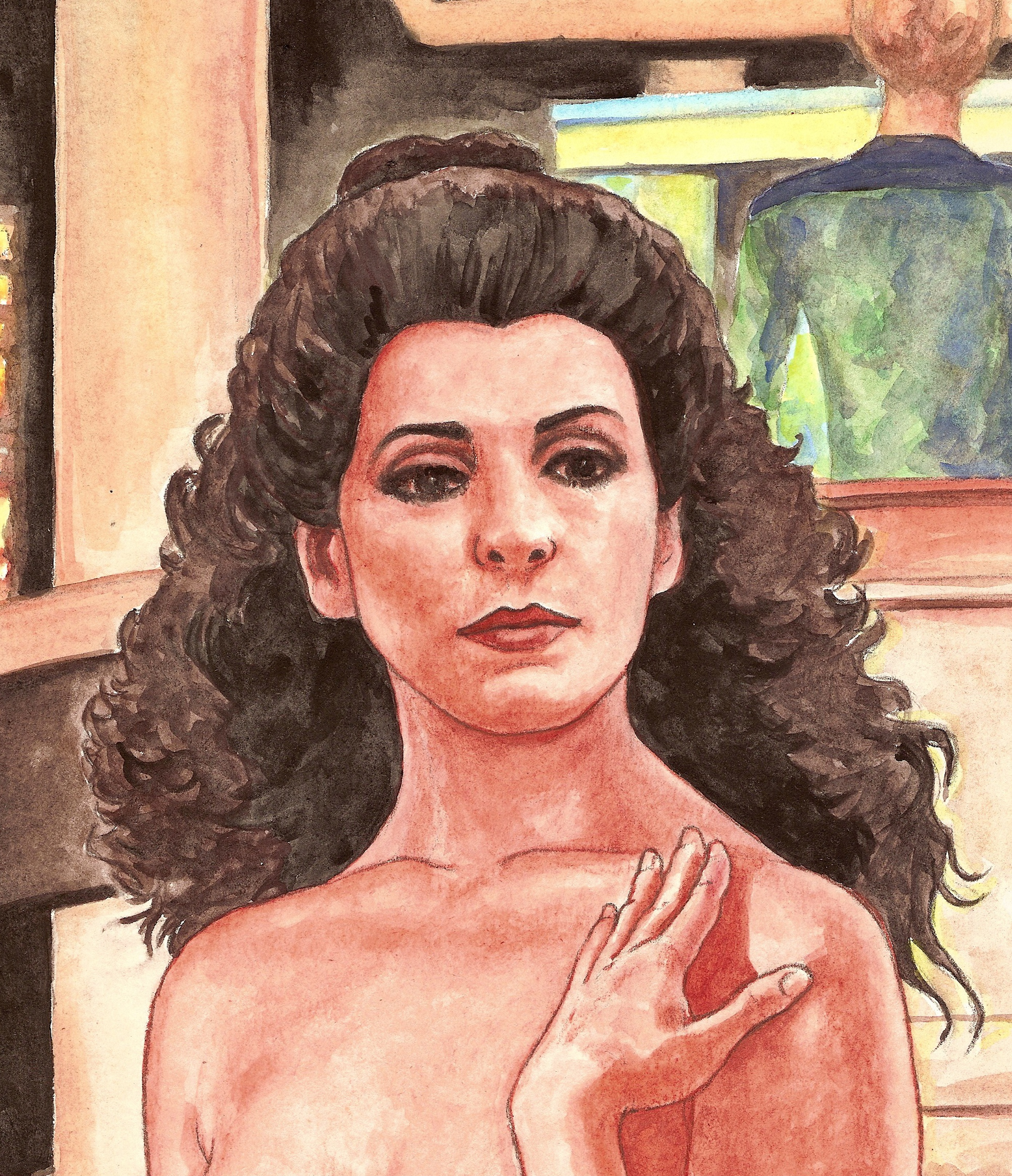
La betazoide Deanna Troi, consigliera dell'Enterprise D

I Betazoidi (in inglese Betazoids) sono una specie umanoide del tutto simile agli esseri umani, con l'eccezione che le iridi degli occhi sono completamente nere e i Betazoidi maschi non possiedono la barba. Attorno alla pubertà, i Betazoidi sviluppano i poteri empatici e telepatici che li caratterizzano. Alcuni Betazoidi, tuttavia, hanno già alla nascita tali poteri, il che comporta che tali individui percepiscano i sentimenti altrui senza volerlo, il che viene definito "rumore di fondo". I Betazoidi sono in grado di procreare con gli Umani, anche se ciò agisce da inibitore parziale delle loro capacità telepatiche ed empatiche.
I Betazoidi compaiono soprattutto nelle serie televisive The Next Generation e Deep Space Nine, rappresentati in particolare dalla comandante Deanna Troi (Marina Sirtis), consigliere della USS Enterprise D ed E, e da Lwaxana Troi (Majel Barrett), madre di quest'ultima e personaggio ricorrente nelle due serie televisive.

### Betelgeusiani
I Betelgeusiani (in inglese Betelgeusians) sono una specie ornitoide che negli anni settanta del XXIII secolo è associata alla Federazione dei Pianeti uniti e conta propri individui in servizio nella Flotta Stellare.
Appaiono nel film Star Trek (1979) e nella seconda e terza stagione della serie Star Trek: Discovery.

### Binari
I Binari (in inglese Bynars) sono una specie umanoide originaria del pianeta Bynaus. Alla loro nascita ne viene rimosso chirurgicamente il lobo parietale, che viene sostituito con un processore sinaptico, un dispositivo denominato buffer, che permette loro di essere connessi costantemente a una sorta di network mentale che gli consente di comunicare a una velocità superiore rispetto a quelle delle altre specie. Non sono sessualmente identificabili come maschi o femmine, i loro nomi sono composti da numeri binari e lavorano abitualmente a coppie di due.
I Binari appaiono negli episodi della serie The Next generation: 11001001 (prima stagione, 1988) e L'uomo di latta (Tin Man, terza stagione, 1990). Successivamente compaiono anche nell'episodio Rigenerazione (Regeneration, 2003) della seconda stagione della serie Enterprise e in due episodi della serie animata Lower Decks: La freccia errante di Cupido (Cupid's Errant Arrow, prima stagione, 2020) e Kayshon, a occhi aperti (Kayshon, His Eyes Open, seconda stagione, 2001).

### Boliani
I Boliani (in inglese Bolians) sono una specie umanoide dalla pelle blu, che presentano una fenditura verticale che corre al centro del visto dividendolo in due.
Compaiono per la prima volta nell'episodio Cospirazione (Conspiracy, 1988) della prima stagione di The Next Generation.

### Boraalani
I Boraalani (in inglese Boraalan) sono una specie umanoide originaria del pianeta Boraal II, diventato inabitabile nel 2370. Un villaggio allo stadio di sviluppo simile al Medioevo terrestre viene trasferito su Vacca VI per interesse di Nikolai Rozhenko, che ne studiava la civiltà nel momento del collasso di Boraal II. Questo villaggio comprende gli unici Boraalani superstiti alla fine del loro pianeta.
I Boraalani compaiono nell'episodio della settima stagione di The Next Generation, Terra promessa (Homeward, 1994).

### Borg
I Borg sono una specie cyborg proveniente dal Quadrante Delta della Via Lattea. Sono considerati i nemici più temuti e letali della Federazione. La loro origine rimane ignota, sono composti da individui di tutte le specie umanoidi con cui i Borg vengono in contatto, che vengono assimilati e trasformati in cyborg con l'aggiunta di congegni elettronici che ne migliorano le prestazioni e li trasformano in "droni", ovvero in individui spersonalizzati e privi di volontà individuale che obbediscono ciecamente alla Collettività. All'apice della Collettività Borg vi è la Regina (interpretata nel franchise da Alice Krige, Susanna Thompson, Annie Wersching e Alison Pill), che non è propriamente il "capo", quanto più riassume in sé la collettività stessa. Viaggiano a bordo di astronavi dalla forma cubica, il Cubo Borg, che superano la massima velocità di curvatura della Federazione grazie alla tecnologia della transcurvatura, che permette loro di attraversare ampi settori della galassia grazie a una rete di condotti di transcurvatura.
I Borg sono presenti soprattutto nelle serie The Next Generation, in cui sono in guerra con la Federazione, che tentano invano di conquistare durante la Battaglia di Wolf 359, e in cui il capitano Jean-Luc Picard viene da loro assimilato diventando Locutus di Borg; nella serie Voyager, in cui la USS Voyager viene a confrontarsi spesso nel Quadrante Delta con la Collettività Borg e la loro Regina e che finisce per accogliere nel suo equipaggio la ex Borg Sette di Nove (Jeri Ryan). Nella serie sono presenti anche altri ex-Borg, salvati nel corso del proprio viaggio verso casa dalla Voyager e unitisi all'equipaggio della nave, tra cui Icheb (interpretato da Manu Intiraymi in Voyager e da Casey King in Star Trek: Picard). Sullo scontro tra Borg e Federazione è inoltre incentrato il film Primo contatto (Star Trek: First Contact, 1996), dove compare per la prima volta la Regina Borg.

### Botha
Vedi Bothani.

### Bothani
I Bothani (in inglese Bothans) o Botha sono una specie umanoide originaria del Quadrante Delta. Sono una specie solitaria dotata di grandi capacità telepatiche e in grado di provocare intense allucinazioni in altri esseri viventi, tali da non far loro più distinguere tra realtà e illusione. Si dimostrano inoltre particolarmente ostili verso gli stranieri.
Nel 2372 la USS Voyager tenta di negoziare l'attraversamento del loro spazio, ma i Bothani intrappolarono l'equipaggio in una serie di allucinazioni, tuttavia non riescono nel loro intento, dato che i poteri telepatici di Kes si dimostrano più potenti dei loro, riuscendo a sventare il loro piano.
I Bothani compaiono nell'episodio Visioni mentali (Persistence of Vision, 1995) della seconda stagione della serie Voyager.

### Bre'elliani
I Bre'elliani (in inglese Bre'ellians) sono una specie umanoide originaria del pianeta Bre'el IV, membri della Federazione. Hanno un naso piccolo e smussato, la cui parte superiore termina in due rughe nodose a "V" sulla fronte, e orbite oculari infossate, mentre a stento muovono la mascella quando parlano. In data stellare 43539.1 (2366) il loro pianeta natale è stato minacciato dalla caduta di un asteroide, ma salvato da Q, che ne ha deviato la rotta.
I Bre'elliani compaiono nell'episodio Déjà Q (1990) della terza stagione di The Next Generation.

### Breen
I Breen sono una specie umanoide. Possiedono un avamposto nei pressi dell'Ammasso Nero investigato dall'Enterprise D nel 2368. Sono politicamente non allineati ed erano considerati in un primo tempo colpevoli della distruzione della Vico nei pressi dell'Ammasso Nero. Tra i Breen è comune che le donne restino incinte a una giovane età. I Betazoidi non possono leggere le loro menti. Fino al 2375 si riteneva che il loro mondo natale fosse completamente ghiacciato e che i Breen fossero privi di sangue per questo motivo. Inoltre indossano sempre una sorta di elmetto che copre la testa. I Breen utilizzano un particolare sistema di occultamento e le loro navi sono equipaggiate con armi simili a quelle klingon. Le astronavi dei Breen utilizzano una tecnologia che fa uso di parti biologiche. I Romulani hanno un detto: «Non voltare mai le spalle a un Breen».
Durante il Secondo Impero Klingon l'imperatore Mow'ga inviò una flotta di navi per conquistare il pianeta natale dei Breen. Della flotta di navi non si è più avuta notizia. Nel 2375, durante la Guerra del Dominio, i Breen si alleano con Fondatori e le altre specie del Dominio e con i Cardassiani, contro l'alleanza fra la Federazione, i Klingon e i Romulani. In cambio ricevono dal Dominio la promessa di numerosi territori, tra i quali molti pianeti cardassiani. Questo spinge il Legato Damar a creare un movimento di Resistenza clandestino e ribellarsi al Dominio.
I Breen compaiono in sei episodi della serie Deep Space Nine e in un episodio della serie Voyager. Nella seconda figurano come ologrammi, nell'episodio In carne e ossa (Flesh and Blood, 2000). Vengono inoltre menzionati in tre episodi di The Next Generation.
Il mistero dell'aspetto dei Breen viene svelato per la prima volta nella quinta stagione della serie Star Trek: Discovery: inizialmente erano una specie "solida" con pelle e occhi verdi, poi si sono evoluti a una fisiologia "liquida" (non è dato sapere se l'evoluzione sia stata naturale o indotta artificialmente), ma a differenza dei mutaforma non possono assumere qualsiasi forma, però possono tornare al loro aspetto originario (solido).

### Brekkiani
I Brekkiani (in inglese Brekkians) sono una specie umanoide originaria del pianeta Brekka. Nel 2164 vengono infettati della stessa malattia che ha colpito i loro vicini Ornariani ma, a differenza di loro, hanno scoperto che il medicinale usato per curare la malattia, il felicium, crea dipendenza. Tenendo gli Ornariani all'oscuro di questa scoperta, i Brekkiani, dopo essersi disintossicati, sfruttano l'effetto collaterale del felicium a loro esclusivo vantaggio: la loro economia si basa infatti esclusivamente sulla produzione del felicium, che viene venduto agli Ornariani in cambio di tutto ciò di cui i Brekkiani hanno bisogno.
I Brekkiani appaiono nell'episodio Simbiosi (Symbiosis, 1988) della prima stagione di The Next Generation.

### Brenari
I Brenari sono una specie umanoide originaria del Quadrante Delta. Si distinguono dagli Umani per una cresta nasale in rilievo. Si tratta di una specie telepate, perseguitata dai Devore, che considerano i telepati dei criminali.

### Brikar
I Brikar (in inglese Brikars) o Brikariani (in inglese Brikarians) sono una specie umanoide originaria del Quadrante Delta. Sono caratterizzati da un corpo massiccio e sono ricoperti da una pelle spessa, dura e simile a roccia, che consente loro di essere praticamente immuni a numerosi tipi di attacchi, comprese esplosioni, phaser e disgregatori.
I Brikar compaiono in numerosi romanzi del franchise, compresi quelli delle collane Star Trek: The Next Generation, tra cui le serie Tales of the Dominion War, Section 31 e Mirror Universe. La giovane Brikar Rok-Tahk è uno dei personaggi protagonisti della serie animata Star Trek: Prodigy, prigioniera della miniera di Tars Lemora, che si unisce ai fuggiaschi guidati da Dal R'El e si impossessa della USS Protostar NX-76884.

### Brikariani
Vedi Brikar.

### Bringloidi
I Bringloidi (in inglese Bringloidi) sono dei coloni umani, prevalentemente di origine irlandese, giunti sul pianeta Bringloid V con la nave stellare SS Mariposa NAR-7678 che, una volta stabilitisi sul pianeta, hanno deciso di rifiutare ogni tipo di tecnologia per dedicarsi a una vita di tipo rurale. In seguito alle massicce eruzioni solari, nel 2365 il loro capo, Danilo O'Dell, accetta il trasferimento sul pianeta Mariposa, già colonizzato dai Mariposani, un altro gruppo formato da cloni dei 5 scienziati superstiti della nave stellare Mariposa.
I Bringloidi compaiono nell'episodio L'avventura del Mariposa (Up The Long Ladder, 1989) della seconda stagione di The Next Generation.

### Briori
I Briori sono una specie umanoide originaria del pianeta di Classe L Briori, nel Quadrante Delta.
Nel 1937 i Briori rapiscono oltre trecento Umani dalla Terra, tra i quali l'aviatrice Amelia Earhart, trasportandoli sul loro pianeta natale del Quadrante Delta a oltre 70 000 anni luce di distanza, così da poterli utilizzare come schiavi. Successivamente gli Umani si ribellano prendendo il controllo della colonia, della tecnologia e delle armi, uccidendo i Briori che schiavizzano e dando vita a una fiorente cultura umana. Nel 2371 l'insediamento viene scoperto dall'equipaggio della USS Voyager che offre loro la possibilità di far ritorno sulla Terra, ma nessuno decide di abbandonare la colonia.
I Briori vengono menzionati nell'episodio Una nuova Terra (The 37's, 1995) della seconda stagione della serie Voyager.

### Brunali
I Brunali sono una specie umanoide originaria del Quadrante Delta. Dopo aver sviluppato una tecnologia avanzata, vengono ripetutamente attaccati dai Borg, che costringono i pochi sopravvissuti a fare ritorno a una vita agricola, nascondendo la loro tecnologia. Abili nell'ingegneria genetica, i Brunali impiantano all'interno di uno dei loro bambini, di nome Icheb, dei patogeni in grado, una volta che il ragazzo fosse stato assimilato, di distruggere i droni di un Cubo Borg. Icheb, che viene recuperato dall'equipaggio della Voyager, una volta tornato sul suo pianeta natale e dopo aver appreso della sua alterazione genetica, decide tuttavia di proseguire il viaggio con la nave della Federazione.
I Brunali compaiono in numerosi episodi della serie Voyager, in particolare grazie al personaggio di Icheb, coprotagonista della serie nella sesta e settima stagione, che compare per la prima volta nell'episodio La collettività (Collective, sesta stagione, 2000). Icheb compare inoltre nell'episodio Cronache di Stardust City (Stardust City Rag, 2020) della prima stagione della serie Picard.

### Buroniani
I Buroniani (in inglese Buronians) sono un'antica cultura aliena di cui si hanno pochissime informazioni. Sono conosciuti reperti archeologici, in particolare le ceramiche, che il capitano Jean-Luc Picard ha ritrovato in uno scavo sul loro pianeta natale.
I Buroniani vengono solamente menzionati nella serie The Next Generation.

## C

### Caatati
I Caatati sono una specie umanoide originaria del Quadrante Delta. Sono dotati della tecnologia che permette loro di viaggiare a curvatura. I Caatati sono persone orgogliose e seguono una religione politeista.
Nel 2372 i Caatati vengono attaccati dai Borg che li assimilano completamente, salvo per 27 astronavi che riescono a fuggire. Due anni dopo, una di queste astronavi scampate all'assimilazione viene incontrata dalla Voyager, che le presta soccorso, fornendole cibo e medicinali.
I Caatati compaiono nell'episodio Il giorno dell'onore (Day of Honor, 1997) della quarta stagione della serie Voyager, e nell'episodio Una piccola grande nave (One Little Ship, 1998) della sesta stagione della serie Deep Space Nine.

### Cairn
I Cairn sono una specie umanoide di telepati puri, senza alcun concetto di comunicazione verbale. A differenza di altre specie telepatiche, i Cairn comunicano inviando immagini anziché dialogando telepaticamente. Così come i Betazoidi, possono comunicare solamente con altri telepati. Nel 2370 i Cairn fanno richiesta di essere ammessi nella Federazione. Per far apprendere ai loro rappresentanti una forma di lingua parlata, la Federazione invia l'ambasciatrice Lwaxana Troi come insegnante.
I Cairn compaiono nell'episodio La porta chiusa (Dark Page, 1993) della settima stagione di The Next Generation.

### Caitiani
I Caitiani (in inglese Caitian) sono una specie felinide, caratterizzata da una lunga peluria arancione che ricopre il corpo intero. Frequentano l'Accademia della Flotta Stellare fin dagli anni 2250 e il loro pianeta natale è un membro della Federazione con loro individui che fanno parte del Consiglio della Federazione nel 2286.
I Caitiani compaiono nella serie animata (1973-1974), dove la tenente M'Ress, addetta alle comunicazioni della USS Enterprise NCC-1701 sotto il comando di James T. Kirk, appartiene a questa specie; nel film Rotta verso la Terra (Star Trek IV: The Voyage Home, 1986), dove appare un ammiraglio caitiano della Flotta Stellare; nel film Into Darkness - Star Trek (Star Trek Into Darkness, 2013); nella serie televisiva Star Trek: Discovery; nella serie animata Star Trek: Lower Decks (2020-in corso), dove l'ufficiale medico T'Ana appartiene a questa specie.

### Calamariani
Calamariani (in inglese Calamarain) sono una specie incorporea che vive nello spazio sotto forma di nuvole energetiche di gas ionizzato. I Calamariani sono in grado di emettere dei raggi Berthold.
I Calamariani compaiono nell'episodio Déjà Q (1990) della terza stagione di The Next Generation.

### Caldoniani
I Caldoniani (in inglese Caldonians) sono una specie umanoide del Quadrante Alfa amante della ricerca pura. I Caldoniani sono caratterizzati da mani grandi con due sole dita.
I Caldoniani compaiono nell'episodio della terza stagione di The Next Generation, Tunnel conteso (The Price, 1989).

### Camaleontidi
I Camaleontidi (in inglese Chameloid) sono una specie di mutaforma. Una femmina di questa specie, Martia, è apparsa nel film Rotta verso l'ignoto (Star Trek VI: The Undiscovered Country, 1991), aiutando Kirk e McCoy a evadere dalla prigione klingon di Rura Penthe. Prima dell'apparizione di Martia, i Camaleontidi erano considerati leggendari, come da lei stessa affermato. Successivamente, un Camaleontide appare anche nel film per la TV Star Trek: Section 31 (2025, ambientato qualche decennio prima rispetto a Rotta verso l'ignoto), con protagonista il premio Oscar Michelle Yeoh, già apparsa nella serie Star Trek: Discovery.

### Cambianti
Vedi Fondatori e Mutaforma.

### Camoriti
I Camoriti (in inglese Camorite) sono una specie originaria del pianeta Camor V. La loro fisiologia è abbastanza diversa da quella umana. Molti Camoriti sono stati uccisi dai Cardassiani, lasciando molti orfani che sono stati accuditi dall'imana Miranda Vigo, trasferitasi sul pianeta nel 2358.
I camoriti vengono menzionati (non mostrati) nell'episodio La vendetta di Bok (Bloodlines, 1994) della settima stagione della serie The Next Generation.

### Capellani
I Capellani (in inglese Capellan) sono una specie umanoide originaria del pianeta Capella IV. Presentano uno sviluppo tecnologico inferiore agli standard tecnologici della Federazione. Hanno un governo fortemente tribale e una serie di rigide tradizioni guerriere. Per loro il combattimento è più interessante dell'amore e, convinti che i deboli debbano soccombere, non credono nella scienza medica. A capo del governo c'è un Teer che governa le Dieci Tribù di Capella.
I Capellani compaiono nell'episodio Una prigione per Kirk e Co. (Friday's Child, 1967) della seconda stagione della serie classica.

### Cardassiani

Gul Dukat, personaggio Cardassiano ricorrente in Deep Space Nine

I Cardassiani (in inglese Cardassians) sono una specie umanoide rettiloide originaria del pianeta Cardassia, un pianeta di classe M situato al limite dello spazio della Federazione, con un'estrema povertà di risorse naturali. Sono caratterizzati dal collo spesso allungato e da protuberanze ossee piuttosto evidenti, inoltre la loro pelle ha un colorito grigio chiaro mentre il colore dei capelli è generalmente nero corvino.
Il popolo cardassiano è stato sostanzialmente pacifico e dedito alla cultura, ma l'estrema povertà del loro pianeta natale ha portato all'avvento di un governo militare che, a costo di innumerevoli perdite e ricorrendo a un'inusuale violenza, è riuscita a conquistare nuovi territori e a sviluppare nuove tecnologie. Questa brama di nuove risorse li ha portati ad occupare il pianeta Bajor nel 2316 e, nel corso di 53 anni di occupazione, a spogliarlo di ogni risorsa. L'occupazione inoltre è stata caratterizzata dalla crudeltà con cui i Cardassiani hanno trattato i Bajoriani, rinchiusi in campi di prigionia che erano dei veri e propri luoghi di sterminio. La Federazione e l'Impero Cardassiana hanno combattuto una guerra, terminata negli anni 2360 con due trattati di pace, il secondo dei quali ha portato alla nascita dei ribelli Maquis nelle colonie cedute dalla Federazione. In seguito l'Impero Cardassiano si allea con il potente Dominio, ma l'alleanza non porta i frutti sperati ma solo morte e distruzione su Cardassia.
I Cardassiani sono presenti nelle serie The Next Generation, dove appaiono in alcuni episodi come nemico della Federazione; nella serie Deep Space Nine, ambientata nel periodo immediatamente successivo alla fine dell'occupazione militare cardassiana del pianeta Bajor, in cui compaiono alcuni personaggi cardassiani ricorrenti, in particolare Gul Dukat (Marc Alaimo) ed Elim Garak (Andrew Robinson); nella serie Voyager, in cui compare Seska (Martha Hackett), agente cardassiano infiltrato prima tra i Maquis e in seguito nell'equipaggio della USS Voyager.

### Chalnoth
I Chalnoth (in inglese Chalnoth) sono una specie umanoide originaria del pianeta Chalna. Sono fisicamente molto robusti e di natura anarchica, non hanno né leggi né governo ed eliminano tutti coloro che li minacciano.
I Chalnoth compaiono nell'episodio Questione di lealtà (Allegiance, 1990) della terza stagione della serie The Next Generation.

### Chelon
I Chelon (in inglese Chelons), anche detti Chelariani (in inglese Chelarians) e Rigeliani (in inglese Rigellians), sono una delle quattro specie umanoidi dette Rigeliani che abitano il sistema stellare di Rigel, insieme a Jelna, Kalar e Zami. I Chelon sono originari del pianeta Rigel III, nel quadrante Beta. Fanno parte dell'Assemblea Rigeliana e della Federazione dei Pianeti Uniti. Sono simili a tartarughe, poiché discendenti di una specie di tartarughe dai denti a sciabola, evolutasi divenendo bipede. Sono alti tra 1 metro e 75 e 2 metri. Hanno un solo sesso e si riproducono tramite la deposizione di uova.
I Chelon compaiono nel film Star Trek (Star Trek: The Motion Picture, 1979) e in numerosi romanzi e giochi di ruolo del franchise.

### Cheroniani
I Cheroniani (in inglese Cherons) sono una specie umanoide originaria del pianeta Cheron. Sono una specie estremamente longeva, che arriva a vivere anche per migliaia di anni. Sono divisi in due specie, ambedue longitudinalmente divise in due colori: bianco e nero, ma che si distinguono perché mentre l'una è bianca sul lato destro (come Lokai), l'altra è nera sul lato destro (come Bele). Tra le due specie intercorre un'estrema forma di razzismo, che ha portato i Cheroniani neri sul lato destro a prevalere, a discapito dei Cheroniani bianchi sul lato destro. Questo ha portato la loro civiltà alla distruzione.
L'Enterprise del capitano Kirk incontra i Cheroniani Bele e Lokai nel 2268, quando i due salgono a bordo dell'astronave dopo essersi inseguiti in lungo e in largo nella galassia per oltre 50 mila anni. Nel 2381 un ritratto di un Cheroniano è appeso sul muro del bar della base stellare 25.
I Cheroniani compaiono nell'episodio Sia questa l'ultima battaglia (Let That Be Your Last Battlefield, 1969) della terza stagione della serie classica e nell'episodio La vergogna dei Doopler (An Embarrassment of Dooplers, 2021) della seconda stagione di Lower Decks.

### Citeriani
I Citeriani (in inglese Cytherians) sono una specie umanoide che risiede su un pianeta vicino al centro della Galassia. Non contattano altre civiltà viaggiando attraverso lo spazio, ma conducono invece i viaggiatori spaziali al loro pianeta. Hanno inviato, infatti, delle particolari sonde che riprogrammano i computer delle astronavi aliene che incontrano con le istruzioni che permettono di condurle a loro. Il primo contatto con questa specie avviene nel 2367 con l'Enterprise D, durante il quale avviene un nutrito scambio di informazioni scientifiche e culturali.
I Citeriani compaiono nell'episodio All'ennesima potenza (The Nth Degree, 1991) della quarta stagione della serie The Next Generation.

### Clicket
I Clicket sono una specie insettoide. Sono estremamente ostili e aggressivi; inoltre non sopportano i complimenti e la gratitudine, alle quali reagiscono con disgusto. 
I Clicket compaiono nell'episodio Ponti superiori (Upper Decks, 2024) della quinta e ultima stagione della serie Lower Decks.

### Continuum Q
Vedi Q.

### Coridani
I Coridani (in inglese Coridanites) sono una specie umanoide originaria del pianeta Coridan. Essendo il loro pianeta ricco di giacimenti minerari e di dilitio, Coridan è stato spesso vittima di razzie minerarie da parte di alcune aziende private. Il problema si aggrava quando i Coridani chiedono di poter entrare a far parte della Federazione, richiesta inizialmente negata durante la Conferenza di Babel. In seguito, grazie alla mediazione dell'ambasciatore Sarek, Coridan viene ammesso come membro della Federazione nel 2267. In data stellare 51474 un gruppo di navi del Dominio comandate da Gelnon si augura di prendere possesso di questo pianeta per i suoi ricchi giacimenti di dilitio.
I Coridani appaiono per la prima volta nell'episodio Viaggio a Babel (Journey to Babel) della seconda stagione della serie classica. Appaiono in seguito anche nella serie animata, in The Next Generation, in Deep Space Nine e in Enterprise.

### Corvallen
I Corvallen (in inglese Corvallens) sono una specie umanoide dalla pelle con un aspetto screpolato. Sono un popolo neutrale di mercenari, che opera sia nello spazio romulano che in quello della Federazione. Sono sensibili agli empatici, almeno ai Betazoidi. Un Corvallen è stata testimone al matrimonio tra Noonien Soong e Mariana.
I Corvallen appaiono negli episodi di The Next Generation: Il volto del nemico (Face of the Enemy, sesta stagione, 1993) e Una madre per Data (Inheritance, settima stagione, 1993). Appaiono inoltre nell'episodio Chimera (1999) della settima stagione di Deep Space Nine.

### Costruttori di sfere
I Costruttori di sfere (in inglese Sphere Builders), anche detti Artefici (in inglese The Makers), sono esseri transdimensionali provenienti da un'altra dimensione.
I Costruttori di sfere mirano a espandersi nel nostro universo attraverso la costruzione delle sfere e la trasformazione della Distesa Delfica in un reame compatibile con la loro fisiologia. Per controllare la trasformazione, usano dei membri della loro specie come cavie. Uno di essi, incontrato dall'Enterprise NX-01, afferma di essere un condannato. I Costruttori di sfere prendono parte alla Guerra fredda temporale e possiedono una tecnologia che permette loro di analizzare differenti tracciati temporali. In base alle loro osservazioni temporali capiscono il ruolo fondamentale della Terra e dei Terrestri nella fondazione della Federazione, da cui sarebbero stati sconfitti nella battaglia di Procyon V, nel XXVI secolo. Per questo convincono gli Xindi del XXII secolo che la Terra li avrebbe distrutti e, promettendogli una nuova patria, li spingono a un attacco preventivo e alla costruzione di un'arma in grado di distruggere un intero pianeta.
I Costruttori di sfere compaiono nella terza stagione della serie Enterprise.

### Creatura delle stelle
Vedi Gomtuu.

### Creatura di M-113
La Creatura di M-113 (in inglese M-113 Creature), anche detta Il Vampiro del Sale (in inglese The Salt Vampire) o Fotialliani (in inglese Fotiallians), è una specie originaria dal pianeta M-113. È provvista di grandi ventose sulle mani che assorbono dalle vittime il cloruro di sodio, necessario per il suo sostentamento. La creatura di M-113 ha una notevole capacità ipnotica, il che le permette di assumere l'aspetto di persone conosciute dalle vittime alla loro vista. Data l'estrema specializzazione alimentare della specie, in qualche momento del XXIII secolo il loro pianeta non ha più potuto sostentare la loro richiesta di sale, il che ha portato al collasso della società e alla quasi totale estinzione della specie. In data stellare 1513.1 (2266) l'Enterprise capitanata da James T. Kirk incontra quello che viene ritenuto essere l'ultimo individuo superstite appartenente a questa specie, che attacca e uccide alcuni membri dell'equipaggio dell'astronave della Federazione, prima di venire fermato e ucciso dal dottor McCoy. Un secolo dopo, negli anni 2380, vengono tuttavia incontrati altri esemplari della specie.
La specie, una delle più caratteristiche e riconoscibili del franchise, compare nell'episodio della prima stagione della serie classica Trappola umana (The Man Trap, 1966), dove l'individuo superstite della stessa viene interpretato dall'attrice Sandra Gimpel. Compare inoltre nei due episodi della prima stagione di Lower Decks: La freccia errante di Cupido (Cupid's Errant Arrow, 2020) e Veritas (2020).

### Creature di Wogneer
Le Creature di Wogneer (Wogneer Creatures) sono esseri viventi originari della nebulosa di Ordek.
Mitena Haro cita il fatto che in un'occasione il capitano Picard ha messo a rischio la propria vita per aiutare le creature di Wogneer, come esempio delle molte volte che il capitano dell'Enterprise D ha rischiato la vita per aiutare gli altri.
Le Creature di Wogneer vengono menzionate nell'episodio Questione di lealtà (Allegiance, 1990) della terza stagione della serie The Next Generation.

### Crisaliani
I Crisaliani (in inglese Chrysalian) sono un popolo neutrale, che ha vissuto in pace per molte generazioni, senza mai venire coinvolto in questioni militari. Nel 2366 assumono un Umano/Betazoide, Devinoni Ral, per gestire le trattative per la gestione del tunnel spaziale barzano.
I Crisaliani vengono solamente menzionati (non mostrati) nell'episodio Tunnel conteso (The Price, 1989) della terza stagione di The Next generation.

### Custodi
Vedi Nacene.

### Cyborg
I cyborg sono individui organici cui sono state aggiunte in diversa percentuale parti meccaniche e/o elettroniche per vari propositi, quali migliorarne le prestazioni fisiche o mentali o porre rimedio a qualche menomazione. Nelle varie opere del franchise di Star Trek compaiono numerosi cyborg.
- L'intera specie dei Borg è costituita per esempio da cyborg, in parte organici e in parte macchine, assimilati dalla Collettività Borg al cui apice sta la Regina Borg (interpretata nel franchise da Alice Krige, Susanna Thompson, Annie Wersching e da Alison Pill). Non è tuttavia una specie vera e propria, poiché i propri droni sono composti da specie provenienti da innumerevoli pianeti assimilate dalla Collettività. Sette di Nove (Jeri Ryan), ex Borg salvata dall'equipaggio della USS Voyager, è quindi uno di questi cyborg.
- Il tenente comandante Airiam (Sara Mitich e Hannah Cheesman), ufficiale di plancia della USS Discovery NCC-1031 e responsabile della propulsione a spore, è un'Umana trasformata in cyborg in seguito a un incidente, così da poterle salvare la vita. È un personaggio ricorrente della prima e seconda stagione serie Discovery.
- Nella stessa serie, anche l'ufficiale di plancia Keyla Detmer (Emily Coutts), tenente e timoniera della USS Discovery, possiede un impianto cibernetico. Era infatti originalmente timoniera della USS Shenzhou, dove è stata ferita, perdendo l'uso dell'occhio sinistro, quando l'astronave è stata distrutta dai Klingon, e perciò indossa un impianto cibernetico sulla parte sinistra del cranio.
- Samanthan Rutherford (Eugene Cordero), guardiamarina del reparto ingegneria della USS Cerritos e personaggio principale della serie Lower Decks, è un "umano potenziato" con l'innesto di impianti cibernetici, i cui malfunzionamenti lo mettono spesso nei guai.

## D

### D'Arsay
I D'Arsay sono una specie appartenente a un'antica civiltà scomparsa originaria del sistema D'Arsay, che ha lanciato nello spazio un archivio automatizzato con le informazioni sulla propria cultura e mitologia. Tale archivio è collocato all'interno di una cometa in una struttura enorme, fonte di un raggio di comunicazione che influenza il computer di bordo della USS Enterprise D e anche il cervello positronico di Data.
I D'Arsay vengono menzionati nell'episodio Maschere (Masks, 1994) della settima stagione della serie The Next Generation.

### Dachlyd
I Dachlyd sono una specie che abitano su un pianeta vicino a Gemaris V. Nel 2366 il capitano Picard e il consigliere Deanna Troi trascorrono due settimane sul pianeta dei Dachlyd a mediare una disputa commerciale, poco prima che il capitano si rechi su Risa per trascorrere un periodo di vacanza. Deanna Troi descrive i Dachlyd come "incredibilmente testardi".
I Dachlyd vengono menzionati nell'episodio Le vacanze del capitano (Captain's Holiday, 1990) della terza stagione della serie The Next Generation.

### Dalediani
I Dalediani (in inglese Daledians), detti anche Allosomorfi (in inglese Allosomorphs) o Specie di Daled IV, sono una specie originaria del pianeta Daled IV nel Quadrante Alfa. Gli Allosomorfi sono esseri dotati di intelligenza in grado di alterare la propria struttura molecolare in quella di altre forme viventi, tra cui la specie umana. Nella loro forma normale il loro aspetto assume una sagoma vagamente antropomorfa, estremamente luminosa. Quando sono arrabbiati assumono invece l'aspetto di animali altissimi, completamente ricoperti di pelliccia e con grandi occhi rossastri. Psicologicamente sembrano abbastanza simili agli Umani: sono infatti in grado di provare sentimenti di amore, rabbia, tenerezza, orgoglio ecc. Il loro pianeta Daled IV ha un periodo di rotazione uguale al suo anno e una parte di esso è costantemente rivolta verso la loro stella, mentre un'altra parte di esso è costantemente rivolta verso le sue lune. Di conseguenza la cultura di coloro che vivono nella parte luminosa è molto diversa da quella di coloro che vivono nella parte oscura. Nel 2365 tra le due fazioni scoppia una sanguinosa guerra civile, il cui esito è sconosciuto.
I Dalediani compaiono nell'episodio La delfina (The Dauphin, 1989) della seconda stagione della serie The Next Generation.

### Debrune
I Debrune (in inglese Debrune) sono una specie umanoide, discendenti dei Vulcaniani e originari del pianeta Vulcano, che da questi si sono separati per dare origine alla loro nuova specie, antenata dei Romulani. Tale evento è conosciuto anche come "Separazione". I Debrune erano capeggiati dall'omonimo ammiraglio che li condusse alla ricerca di un nuovo mondo in cui fondare la loro civiltà, cosa che li ha portati a visitare numerosi pianeti, fondandovi delle colonie nel IV secolo. Tra queste vi erano gli avamposti di Barradas III, Draken IV e Calder II. Dopo aver diviso i propri seguaci, Debrune ha ordinato loro di continuare nella ricerca di un nuovo pianeta da colonizzare e dove fondare la loro civiltà. Uno di questi gruppi, capeggiato dal vice ammiraglio Torek, ha preso possesso del pianeta Rigel V, fondandovi la civiltà degli Zami, divenendo in seguito una specie separata sia dai Vulcaniani, che dai Debrune e dai Romulani e una delle quattro specie di Rigeliani che popola il sistema di Rigel, assieme a Chelon, Jelna e Kalar.
Nel 2370 l'avamposto di Barradas III è stato saccheggiato da un gruppo di mercenari guidati da Arctus Baran, durante la ricerca dei frammenti perduti della Pietra di Gol.
I Debrune vengono menzionati nell'episodio L'arma perduta (prima parte) (Gambit, Part I, 1993) della settima stagione della serie The Next Generation.

### Delbiani
I Delbiani (in inglese Delbians) sono una specie umanoide originaria del pianeta Delb II.
Una Delbiana, Nellen Tore, è assistente dell'ammiraglio Norah Satie.
I Delbiani compaiono nell'episodio Giustizia sommaria (The Drumhead, 1991) della quarta stagione della serie The Next Generation.

### Deleb
I Deleb sono una specie umanoide a base di carbonio e dall'aspetto rettiloide, con pelle e squame viola, creste craniche e occhi gialli originari del pianeta Persephone III.
Compaiono nell'episodio Figli della cometa (Children of the Comet, 2022) della prima stagione della serie televisiva Star Trek: Strange New Worlds.

### Deltani

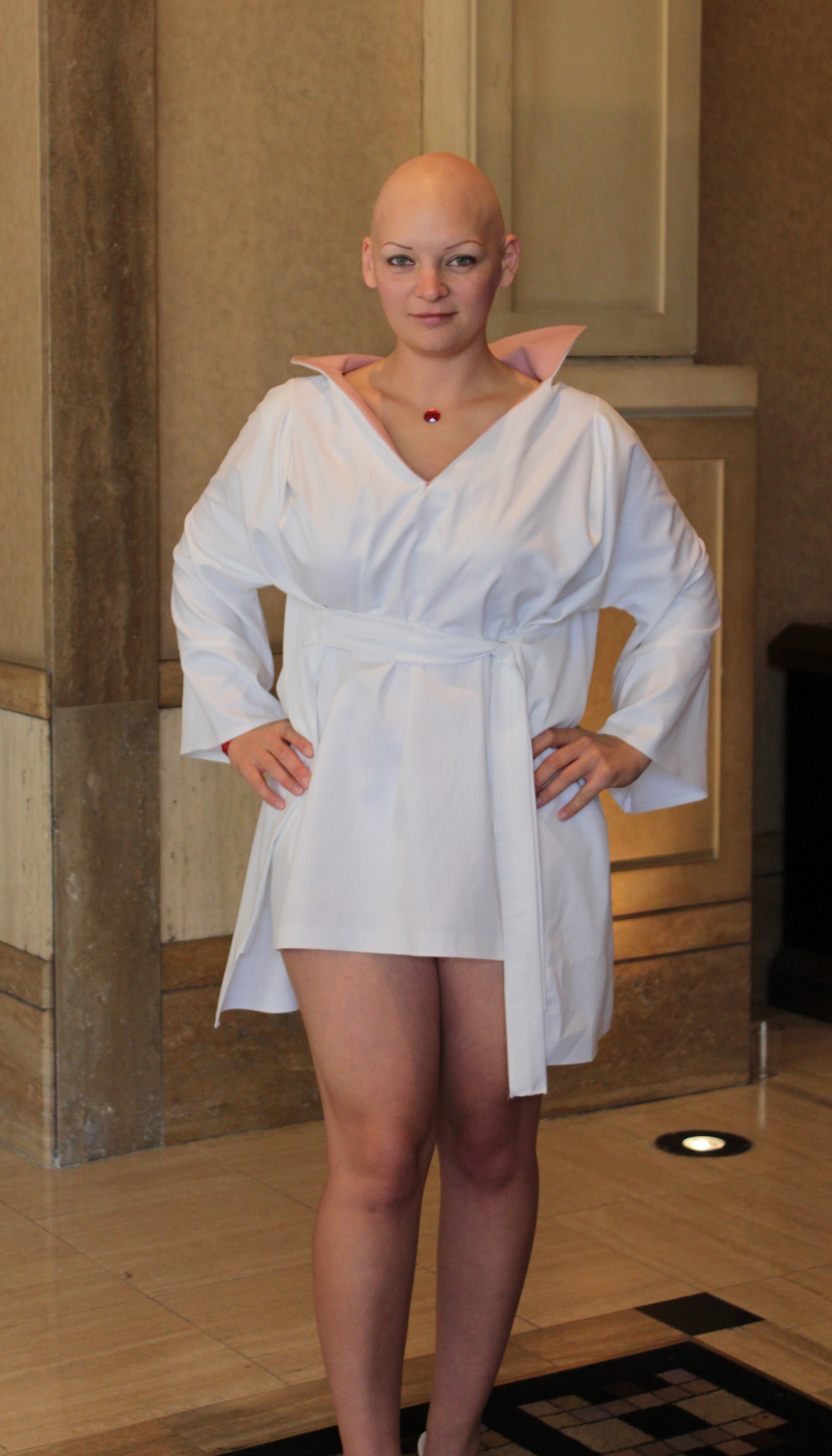
Cosplayer nei panni della Deltana Ilia

I Deltani (in inglese Deltans) sono una specie umanoide originaria del pianeta Delta IV. Femmine e maschi sono completamente glabri, con l'unica eccezione delle sopracciglia. Questa razza è caratterizzata da un notevole sviluppo sessuale e produce una gran quantità di feromoni per stimolare il partner, cosa che può disturbare esseri di altre specie. Infatti, quando i Deltani prestano servizio sulle astronavi a equipaggio misto, si sottopongono a una sorta di "voto di castità", poiché i rapporti sessuali fra Deltani e membri di altre razze risultano piuttosto pericolosi. I Deltani sono anche parzialmente telepati, il che permette loro, tramite diversi e complicati rituali, di percepire le emozioni altrui e, ove necessario, fermare il dolore con un semplice tocco. La versatilità che gli è propria permette ai Deltani di poter ricoprire qualsiasi ruolo, anche se la loro cultura è contraria alla violenza fine a sé stessa. Sono infatti una specie pacifista, nota per le espressioni artistiche e architettoniche. Gene Roddenberry ebbe a dire che, per un Deltano, il sesso è come una stretta di mano.
I Deltani appaiono nel film Star Trek (1979), dove vengono rappresentati dalla tenente Ilia. Appaiono inoltre nell'episodio Le schiave di Orione (Bound, 2005) della quarta stagione della serie Star Trek: Enterprise, oltre che occasionalmente in altre serie.

### Denobulani
I Denobulani (in inglese Denobulans) sono una specie umanoide, originaria del pianeta Denobula. Sono caratterizzati da alcune protuberanze ossee sul viso e diverse grinze sulle orecchie, le mani e il corpo; a parte questo sono simili agli Umani terrestri, sebbene abbiano molte differenze fisiologiche: per esempio un Denobulano non è soggetto ad alcune patologie umane né alle radiazioni letali della Distesa Delfica. Caratterialmente sono molto socievoli e bonari, oltre che incredibilmente ottimisti. I Denobulani sono un popolo dalla vasta cultura e hanno uno sviluppo tecnologico più avanzato rispetto ai Terrestri: hanno inventato il motore a curvatura prima del XIX secolo e hanno avuto il loro primo contatto con i B'Saari. Sebbene siano una specie pacifica, hanno combattuto diverse guerre con gli Antarani che si sono concluse nel corso del XIX secolo. Nei conflitti, i Denobulani hanno ucciso più di venti milioni di Antarani. L'odio tra le due specie è continuato ancora almeno fino alla metà del XXII secolo. I Denobulani sono molto ricettivi a tutti gli stimoli corporei, cosa che consente loro di gustare meglio il cibo. Osservano il silenzio assoluto durante i pasti e considerano un'offesa fare conversazione mentre si mangia. Tutti i Denobulani sono poligami: ognuno di loro possiede fino a tre coniugi, generando famiglie molto ampie e ramificate. Inoltre le loro unioni sono molto aperte ad altre relazioni sentimentali e a quanto sembra non vi è gelosia fra i vari partner. Hanno un complesso rituale di accoppiamento e sessualmente sono molto attivi: le femmine denobulane producono una quantità elevata di feromoni quando sono attratte da un maschio, anche se quest'ultimo è di un'altra specie. I maschi denobulani sono meno sessualmente aggressivi delle femmine, tengono molto al proprio pudore (non si mostrano mai nudi o poco vestiti in presenza di altri) e non amano essere toccati (se non dai propri partener).
Essendo Denobula una pianeta molto affollato, i Denobulani tendono a soffrire di "paura del vuoto", sentendosi a disagio quando restano soli sia in ambienti chiusi che aperti. In caso di disagio o di ansia, il loro cervello produce delle allucinazioni molto vivide, che servono a scaricare lo stress emotivo (ragion per cui, a differenza degli Umani, considerano le allucinazioni come un fatto positivo).
Hanno bisogno di un sonno molto breve (rapportato agli standard umani) ma hanno la necessità di entrare in letargo sei giorni all'anno. Hanno una muscolatura facciale più sviluppata degli Umani: riescono infatti ad aprire maggiormente la propria bocca e se si sentono minacciati sono in grado di espandere il loro volto, come fanno alcuni pesci terrestri. Sono una specie molto longeva, paragonabile ai Vulcaniani. 
La specie appare nella serie Star Trek: Enterprise, in particolare vi appartiene Phlox, medico di bordo dell'Enterprise NX-01.
Nell'episodio Domani e domani e domani della serie Strange New Worlds appare brevemente un cadetto di questa specie.

### Devidiani
I Devidiani (in inglese Devidians) sono una specie di vita intelligente originaria del pianeta Devidia II. Vivono in un continuum temporale leggermente diverso da quello del nostro universo. I Devidiani si nutrono di energia neurale che rubano alle forme di vita morenti.
Nel 2368 una loro spedizione si reca sulla Terra del XIX secolo con l'intento di attingere a una grande quantità di energia neurale dalle vittime dell'epidemia di colera nella città di San Francisco.
I Devidiani compaiono nell'episodio Un mistero dal passato (prima parte) (Time's Arrow: Part 1, 1992) della quinta stagione della serie The Next Generation.

### Devore
I Devore sono una specie umanoide originaria del Quadrante Delta. Molto simili agli Umani, si distinguono da questi per creste ossa sulla fronte e le sopracciglia. La loro forma di governo è un regime autoritario che prende il nome di Impero Devoriano (in inglese Devore Imperium) e controlla undici sistemi stellari. I Devore sono inoltre xenofobi e particolarmente ostili nei confronti dei telepati, per scoprire i quali sottopongono a ispezione ogni astronave che attraversa il loro spazio.
I Devore compaiono in alcuni episodi della serie Voyager, a partire da Contrappunto (Counterpoint, 1998).

### Dinaal
Vedi Dinaali.

### Dinaali
I Dinaali o Dinaal sono una specie umanoide originaria del pianeta Dinaal nel Quadrante Delta. Esternamente sono apparentemente identici agli Umani, tuttavia la loro struttura interiore mostra delle differenze e i Dinaali sono inoltre soggetti al cromovirus.
Fino alla metà del XXIV secolo, e a seguito di un disastro ecologico, il loro pianeta era piagato dalla sovrappopolazione e dalla scarsità di risorse. Così, per riorganizzarsi, i Dinaali hanno chiesto aiuto a una specie aliena, i Jye, rinomata per le sue capacità organizzative. In campo medico, la riorganizzazione ha comportato una forte distinzione tra le cure erogate ai pazienti a seconda del loro "coefficiente di cura", un'indicazione dell'importanza del paziente della società: mentre i pazienti con basso coefficiente ricevevano a malapena le cure basilari, quelli con alto coefficiente avevano accesso alle cure più costose. Nel 2377 il Dottore viene rapito dalla Voyager e venduto a una nave ospedale Dinaali, dove tenta di modificare il sistema.
I Dinaali compaiono nell'episodio Una difficile cura (Critical Care, 2000) della settima stagione di Voyager.

### Dokkaran
I Dokkaran (in inglese Dokkarans) sono una specie con una cultura dotata di grande armonia che traspare da tutti gli aspetti della loro vita, compresa la loro architettura. Un esempio di questa armonia è dato dal tempio di Kural-Hanesh.
Nel 2368 l'orfano Timothy cerca di ricostruire un modellino del tempio con l'aiuto di Data.
I Dokkaran vengono menzionati nell'episodio Un eroe da imitare (Hero Worship, 1992) della quinta stagione di The Next Generation.

### Dopteriani
I Dopteriani (in inglese Dopterians) sono una specie umanoide lontanamente imparentata con i Ferengi, con cui condividono la struttura cerebrale, e infatti, così come per i Ferengi, i Betazoidi non riescono a percepire le loro emozioni.
I Dopteriani compaiono per la prima volta nell'episodio Il cucciolo (The Forsaken, 1993) della prima stagione della serie Deep Space Nine, oltre che in altri tre successivi episodi, e nell'episodio Alexander (Firstborn, 1994) della settima stagione della serie The Next Generation.

### Dosi
I Dosi sono una specie umanoide rettiliana originaria del pianeta Dosi nel Quadrante Gamma. È una specie molto fiera e dal temperamento piuttosto permaloso. Nelle trattative apprezzano forza e decisione dalla controparte, ma sono inclini anche alla violenza. Il nome ufficiale del loro governo è “Confederazione Dosi” (in inglese Dosi Confederation), che governa il pianeta dalla capitale, Relxer-D. Sono stati clienti del Dominio e sono guidati dal profitto così come i Ferengi. Sono noti per le loro bacche chiamate tulaberries e per il loro vino.
I Dosi compaiono nell'episodio Uno strano Ferengi (Rules of Acquisition, 1993) della seconda stagione della serie Deep Space Nine.

### Douwd
I Douwd sono una specie di esseri senzienti di pura energia in grado di assumere le sembianze di altre forme di vita. Non si conosce molto su questa civiltà. I Douwd posseggono dei poteri che li rendono in grado di creare e distruggere la materia e si considerano immortali.
Un membro di questa specie assume sembianze umane facendosi chiamare Kevin Uxbridge, si stabilisce su Delta Rana IV nel 2361 e causa la distruzione dell'intera specie degli Husnock.
I Douwd compaiono nell'episodio I sopravvissuti (The Survivors, 1989) della terza stagione della serie The Next Generation.

### Drayani
I Drayani (in inglese Drayans) sono una specie umanoide originaria del pianeta Drayan II, nel Quadrante Delta. All'apparenza si distinguono dagli Umani solo per una macchia squamosa triangolare all'attaccatura dei capelli. Il loro ciclo di vita è opposto rispetto a quello delle altre specie umanoidi: invecchiando, i Drayani assumono l'aspetto di bambini e sono accompagnati su una luna del loro pianeta per morire. Sebbene abbiano raggiunto la propulsione a curvatura, hanno deciso di rinunciarvi e hanno raramente contatti con altre specie, per evitare che questi possano riportarli a interessarsi alla tecnologia. È loro convinzione che la materia fisica sia solo un'illusione, e che il corpo non sia la loro parte più vera, ma solo una rappresentazione.
I Drayani compaiono nell'episodio Il ciclo della vita (Innocence, 1996) della seconda stagione della serie Voyager.

### Drelliani
I Drelliani (in inglese Drellians) sono una specie su cui si hanno poche informazioni. Nella loro lingua si riferiscono al Diavolo con il nome di Torak.
I Drelliani vengono menzionati nell'episodio della quarta stagione della serie The Next Generation, Il diavolo (Devil's Due, 1991).

### Dremani
I Dremani (in inglese Dremans) sono una specie umanoide dai lineamenti facciali ruvidi e rossastri nativa del pianeta Drema IV. Dotata di una tecnologia mediamente avanzata, nel 2365 non riesce comunque a sopperire a una notevole instabilità tettonica. In seguito a un fortuito primo contatto via radio del tenente comandante Data con una bambina dremana, Sarjenka, il capitano Picard decide di risolvere il problema senza entrare in contatto con la popolazione, eliminando inoltre i ricordi della conoscenza di Data nel cervello della bambina.
I Dremani compaiono nell'episodio Amici per la pelle (Pen Pals, 1989) della seconda stagione della serie The Next Generation.

### Drookmani
I Drookmani sono una specie umanoide del Quadrante Alpha. Particolarmente aggressivi, sono famosi per essere degli spazzini che recuperano, per ricavarne profitto, qualsiasi relitto galleggi nello spazio.
Compaiono nella serie animata Lower Decks.

### Druoda
I Druoda sono una specie umanoide del Quadrante Delta. Durante una guerra con un'altra specie, hanno costruito delle armi di distruzione di massa dotate di intelligenza artificiale e propulsione a curvatura. Dopo la fine della guerra, queste armi vennero richiamate alla base, ma alcune rifiutarono l'ordine e continuarono la loro missione.
I Druoda compaiono nell'episodio Testata esplosiva (Warhead, 1999) della quinta stagione della serie Voyager.

### Dusodariani
I Dusodariani (in inglese Doosodarian) sono un'antica specie umanoide nota per la sua peculiare forma di poesia. La loro poesia è infatti caratterizzata da versi vuoti o lacune. Durante queste lacune, che possono durare anche per giorni, il pubblico viene invitato ad assaporare il "vuoto" dell'esperienza. I Doosdariani credono infatti che, mentre la poesia in sé possa essere insignificante, le sue pause posseggano un significato poetico, così che non possano essere considerate "nulla".
Il comandante Data ha studiato la poesia dusodariana.
I Dusodariani vengono menzionati nell'episodio L'interfaccia (Interface, 1993) della settima stagione della serie The Next Generation.

## E

### Edo
Gli Edo sono una specie umanoide del tutto simile agli Umani originaria del pianeta Rubicun III. Hanno tutti un aspetto atletico, sono biondi e disinibiti. La loro cultura è infatti basata su una sessualità edonistica e il rispetto quasi puritano delle leggi. Sono governati e protetti dal Dio degli Edo, un'entità transdimensionale che loro considerano come una divinità. Per molti anni la società degli Edo non ha avuto leggi ed era estremamente violenta, ma nel 2364 la situazione è cambiata radicalmente. Le leggi vengono fatte osservare da un ristretto numero di persone chiamate Mediatori che controllano saltuariamente delle aree del pianeta scelte a caso, dette «Zone di castigo». La violazione di una qualsiasi legge in tali zone comporta l'esecuzione immediata. Il sistema di scegliere una zona a caso da controllare e la severità con cui si punisce il crimine appaiono tra gli Edo un efficace incentivo all'obbedienza delle leggi.
Tale sistema di vita si scontra con quello della Federazione quando la USS Enterprise D fa visita al pianeta e Wesley Crusher distrugge involontariamente una serra, finendo per questo condannato a morte.
Gli Edo compaiono nell'episodio Il giudizio (Justice, 1987) della prima stagione della serie The Next Generation.

### Edoani
Vedi Edosiani.

### Edosiani
Gli Edosiani (in inglese Edosians), anche detti Edoani (in inglese Edoans), sono una specie umanoide nativa del pianeta Edos. Gli Edosiani sono dotati di sei arti, tre braccia e tre gambe, e di tre dita per ogni mano. Nonostante il loro aspetto gracile, sono relativamente forti e quando si arrabbiano sono in grado di emettere un potente ruggito gutturale.
Gli Edosiani compaiono nella serie animata, dove il tenente Arex, che serve a bordo della USS Enterprise NCC-1701 sotto il comando del capitano James T. Kirk come ufficiale alle operazioni, appartiene a questa specie. Compaiono inoltre in alcuni episodi della serie animata Lower Decks.

### Eel di Ceti
Gli Eel di Ceti (in inglese Ceti Eels), sono una specie aliena originaria del pianeta Ceti Alpha V, che ricordano degli artropodi preistorici.
Gli Eel di Ceti compaiono nel film Star Trek II - L'ira di Khan (Star Trek II: The Wrath of Khan, 1982)

### Ekosiani
Gli Ekosiani (in inglese Ekosians) sono una specie umanoide, perfettamente simile agli esseri umani, originaria del pianeta Ekos. Il loro stadio evolutivo è molto simile a quello terrestre del XX secolo.
Nel 2268 tale civiltà subisce un grave shock a causa della violazione della Prima direttiva da parte di John Gill. Lo scopo della missione di Gill doveva essere quello di osservare la cultura locale, invece egli crea un sistema politico simile a quello della Germania nazista, scatenando una campagna di repressioni contro gli abitanti del vicino pianeta Zeon. Un intervento dell'Enterprise capitanata da James T. Kirk pone fine alla crisi e John Gill rimane ucciso. Ekos e Zeon vengono posti in quarantena per fare in modo che risolvano da soli i loro problemi in modo pacifico.
Gli Ekosiani compaiono nell'episodio Gli schemi della forza (Patterns of Force, 1968) della seconda stagione della serie classica.

### El-Auriani
Gli El-Auriani (in inglese El-Aurians) sono una specie umanoide originaria del sistema stellare omonimo. Pur essendo fisicamente indistinguibili dagli esseri umani, vivono molto più a lungo, anche fino a 500 anni terrestri. Sono conosciuti come "ascoltatori" per la loro capacità di ascoltare le storie altrui e fornire utili consigli, e sono anche dotati di percezioni estese che permettono loro di percepire oltre il normale continuum spazio temporale e i cambiamenti avvenuti nel normale flusso temporale.
Il pianeta natale degli El-Auriani è stato attaccato dai Borg sul finire del XXIII secolo e i superstiti della specie si sono rifugiati presso la Federazione.
Gli El-Auriani compaiono fin dalla seconda stagione della serie The Next Generation, con il personaggio di Guinan (interpretata da Whoopi Goldberg e, da bambina, da Isis J. Jones), barista del bar di prora della USS Enterprise NCC-1701-D ed E. Il personaggio di Guinan comparirà successivamente anche nei film Generazioni (Star Trek: Generations, 1994) e Star Trek - La nemesi (Star Trek: Nemesis, 2002). Inoltre sarà un personaggio ricorrente della seconda stagione della serie Picard, dove verrà interpretata oltre che da Whoopi Goldberg in versione anziana, anche da Ito Aghayere in versione giovane. Un altro El-Auriano celebre è Tolian Soran (Malcolm McDowell), apparso nel film Generazioni, un El-Auriano catturato dal Nexus e da esso strappato dall'Enterprise B, che vuole farvi ritorno e per questo è pronto a distruggere un intero sistema solare.

### Elasiani
Gli Elasiani (in inglese Elasians) sono una specie umanoide, perfettamente simile agli esseri umani, originaria del pianeta Elas. Le lacrime delle donne elasiane contengono un insolito composto chimico che funziona da potente pozione d'amore per ogni uomo che ne viene a contatto. La loro è una civiltà guerriera che da anni si trova in guerra con i vicini Troyani, fino a quando entrambi non raggiungono la tecnologia per distruggersi vicendevolmente.
In data stellare 4372.5 (anno 2268) alla USS Enterprise NCC-1701, sotto il comando di James T. Kirk, viene affidato il compito di trasportare la Dolman di Elas, Elaan (France Nuyen), al pianeta Troyius, così da permettere il matrimonio combinato tra lei e il leader di Troyus, con il proposito di portare la pace tra i due mondi.
Gli Elasiani compaiono nell'episodio Elena di Troia (Elaan of Troyius, 1968) della terza stagione della serie classica.

### Elaysiani
Gli Elaysiani (in inglese Elaysians) sono una specie umanoide originaria di un pianeta a bassa gravità. Per tale motivo, per sopravvivere in un ambiente di Classe M, sono costretti ad utilizzare un'apparecchiatura che permetta loro di sostenere il peso del proprio corpo.
Melora Pazlar è il primo membro degli Elaysiani a essere entrata nella Flotta Stellare in qualità di cartografa stellare, ottenendo il grado di guardiamarina nel 2370.
Gli Elaysiani compaiono nell'episodio Melora (1993) della seconda stagione della serie Deep Space Nine.

### Ellora
Gli Ellora sono una specie aliena originaria del Quadrante Beta, nelle vicinanze di Briar Patch, caratterizzata da una piastra ossea che ricopre la fronte. Maschi e femmine ellora hanno lo stesso aspetto.
Nel 2375 gli Ellora sono una delle due specie aliene che, assieme ai Tarlac, vengono conquistate dai Son'a e diventano parte della loro civiltà in qualità di servitori a contratto.
Gli Ellora compaiono nel film Star Trek - L'insurrezione (Star Trek: Insurrection, 1998).

### Eminiariani
Gli Eminiariani (in inglese Eminians) sono una specie umanoide, del tutto simile agli Umani, nativa del pianeta Eminiar VII. La loro civiltà è tecnologicamente avanzata ed è in grado di effettuare il volo a curvatura già da molti secoli prima del 2267. Nonostante questo, non si sono mai spinti oltre il loro sistema stellare.
Gli Eminiariani hanno il loro primo contatto con la Federazione nel 2217, quando si trovano in guerra con i Vendikariani, abitanti del vicino pianeta Vendikar.
Gli Erminiariani companiono nell'episodio della prima stagione della serie classica Una guerra incredibile (A Taste of Armageddon, 1967).

### Enarani
Gli Enarani (in inglese Enarans) sono una specie umanoide originaria del pianeta Enara Primo (in inglese Enara Prime nel Quadrante Delta. Fisicamente sono molto simili agli Umani, eccetto per una serie di macchie rosse sulla fronte, vicino all'attaccatura dei capelli e sotto i capelli hanno delle piccola placche sovrapposte. Possiedono facoltà telepatiche e sono in grado di trasferire i propri ricordi a un'altra persona.
Nel 2373, anno del loro contatto con la Voyager, sono in possesso della tecnologia di curvatura, ma le loro navi viaggiano sensibilmente più lente rispetto a quelle della Federazione. La loro tecnologia di conservazione dell'energia è, tuttavia, più avanzata di quella della Voyager. Diversi decenni prima del 2373, un gruppo di Enarani, chiamati "Reazionari", era stato massacrato dalle autorità in quanto contrario allo stile di vita improntato sullo sviluppo tecnologico. Le uccisioni erano state nascoste diffondendo la notizia di un loro trasferimento spontaneo su di una colonia lontana e della conseguente estinzione dovuta a malattie, guerre e stenti. La vicenda è divenuta di pubblico dominio soltanto quando un'anziana Enarana, salita a bordo della Voyager, ha trasmesso a B'Elanna Torres i suoi ricordi.
Gli Enarani compaiono nell'episodio Un sogno per ricordare (Remember, 1996) della terza stagione della serie Voyager.

### Enderpriziani
Gli Enderpriziani (in inglese Enderprizians) sono una specie umanoide originaria del pianeta 0042692 del Quadrante Beta, la cui cultura si è sviluppata contaminata dal contatto con la Flotta Stellare, che gli Enderpriziani hanno distorto e frainteso. Il loro mondo è stato visitato negli anni sessanta del XXIII secolo da David Garrovick (En Son, per i nativi del pianeta), guardiamarina dell'Enterprise partito per una missione solitaria a bordo della navetta Galileo e naufragato sul pianeta. Il plasma della navetta ha contaminato una grotta ricoperta di cristalli di dilitio, divenendo fonte di pericolo per gli abitanti del pianeta che se entrano nella grotta si ammalano gravemente. La visita della Protostar in data stellare 61296.9 (2384), pone fine alla contaminazione e fornisce cure e tecnologia alla popolazione.
Gli Enderpriziani compaiono nell'episodio Tutto il mondo è un palcoscenico (All the World's a Stage, 2022) della prima stagione della serie Prodigy.

### Ennis
Vedi Ennis e Nol-Ennis.

### Ennis e Nol-Ennis
Gli Ennis e i Nol-Ennis sono due fazioni rivali di una stessa specie umanoide, praticamente identica agli umani, del Quadrante Gamma. Sono antichi nemici dei Nol-Ennis con i quali sono in guerra da molte generazioni. I leader del pianeta natale degli Ennis, incapaci di mediare una pace, esiliano entrambe le fazioni su una luna disabitata, come esempio per il resto della civiltà. Attorno alla luna viene creata una rete di satelliti artificiali di difesa per impedire l'arrivo di visitatori indesiderati. Vengono anche immessi nell'atmosfera della luna dei microbi artificiali che riparano le funzioni biologiche dei prigionieri a livello cellulare, impedendo loro di morire per le ferite subite nei continui combattimenti. A causa di ciò, però, è per loro impossibile abbandonare la luna, perché i microbi funzionano solamente su quella luna. Infatti, se un prigioniero cercasse di lasciare la luna i microbi cesserebbero di funzionare e il suo corpo morirebbe.
Gli Ennis e i Nol-Ennis compaiono nell'episodio Guerra per sempre (Battle Lines, 1993) della prima stagione della serie Deep Space Nine.

### Enoliani
Gli Enoliani (in inglese Enolians) sono una specie umanoide. Due loro pianeti sono Keto-Enol e Canamar, il secondo ospita una colonia penale.
A metà del XXII secolo rappresentano una significativa potenza commerciale. Il loro sistema giudiziario prevede pene molto severe: il sospetto di contrabbando è sufficiente per trasferire l'accusato in una colonia penale.
Gli Enoliani sono presenti nell'episodio Canamar (2003) della seconda stagione della serie Enterprise.

### Entità cristallina
L'Entità cristallina (in inglese Crystalline Entity) è una creatura dello spazio con particolari poteri distruttivi, caratterizzata da una struttura cristallina somigliante a un gigantesco fiocco di neve. È in grado di raggiungere la velocità di curvatura e capace di consumare ogni forma di vita presente su un pianeta o in un'astronave. Poco prima di venire distrutta, mostra segni di intelligenza e di comprendere di aver distrutto delle forme di vita.
Nel 2336 attacca la colonia su Omicron Theta, uccidendo tutti i coloni (tranne il dottor Noonien Soong che riesce a fuggire) e rendendo sterile l'intero pianeta, un tempo molto fertile. Nel 2364 viene contattata dall'androide Lore, che intende consegnarle l'equipaggio dell'Enterprise D.
L'entità cristallina compare negli episodi di The Next Generation: Datalore (prima stagione, 1988) e L'entità di cristallo (Silicon Avatar, quinta stagione, 1991).

### Eredi
Gli Eredi (in inglese Inheritors) sono una specie umanoide originaria del Quadrante Delta. Sono caratterizzati da una pelle estremamente pallida e da due protuberanze prominenti sulla loro fronte. La specie ha visitato la Terra 45 mila anni prima del XXIV secolo, impiantando un messaggio genetico nelle menti degli antenati dei nativi americani, trasmettendo la loro cultura.
Gli Eredi compaiono nell'episodio Gli spiriti del cielo (Tattoo, 1995) della seconda stagione della serie Voyager.

### Eska
Gli Eska sono una specie umanoide costituita da cacciatori di altre specie. Per nove generazioni gli Eska hanno predato e ucciso la specie originaria del pianeta da loro conosciuto come Dakala, che loro chiamano "spettri", una specie senziente e mutaforma.
Nel 2151 alcuni Eska vengono incontrati dall'equipaggio dell'Enterprise NX-01 durante una battuta di caccia sul pianeta interstellare Dakala. Archer e il suo equipaggio pongono fine a questo fornendo alle prede un agente che permette loro di non essere rilevati dagli Eska.
Gli Eska compaiono nell'episodio La caccia (Rogue Planet, 2002) della prima stagione della serie Enterprise.

### Eta Tauri
Vedi Alcyoniani.

### Etaniani
Gli Etaniani (in inglese Etanians) sono una specie umanoide originaria del Quadrante Delta. La loro testa, apparentemente glabra, è coperta da creste ossee che ne attraversano interamente la superficie. Hanno capacità di curvatura e un'indole espansionistica. Sono soliti infatti appropriarsi di altri pianeti fabbricando asteroidi e provocando la loro caduta sul pianeta da conquistare. La minaccia dal cielo fa sì che le popolazioni locali abbandonino i loro territori, spianando così la strada agli invasori. Il loro governo è conosciuto come Ordine Etaniano.
Nel 2373 gli Etaniani organizzano un attacco al pianeta colonia Nezu, inviando numerosi asteroidi artificiali. La natura artificiale degli asteroidi viene scoperta dall'equipaggio della USS Voyager, giunta i soccorso ai Nezu, che successivamente sconfigge un'astronave etaniana in avvicinamento utilizzando i dati tattici raccolti dal Dottor Vatm dei Nezu.
Gli Etaniani compaiono nell'episodio L'ascesa (Rise, 1997) della terza stagione della serie Voyager.

### Excalbiani
Gli Excalbiani (in inglese Excalbians) sono una specie senziente a base di carbonio con una biochimica basata sul carbonato di calcio. Mentre si sa assai poco della loro organizzazione sociale, mostrano la capacità di modificare il proprio pianeta a scopi di ricerca.
La specie compare nell'episodio Sfida all'ultimo sangue (The Savage Curtain, 1969) della terza stagione della serie classica.

### Exocomp
Gli Exocomp (in inglese Exocomps) sono forme di vita artificiali create dalla dottoressa Farallon per eseguire funzioni di ingegneristica e riparazioni in condizioni rischiose per gli esseri viventi. Sono inoltre dotati di replicatori autonomi che permettono loro di replicare qualsiasi strumento di cui abbiano necessità per portare a termine il loro compito.
Precedentemente considerati degli strumenti, nel 2369 viene scoperto trattarsi di esseri a pieno titolo senzienti, poiché dotati di un'intelligenza artificiale avanzata che permette loro di prendere decisioni in totale autonomia.
Gli Exocomp compaiono nella sesta stagione della serie The Next Generation, nell'episodio Il sapore della vita (The Quality of Life, 1992) e nella serie Lower Decks negli episodi Nessuna piccola parte (No Small Parts, prima stagione, 2020), Una redenzione matematica (A Mathematically Perfect Redemption, terza stagione, 2022) e Qualche Commy di troppo (A Few Badgeys More, quarta stagione, 2023).

## F

### Fabrini
Vedi Fabriniani.

### Fabriniani
I Fabriniani o Fabrini (in inglese Fabrini) sono una specie umanoide del tutto simile agli Umani, originaria del sistema stellare Fabrina. I superstiti di questa specie viaggiano a bordo dell'astronave generazionale Yonada, costruita così da sembrare un corpo celeste naturale dall'interno cavo. Questi discendono dagli abitanti del loro pianeta nativo detti "Creatori" (in inglese Creators), che hanno costruito l'astronave prima che la loro stella si trasformasse in una supernova, popolandola di alcuni scelti eletti e lanciandola nello spazio in un viaggio di diecimila anni verso un pianeta di classe M, il terzo pianeta del sistema UFC 376082, loro terra promessa. I Fabrini sono inoltre in possesso di conoscenze mediche avanzate, che permettono di curare la xenopolicitemia, una malattia incurabile per la Federazione del XXIII secolo.
Nel 2268, la USS Enterprise intercetta la Yonada, in rotta di collisione con il pianeta Daran V, scoprendovi all'interno i Fabriniani che nel corso del tempo hanno iniziato a percepire il computer che controlla la loro nave, chiamato l'Oracolo del Popolo (in inglese Oracle of the People), come un dio, avendo perduto memoria delle loro origini. L'equipaggio dell'Enterprise corregge la rotta della Yonada, disattiva l'Oracolo, consentendo così ai Fabriniani di sviluppare la propria cultura liberamente, recuperando memoria delle proprie origini.
I Fabriniani compaiono nell'episodio Ho toccato il cielo (For the World is Hollow and I Have Thouched the Sky, 1968) della terza stagione della serie classica.

### Ferengi

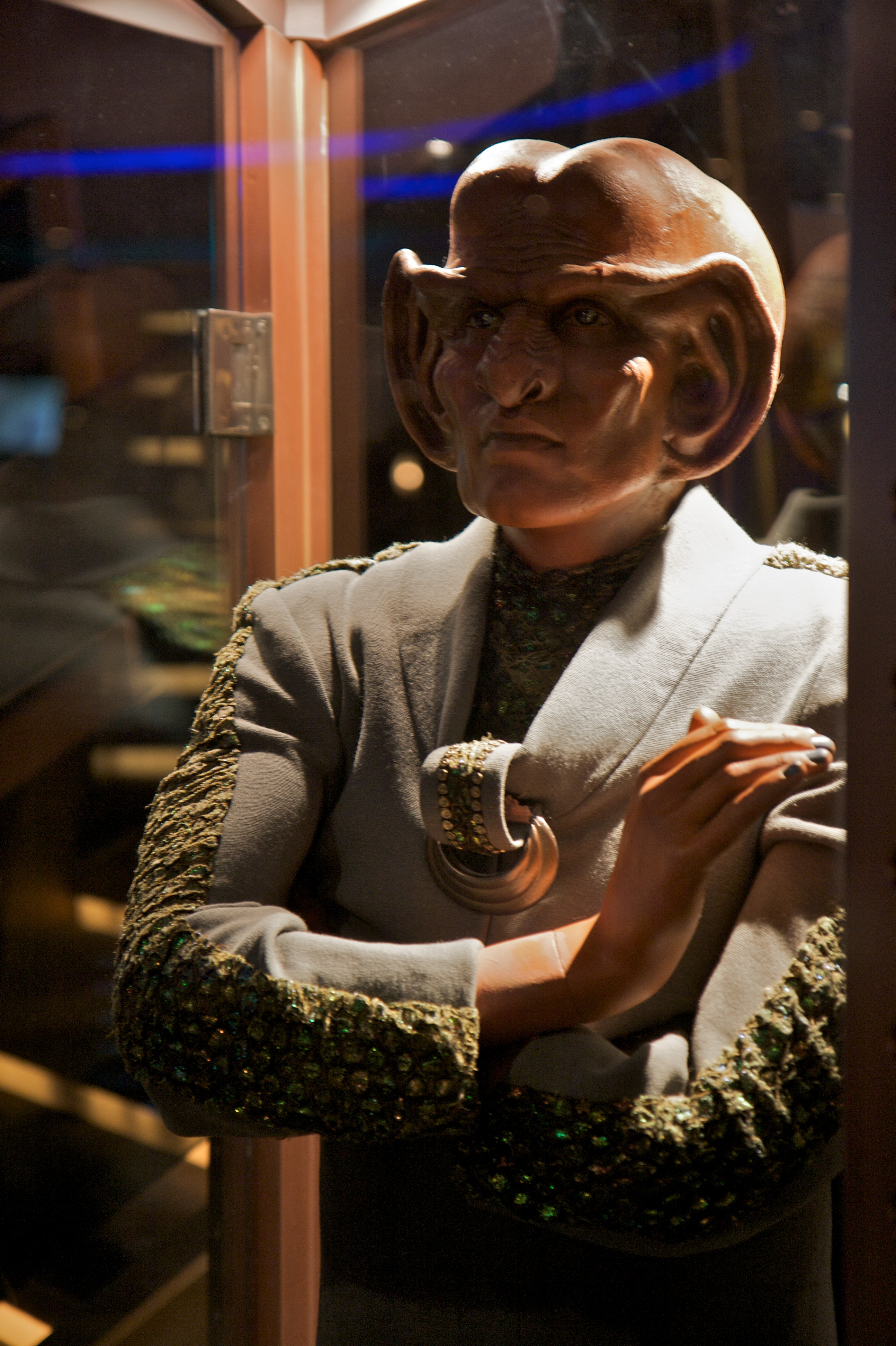
Manichino che ritrae un Ferengi

I Ferengi sono una specie umanoide originaria del pianeta Ferenginar. Sono mediamente più bassi degli Umani, raggiungendo circa un metro e mezzo di altezza. Sono inoltre caratterizzati da orecchie – che essi chiamano lobi – insolitamente grandi, più pronunciate nei maschi che nelle femmine, che conferiscono loro un udito eccellente. I lobi sono zone erogene dei maschi ferengi e ricavano piacere sessuale dalla loro stimolazione, pratica che assume il nome di oo-mox. La loro fronte, inoltre, è divisa in due parti, hanno un largo naso increspato, denti acuminati, costole all'insù, un polmone superiore e uno inferiore, e un cervello diviso in quattro lobi che non può essere letto dalle razze telepatiche come Betazoidi o Vulcaniani. Secondo la classificazione borg, i Ferengi sono conosciuti come Specie 218.
La loro cultura è caratterizzata dall'ossessione maniacale per il profitto, il commercio e gli sforzi costanti per ingannare gli sprovveduti clienti. I Ferengi sono conosciuti per il loro acume negli affari e la loro misoginia, che talvolta li porta a vendere le loro donne nel mercato del sesso. Il loro pianeta natale è il centro dell'Alleanza Ferengi ed è governato dal Grande Nagus e dall'Autorità del Commercio Ferengi (FCA) costituita principalmente dal Consiglio dei Consulenti Economici (ex Consiglio dei Liquidatori). Anche la loro religione si basa sui principi del capitalismo. I Ferengi offrono preghiere e offerte economiche a un "Esecutore Benedetto", nella speranza che alla loro morte riescano a entrare nella "Tesoreria Divina" e temono una vita nell'aldilà trascorsa nel "Girone dell'eterna miseria".
Appaiono per la prima volta nell'episodio L'ultimo avamposto (The Last Outpost, 1987) della prima stagione della serie The Next Generation, dove vengono originalmente concepiti come la specie antagonista principale della Federazione della serie, ma vengono in serie sostituiti in questo ruolo dai Borg, comparendo in seguito in altri 14 episodi della serie. Compaiono in seguito nella serie Deep Space Nine, dove alcuni Ferengi, in particolare Quark, sono tra i personaggi principali della serie. Sono inoltre presenti in episodi di Voyager, Enterprise, Discovery, Lower Decks e Prodigy.

### Figli di Platone
Vedi Platoniani.

### Figli di Tama
Vedi Tamariani.

### Fondatori
I Fondatori (in inglese Founders), detti anche Mutaforma o Cambianti, sono una specie originaria della Nebulosa di Omarion, nel Quadrante Gamma, centro di comando del Dominio, un vasto impero interstellare da essi controllato.
La loro volontà di conquista e di dominio sulle altre specie li porta nel 2373 a una guerra, detta Guerra del Dominio, contro Federazione, Impero Klingon e Impero Romulano, alleandosi invece con Impero Cardassiano e Confederazione Breen. La guerra avrà termine nel 2375 con la caduta di Cardassia Primo.
I Fondatori compaiono nella serie Deep Space Nine, nella quale hanno un ruolo di primaria importanza. Odo, uno dei protagonisti della serie, appartiene infatti a questa specie.

### Forma di vita della singolarità quantica
Vedi Alieni della singolarità.

### Forma di vita fotonica
Vedi Alieni fotonici.

### Forme di vita incorporea
Nel franchise di Star Trek compaiono numerose forme di vita incorporea (in inglese Non-corporeal lifeforms), composte spesso di gas, luce o altre forme di energia.
- Gli Alieni della singolarità, sono una forma di vita proveniente da un altro continuum spazio-temporale, in grado di assumere la forma di qualsiasi specie umanoide.
- Gli Alieni fotonici, sono una forma di vita incorporea fotonica, simili a ologrammi, originari di una protostella del Quadrante Delta.
- I Calamariani (in inglese Calamarain), una specie che vive nello spazio sotto forma di nuvole energetiche di gas ionizzato.
- Gli Illyriani (in inglese Illyrians) della colonia spaziale sul pianeta Hetemit 9, che, a differenza degli altri Illyriani, si sono trasformati in esseri di pura energia e vivono all'interno delle nuvole delle frequenti tempeste sul pianeta. Questi Illyriani di pura energia compaiono nell'episodio Fantasmi di Illyria (Ghosts of Illyria, 2022) della prima stagione della serie Strange New Worlds.
- I Koinoniani (in inglese Koinonians), una specie composta da due distinte forme di vita, una formata da sola energia, l'altra da materia.
- I Komar, specie composta di energia a base trianica che vive in una nebulosa di materia oscura nel Quadrante Delta.
- Kes, l'Ocampa che viaggia a bordo della USS Voyager, alla fine della propria esistenza si trasforma in un essere incorporeo.
- I Medusani (in inglese Medusans) sono una specie intelligente non corporea, le cui menti sono considerati tra le più brillanti delle specie conosciute, tuttavia, se guardati direttamente senza uno speciale schermo protettivo, possono portare alla pazzia molti esseri.
- I Meridian esistono per periodi alterni sul loro pianeta in forma corporea e in forma incorporea. Compaiono nell'episodio della terza stagione della serie Deep Space Nine, Meridian (Meridian, 1994).
- I Nacene o Custodi, forma di vita sporocistica proveniente da un'altra galassia che si prende cura degli Ocampa.
- Gli Organiani (in inglese Organians), sono una forma di vita di esseri viventi composti di pura energia originari del pianeta Organia.
- I Paxan (in inglese Paxans), una specie aliena di esseri incorporei formati da pura energia estremamente xenofobi.
- I Profeti di Bajor (in inglese Prophets) e la loro controparte malvagia, i Pah-wraith, entità aliene incorporee che vivono all'interno del tunnel spaziale bajoriano, in un continuum spaziotemporale differente da quello del nostro universo, in cui il tempo non è una dimensione lineare, e compaiono nella serie televisiva Deep Space Nine.
- I Q, una specie aliena di esseri formati da pura energia, che prendono forma umana per comunicare con gli appartenenti alla Federazione.
- I Thasiani (in inglese Thasian), una forma di vita incorporea con il potere di tramutare gli oggetti o di rendere instabile la materia.
- L'alieno Trelane, che compare nell'episodio della prima stagione della serie classica, Il cavaliere di Gothos (The Squire of Gothos, 1967), dove viene interpretato da William Campbell, viene descritto da Spock, come un essere di pura mente o energia incarnata.
- I Zetariani (in inglese Zetarians), esseri incorporei provenienti dal pianeta Zetar.

### Fotialliani
Vedi Creatura di M-113.

## G

### Genton
I Genton (in inglese Gentons) sono una civiltà proveniente dal pianeta omonimo che ha combattuto delle guerre commerciali due generazioni prima del 2360. Sono una delle specie visitate da un gruppo di Ulliani alla metà del XXIV secolo, per un loro progetto di recupero della memoria telepatica.
I Genton vengono menzionati nell'episodio Violenze mentali (Violations, 1992) della quinta stagione di The Next Generation.

### Gerarchia
Vedi Sorveglianti.

### Giocatori di Triskelion
Vedi Protettori.

### Gomtuu
Gomtuu, anche chiamato "Uomo di latta" (in inglese Tin Man) e "Creatura delle stelle" (in inglese Star Creature), è l'ultimo superstite di una specie aliena di astronavi viventi in simbiosi con il proprio equipaggio e in grado di comunicare telepaticamente. Esternamente ha l'aspetto di grosso un guscio di semi di girasole scuro. Internamente contiene una serie di camere e corridoi con gravità artificiale e atmosfera in grado di supportare forme di vita a base di carbonio come equipaggio. Possiede inoltre un motore a curvatura, il teletrasporto ed è completamente equipaggiato per difendersi con un campo di forza.
In data stellare 43779.3 (2366) Gomtuu sceglie di orbitare attorno a una stella che sta per trasformarsi in supernova. Incontra però il super telepate betazoide Tam Elbrun, con il quale stringe una stabile relazione così da fornire supporto reciproco.
Gomtuu appare nell'episodio L'uomo di latta (Tin Man, 1990) della terza stagione della serie The Next Generation.

### Gorn

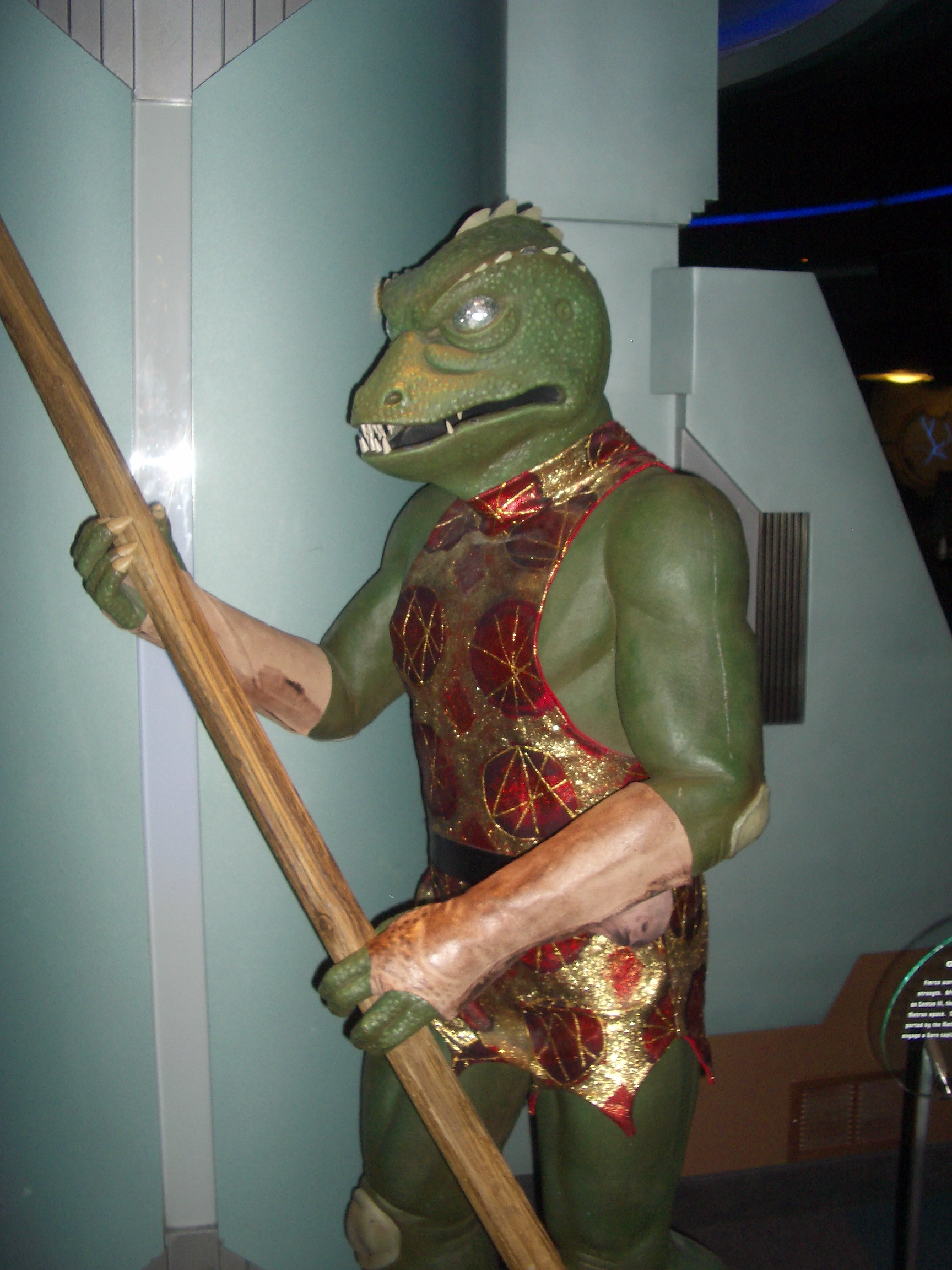
Statua del Gorn al Quark's Bar di Las Vegas

I Gorn sono una specie rettiloide intelligente, una sorta di grosse lucertole umanoidi, dotate di una superiore forza, temuti per la loro aggressività e ferocia. Il loro dominio è noto come Egemonia Gorn. I Gorn appaiono violenti e spietati, disposti a tutto pur di raggiungere il loro scopo: ne è una prova il massacro compiuto sulla colonia federale di Cestus III nel 2267. Dopo venticinque anni di trattative, i Gorn concludono fruttuosamente il processo di pace con la Federazione, grazie anche all'impegno di Jean-Luc Picard. Nel 2371 la Federazione ha sei colonie su Cestus III, una delle quali si chiama Pike City.
Un capitano di un'astronave gorn appare nell'episodio Arena (prima stagione) quale antagonista del capitano Kirk. Qui i Gorn appaiono inspiegabilmente lenti e goffi a dispetto delle apparizioni successive. I Gorn appaiono poi nell'episodio Affari di famiglia di Star Trek: Deep Space Nine (terza stagione) e nell'episodio In uno specchio oscuro (seconda parte) di Star Trek: Enterprise (quarta stagione). Nella serie Strange New Worlds i Gorn sono parte del background della tenente La'an Noonien-Singh, catturata da bambina e cresciuta su un pianeta gorn, dove hanno sterminato tutta la sua famiglia. In data stellare 3177.3 attaccano l'Enterprise, tendendole un tranello, dopo aver attaccato una colonia umana nelle vicinanze di un buco nero. Sono presenti inoltre nella serie animata (episodio La trappola del tempo, prima stagione), nonché nei videogiochi Star Trek: Starfleet Academy (1997) e Star Trek: Starfleet Command (1999; quest'ultimo derivato dal wargame Star Fleet Battles).

### Grazeriti
(in inglese Grazerite)

### Grisela
Vedi Grizzela.

### Grizzela
I Grizzela (in inglese Grizzelas) sono una specie aliena la cui biologia permette loro di subire periodicamente cicli di ibernazione di almeno sei mesi, il cui pianeta si trova nelle vicinanze di Tau Cygna V.
Nel 2366, poiché gli Sheliak rifiutano di concedere alla Federazione tre settimane per permettere l'evacuazione di 15 000 coloni umani da Tau Cygna V, Jean-Luc Picard nomina i Grizzela quali arbitri per risolvere la controversia, facendo sapere che questi non si sarebbero svegliati prima di altri sei mesi, al che gli Sheliak accettano le tre settimane inizialmente proposte dal capitano della USS Enterprise D.
Ne The Star Trek Encyclopedia di Michael e Denise Okuda, i Grizzela vengono erroneamente inseriti come "Grisela".
I Grizzela vengono menzionati nell'episodio Le insegne del comando (The Ensigns of Command, 1989 della terza stagione della serie The Next Generation).

## H

### Haakoniani
Gli Haakoniani (in inglese Haakonians) sono una specie umanoide originaria del Quadrante Delta.
Combattono una guerra a metà del XXIV secolo contro i Talassiani, conclusasi nel 2356 con la resa incondizionata dei Talassiani dopo il bombardamento di una luna del loro pianeta, Talax, con una nuova arma, che ha provocato la morte di migliaia di Talassiani, inclusa l'intera famiglia di Neelix. In seguito alla guerra, gli Haakoniani conquistano Talax e tale occupazione continuava ancora negli anni 2370.
Gli Haakoniani compaiono negli episodi della serie Voyager: Il segreto di Neelix (Jetrel, prima stagione, 1995) e Alice (sesta stagione, 1999).

### Halaniani
Gli Halaniani (in inglese Halanans) sono una specie umanoide originaria del pianeta Halana. Sono simili agli Umani, se non per le orecchie a punta, e sono di pelle scura. Loro caratteristica è anche quella di essere una specie psicoproiettiva, il che significa che, in condizioni di stress emotivo, proiettano le immagini del proprio subconscio nel mondo reale, facendo apparire entità di sola energia, ma con un corpo fisico. Si uniscono per sempre al proprio compagno per tutta la vita.
Gli Halaniani compaiono nell'episodio Il sogno di Nidell (Second Sight, 1993) della seconda stagione della serie Deep Space Nine.

### Halem'niti
Civiltà pre-curvatura del pianeta Halem'no. Sono identici ai Terrestri; hanno la particolarità di utilizzare, oltre a una classica lingua parlata, una seconda lingua ottenuta emettendo dei fischi. Compaiono nell'episodio Lingua fischiata (Whistlespeak, 2024) della quinta stagione della serie Star Trek: Discovery.

### Halii
Vedi Haliiani.

### Haliiani
Gli Haliiani (in inglese Haliians), anche conosciuti come Halii, sono una specie umanoide che si distingue dagli Umani per due leggeri rigonfiamenti sulla fronte e una fessura tra le sopracciglia. Sono parzialmente telepatici, sebbene la loro forma di telepatia si limiti normalmente a una forma di empatia, ma si manifesta completamente quando stringono uno speciale cristallo chiamato Canar, che consente loro di legarsi telepaticamente con gli altri e condividere i propri pensieri. Numerosi Hailiiani servono nella Flotta Stellare.
Gli Haliiani compaiono per la prima volta nell'episodio Aquiel della sesta stagione della serie The Next Generation. Sono inoltre presenti nell'episodio Children of Mars della serie Shor Treks; in nove episodi di Lower Decks; nell'episodio Guarda le stelle (The Star Gazer, 2022) di Picard.

### Halkani
Gli Halkani (in inglese Halkans) sono una specie umanoide originaria del pianeta Halka, un mondo indipendente che non desidera entrare a far parte della Federazione. Sono dotati di una scienza filosofica assai sviluppata e, benché il loro pianeta sia ricco di dilitio, i suoi abitanti sono restii a commerciarlo con la Federazione perché temono che quei cristalli possano essere utilizzati, anche indirettamente, per commettere atti di violenza.
Il rifiuto di vendere dilitio incrina i rapporti, altrimenti ottimi, con la Federazione. Quest'ultima, tuttavia, riconosce il diritto degli Halkani di scegliere la propria politica e rispetta le loro decisioni. Il sistema di Nola Bodrane viene pattugliato dalla Flotta Stellare per impedire che qualcuno sfrutti senza autorizzazione i giacimenti di Halka.
Gli Halkani compaiono nell'episodio nell'episodio Specchio, specchio (Mirror, Mirror, 1967) della seconda stagione della serie classica.

### Hanoniani
Gli Hanoniani (in inglese Hanonians) sono una specie umanoide originaria del pianeta Hanon IV, nel Quadrante Delta. Sono una specie primitiva, il cui livello tecnologico è comparabile a quello degli esseri umani dell'età della pietra.
Gli Hanoniani compaiono nel doppio episodio Sopravvivenza (prima e seconda parte – Basics, 1996) a cavallo della seconda e terza stagione della serie Voyager.

### Haradin
Gli Haradin sono una specie umanoide originaria della Distesa Delfica. La loro civiltà ha raggiunto la propulsione a curvatura,
In una linea temporale alternativa, nell'anno 2037, l'Enterprise NX-01, proveniente dall'anno 2154, ottiene da commercianti haradin i progetti per una modifica dell'iniettore della nave stellare stessa. Prima del 2268 gli Haradin stringono un accordo con la Federazione per l'utilizzo di un database usato appartenuto al Sindacato di Orione. Nel 2375 una nave mercantile haradin scopre una fregata breen alla deriva, abbandonata nelle vicinanze della nebulosa Helaspont, che gli Haradin recuperano e vendono a caro prezzo al governo di Kropaslin.
Gli Haradin vengono menzionati in episodi delle serie The Next Generation e nell'episodio Un tuffo nel futuro (E², 2004) della terza stagione di Enterprise, oltre che in alcuni romanzi non canonici.

### Hazari
Gli Hazari sono una specie umanoide originaria del Quadrante Delta. Sono una specie tecnologicamente avanzata ed estremamente violenta, i cui membri vengono spesso ingaggiati da altre specie come soldati mercenari. Nella classificazione borg, gli Hazari sono conosciuti come Specie 4228, che gli stessi utilizzano per creare droni tattici.
Nel 2375 un gruppo di alieni capeggiati da Kurros (di una specie sconosciuta), chiamati "Il Pensatorio" (in inglese Think Thank), ingaggia un gruppo di Hazari per catturare la USS Voyager.
Gli Hazari compaiono nell'episodio Il pensatoio (Think Tank, 1999) della quinta stagione della serie Voyager.

### Hekariani
Gli Hekariani (in inglese Hekarans) sono una specie umanoide, tecnologicamente avanzata, originaria del pianeta Hekaras II. Si distinguono dagli Umani solamente per una protuberanza frontale, una "cresta craniale" non molto dissimile da quella dei Klingon.
Nel 2360 i due scienziati hekariani Serova e Rabal scoprono che la regione di spazio nei pressi del loro pianeta conosciuta come Corridoio di Hekaras (in inglese Hekaras Corridor) è particolarmente suscettibile agli effetti negativi prodotti dai motori a curvatura. Di conseguenza chiedono alla Federazione e al governo di Hekaras II di evitare i viaggi di curvatura nell'area, anche se ciò avrebbe significato il quasi totale isolamento del loro pianeta. Nel 2370 i due scienziati minano il corridoio per attirare l'attenzione della Flotta Stellare, ma senza ottenere il risultato sperato. In seguito Serova vola nel Corridoio di Hekaras con la propria nave, causa una breccia nel nucleo di curvatura e muore nell'esplosione che causa una breccia nel corridoio tanto da renderlo inadatto ai viaggi a curvatura. In conseguenza di ciò le teorie degli scienziati vengono prese sul serio e la Federazione scoprirà che basterà ridurre la velocità di curvatura per non causare danni.
Gli Hekariani compaiono nell'episodio Inquinamento spaziale (Force of Nature, 1993) della settima stagione della serie The Next Generation.

### Hirogeni
Gli Hirogeni (in inglese Hirogen) sono una specie umanoidea rettiliana originaria del Quadrante Delta. Si tratta di una specie nomade, dedita da almeno un millennio prima del XXIV secolo all'attività della caccia, che ricopre ogni singolo aspetto della loro cultura. Gli Hirogeni si considerano cacciatori e tutte le altre specie sono considerate prede. Tuttavia non tutte le specie hanno per loro la stessa valenza: alcune specie, in base al maggiore impegno che richiede la cattura, sono considerate di maggior pregio rispetto ad altre. Fanno sfoggio dei trofei di caccia rappresentati dagli scheletri, dai crani o dagli organi interni delle loro prede, così come dalla tecnologia e dai manufatti.
Nel 2374, un Hirogeno visionario decide di utilizzare i ponti ologrammi della USS Voyager, donatogli dal capitano Kathryn Janeway, replicandone la tecnologia, facendo in modo di preservare la cultura della caccia della propria specie, ma senza uccidere altre specie. Tale idea si diffonde rapidamente tra gli Hirogeni, che però programmano il ponte ologrammi in modo da rendere le cacce più impegnative e così facendo il computer rende gli ologrammi più forti e senzienti. Tre anni dopo aver ricevuto la tecnologia olografica si verifica un incidente in diverse strutture di addestramento hirogene, dove gli ologrammi uccidono i loro cacciatori e fuggono per liberare gli altri ologrammi e cercare un pianeta dove vivere.
Gli Hirogeni compaiono in nove episodi della serie Voyager, a cominciare dall'episodio della quarta stagione Il messaggio in bottiglia (Message in a Bottle, 1998). Ricompaiono nell'episodio Nepenthe (2020) della prima stagione della serie Picard. Compaiono inoltre in romanzi e videogiochi del franchise.

### Horta
Horta è una forma di vita a base di silicio originaria del pianeta Janus VI. Il suo ambiente naturale è il sottosuolo e per muoversi attraverso la roccia solida secerne un potente acido corrosivo. Ogni 50 mila anni tutti i membri di questa specie cessano di vivere, ad eccezione di uno, che ha il compito di prendersi cura delle uova deposte. Questo individuo diviene la madre della specie.
Il primo contatto con questa specie avviene nel 2267.
Horta compare nell'episodio Il mostro dell'oscurità (The Devil in the Dark, 1967) della prima stagione della serie classica.

### Husnock
Gli Husnock (in inglese The Husnock) erano una specie composta da 50 miliardi di guerrieri dotati di grande intelligenza e capacità distruttiva. La specie viene distrutta in un batter d'occhio da Kevin Uxbridge, un Douwd che ha assunto fattezze umane e che reagisce così quando gli Husnock ne uccidono la moglie umana durante un loro attacco.
Gli Husnock vengono menzionati nell'episodio I sopravvissuti (The Survivors, 1989) della terza stagione della serie The Next Generation.

## I

### Iconiani
Gli Iconiani (in inglese Iconians) sono una specie aliena, costituente un'antica civiltà scomparsa. La loro civiltà è fiorita molti millenni or sono, imponendo una forte influenza sulle culture di molte antiche civiltà, come è dimostrato dalle affinità linguistiche tra l'iconiano, il dewano, l'iccobarano e il dinasiano. Gli antichi testi descrivono gli Iconiani come «demoni dell'aria e delle tenebre», suggerendo il loro uso di un sistema di trasporto interdimensionale. La civiltà iconiana è stata annientata circa 200 mila anni or sono, quando tutte le principali città di Iconia sono state distrutte da un massiccio bombardamento orbitale su larga scala. Ricerche archeologiche successive hanno rivelato che gli Iconiani non avevano un'indole aggressiva, ma avevano sviluppato un tale sistema di difesa per proteggersi dagli attacchi dei nemici che temevano la loro tecnologia.
Il Portale iconiano è un sofisticato sistema di teletrasporto che permetteva agli Iconiani di muoversi da un pianeta all'altro coprendo istantaneamente distanze interstellari e che rendeva superfluo l'uso di astronavi. La prima scoperta di un portale iconiano in epoca moderna viene effettuata dall'equipaggio dell'Enterprise D nel 2365, su Iconia, nella Zona Neutrale Romulana. A causa della sua localizzazione, il portale viene distrutto perché non cada in mano nemica. L'Enterprise aveva seguito le tracce della USS Yamato del capitano Donald Varley il quale, mediante lo studio di un misterioso artefatto ritrovato in un sito archeologico su Denius III, aveva reperito prove dell'esistenza di Iconia proprio nella Zona Neutrale Romulana.
Un secondo portale viene scoperto dal Dominio nel 2372 su uno dei suoi mondi periferici, Vandros IV. Il Dominio invia un'équipe di scienziati a ripararlo e riattivarlo, tuttavia il gruppo di Jem'Hadar di scorta se ne impossessa: il successivo tentativo di rimettere in funzione il portale autonomamente viene prevenuto ancora una volta dalla distruzione del portale stesso a seguito della prima operazione congiunta fra forze del Dominio e della Federazione. Il portale era ospitato in un'antica ziqqurat di pietra, la cui struttura interna era costituita di neutronio solido, non vulnerabile ad attacchi esterni, persino se condotti con siluri quantici. Il portale può originare un campo di smorzamento che disattiva le armi in prossimità della struttura, sul territorio.
Gli Iconiani vengono menzionati nell'episodio Contagio (Contagion, 1989) della seconda stagione della serie The Next Generation, e nell'episodio Fino alla morte (To the Death, 1996) della quarta stagione della serie Deep Space Nine.

### Ilidariani
Gli Ilidariani (in inglese Ilidarians) sono una specie umanoide originaria del pianeta Ilidaria nel Quadrante Delta. La loro tecnologia gli permette di liberare un'astronave imprigionata dalla forza di gravità dell'orizzonte degli eventi di un buco nero.
Gli Ilidariani vengono menzionati nell'episodio Riflessi nel ghiaccio (Parallax, 1995) della prima stagione della serie Voyager e compaiono nell'episodio Intruso a bordo (Cathexis, 1995) della prima stagione della stessa serie.

### Illyriani
Gli Illyriani (in inglese Illyrians) sono una specie umanoide, del tutto simile a quella umana, originaria del pianeta Illyria. Sono considerati una sorta di paria dalla Federazione a causa della loro abilità nella bioingegneria e nel potenziamento, cosa vietata nella Federazione e ai potenziati è precluso l'arruolamento nella Flotta Stellare. Ma gli Illyriani hanno fatto un uso diverso del potenziamento rispetto a quanto fatto sulla Terra durante le guerre eugenetiche: la loro biotecnologia non è volta a creare dei superuomini smaniosi di potere, ma è atta a cercare di adattare gli Illyriani alla natura, così, anziché terraformare i pianeti destinati a divenire colonie, adattano il proprio corpo all'ambiente dei pianeti da colonizzare.
Gli Illyriani compaiono nell'episodio Fantasmi di Illyria (Ghosts of Illyria, 2022) della prima stagione della serie Strange New Worlds, dove viene rivelato che Una Chin-Riley, Primo Ufficiale della USS Enterprise 1701 capitanata da Christopher Pike, appartiene a questa specie.

### Imotru
Vedi Tagani.

### Iotiani
Gli Iotiani (in inglese Iotians) sono una specie umanoide originaria di Sigma Iotia II. Sono un popolo altamente imitativo, la cui cultura viene contaminata dall'equipaggio della USS Horizon quando questa li contatta nel 2168, prima dell'entrata in vigore della Prima direttiva.
Gli Iotiani compaiono nell'episodio Chicago anni 20 (A Piece of the Action, 1968) della seconda stagione della serie classica.

### Iyaariani
Gli Iyaariani (in inglese Iyaarans) sono una specie umanoide del Quadrante Alfa della galassia. Si riproducono per espansione post-cellulare ed escono già adulti dai bozzoli. La loro cultura manca di alcuni concetti come il piacere, l'antagonismo e l'amore. Per loro l'assunzione di cibo è solamente un mezzo di sostentamento e, per gli standard degli altri umanoidi, la loro dieta è estremamente leggera.
Il primo scambio culturale degli Iyaariani con la Federazione avviene nel 2370.
Gli Iyaariani compaiono nell'episodio Diplomazia spaziale (Liaisons, 1993) della settima stagione della serie The Next Generation.

## J

### J'naii
I J'naii sono una specie umanoide androgina originaria del pianeta omonimo. Presso i J'naii i rapporti sessuali sono aborriti e considerati una pratica primitiva. Sessualmente indifferenziati, si riproducono inserendo il feto in un globo fibroso che viene fecondato esternamente da entrambi i genitori e che funge da utero artificiale fino al parto. Alcuni individui di questa specie nascono sentendosi parte di un genere preciso. Queste devianze sono considerate dannose e destabilizzanti per la società J'naii e, se scoperte, vengono severamente punite con l'emarginazione e con una procedura di "ricondizionamento mentale".
In data stellare 45614.6 (2368) l'equipaggio dell'Enterprise D entra in contatto con alcuni J'naii. Il comandante William Riker e Soren, un pilota j'naii che si sente intimamente una femmina, si innamorano. Soren, oltre alla propria natura, rivela a Riker di far parte di un'organizzazione clandestina che si batte per la reintroduzione della distinzione fra i sessi. In seguito alla scoperta e alla denuncia alle autorità della loro relazione, Soren subisce un processo in tribunale; giudicata colpevole, viene sottoposta al procedimento di correzione.
I J'naii compaiono nell'episodio Il diritto di essere (The Outcast, 1992) della quinta stagione della serie The Next Generation.

### Jarada
Gli Jarada sono una specie insettoide originaria del pianeta Torona IV. Si tratta di una specie solitaria che tiene scarsi rapporti con la Federazione, oltre a essere nota per avere un rapporto particolarmente esigente con il protocollo, arrivando a considerare anche il minimo errore di pronuncia della loro lingua come un insulto. Nel romanzo non canonico Imbalance si afferma inoltre che gli Jarada posseggono quattro gambe e quattro braccia, mani con tre artigli, facce triangolari con grandi occhi composti, denti aguzzi e lunghe antenne. Hanno almeno tre sessi: maschio, femmina e neutro. La loro società è suddivisa in 543 caste e i loro nomi sono composti da quattro sillabe che indicano: il nome dell'alveare, della casta, della funzione e dell'individuo.
Nel 2344 un incontro con la Federazione ha causato una rottura ventennale tra i due governi a causa di una errata pronuncia da parte di un capitano della Flotta Stellare. In data stellare 41997.7 (2364), la USS Enterprise D capitanata da Jean-Luc Picard ha condotto una missione diplomatica presso gli Jarada e il capitano ha dovuto stabilire un contatto con loro nel tentativo di riparare il precedente malinteso con la Federazione. Il primo incontro si è però concluso così male che a Data non è permesso fornire una registrazione. Dopo un problema con il ponte ologrammi, tuttavia, una nuova occasione è stata offerta a Picard, che ha messo fine alla lunga ostilità da parte degli Jarada nei confronti della Federazione, aprendo nuove prospettive di collaborazione tra i due governi. Nel 2365, i Pakled sembrano essere entrati in qualche modo in contatto con gli Jarada, dal momento che la nave dei Pakled Mondor ne possedeva parte della tecnologia.
Gli Jarada compaiono nell'episodio Il grande addio (The Big Goodbye, 1988) della prima stagione della serie The Next Generation. Vengono inoltre menzionati nell'episodio Trappola per samaritani (Samaritan Snare, 1989) della seconda stagione della stessa serie. Appaiono inoltre nei romanzi: Imbalance di V.E. Mitchell (Pocket Books, 1992); Demons of Air and Darkness di Keith R.A. DeCandido (Pocket Books, 2001) e Twilight di David R. George III (Pocket Books, 2002).

### Jelna
Gli Jelna, comunemente noti come Rigeliani (in inglese Rigellians), sono una delle quattro specie umanoidi che abitano il sistema stellare di Rigel, insieme a Chelon, Kalar e Zami. Gli Jelna sono originari del pianeta Rigel VI. Fanno parte dell'Assemblea Rigeliana e della Federazione dei Pianeti Uniti. Gli Jelna hanno due tipi di genere maschile e due di genere femminile, endo- ed exosessuale, per un totale complessivo di quattro sessi. Gli Jelna sono soliti inoltre tatuare il viso e adornare i capelli con delle perline.
Gli Jelna compaiono per la prima volta nell'episodio Virus letale (Affliction, 2005) della quarta stagione della serie Enterprise, e in seguito in altri due episodi della stessa serie e due della serie Lower Decks. Sono inoltre presenti in romanzi non canonici, quali per esempio quelli che compongono la serie Rise of the Federation scritta da Christopher L. Bennett e composta da cinque volumi pubblicati dalla Pocket Books tra il 2013 e il 2017. Compaiono anche nella miniserie a fumetti Intelligence Gathering, scritta da Scott and David Tipton, disegnata da David Messina e pubblicata dalla IDW Publishing nel 2008. Sono infine presenti nel videogioco Star Trek Online del 2010.

## K

### K'normiani
I K'normiani (in inglese K'normians) sono una specie umanoide originaria del pianeta K'norm. Negli anni settanta del XXIII secolo prestano servizio presso la Flotta Stellare.
Nel 2259 della Kelvin Timeline, il capitano Kirk confisca una nave mercantile k'normiana, prima di infiltrarsi nel pianeta Klingon Qo'noS, fingendosi lui e il suo equipaggio trafficanti d'armi k'normiani.
I K'normiani compaiono nei film Star Trek (Star Trek: The Movie, 1979) e Into Darkness - Star Trek (Star Trek Into Darkness, 2013).

### Kadi
I Kadi sono una specie umanoide originaria del Quadrante Delta. Si distingue per le caratteristiche fronti, divise in due grossi "bulbi". A differenza della maggior parte delle altre specie, il sangue dei Kadi non possiede enzimi capaci di disgregare il synthehol. Sono inoltre una specie estremamente religiosa, che segue uno stile di vita strettamente ascetico, rifiutando le spezie nel cibo e in generale tutto ciò che eccita i loro sensi. I monaci kadi si lavano solamente con acqua purificata e praticano otto riti religiosi al giorno.
Nel 2375 la USS Voyager incontra una colonia kadi con la quale intrattiene scambi commerciali. Durante queste trattative il Kadi Tomin visita la Voyager, indulgendo in cibi e bevande normalmente proibite alla sua cultura. Non essendo in grado di assorbire le molecole di synthehol, Sette di Nove adatta alcune delle sue nanosonde per permettere a Tomin di essere lucido per quando fa ritorno alla colonia, così da nascondere le sue trasgressioni allo stile di vita ascetico dei Kadi.
I Kadi compaiono nell'episodio Qualcuno che vegli su di me (Someone to Watch Over Me, 1999) della quinta stagione della serie Voyager.

### Kaelon
Vedi Kaeloniani.

### Kaeloniani
I Kaeloniani (in inglese Kaelonians), o Kaelon (in inglese Kaelons), sono una specie umanoide tecnologicamente avanzata originaria del pianeta Kaelon II. Sono del tutto simili agli Umani, se non per una serie di macchie leopardate che corre ai lati della loro fronte. Al raggiungimento del sessantesimo anno di età ciascun Kaeloniano è tenuto alla Risoluzione, una forma di eutanasia rituale. I Kaeloniani considerano questo rituale un modo dignitoso di porre fine alla propria esistenza e, allo stesso tempo, rendono la loro una civiltà di giovani, non oppressa dal peso degli anziani. Durante il rituale della Risoluzione si celebra l'ospite d'onore con uno speciale raduno degli amici e dei parenti, durante il quale vengono ricordati la vita della persona e le sue imprese. Questa pratica perdura dal XIV secolo e non ammette eccezioni.
I Kaeloniani compaiono per la prima volta nell'episodio Una vita a metà (Half a Life, 1991), della quarta stagione della serie The Next Generation. In seguito sono presenti anche in quattro episodi della serie Lower Decks.

### Kalar
Vedi Kalariani.

### Kalariani
I Kalariani (in inglese Kalars) sono una specie umanoide, primitiva e aggressiva, originaria del pianeta Rigel VII, nel quadrante Alpha. Sono una delle quattro specie umanoidi che abitano il sistema stellare di Rigel, insieme a Chelon, Jelna e Zami. Dall'aspetto molto simile agli Umani, i Kalariani sono tuttavia di statura maggiore e utilizzano armi primitive quali spade, lance, picche e mazze, oltre a coprirsi di un'armatura.
Nel 2254, il capitano Christopher Pike della USS Enterprise ha un incontro con un Kalariano su Rigel VII, durante il quale tre membri del suo stesso equipaggio vengono uccisi. Memore di ciò, soffre a lungo di sensi di colpa e i Talosiani approfittano di questa sua memoria per produrgli un'illusione in cui combatte contro un Kalariano per liberare Vina, sua prigioniera. In data stellare 1630.1 (2259), il capitano Pike fa ritorno con l'equipaggio della USS Enterprise NCC-1701 su Rigel VII, per recuperare la tecnologia che aveva abbandonato durante la precedente missione, così da non infrangere la Prima Direttiva. Qui vi trova tuttavia un superstite dell'equipaggio che egli credeva morto, Zac Nguyen (David Huynh), che si è proclamato re e ha munito i Kalariani di armi della Federazione a phaser. La squadra di sbarco formata da Pike, il dottor Joseph M'Benga e l'ufficiale addetta alla sicurezza La'an Noonien-Singh, vengono così emarginati al di fuori del palazzo in cui vive rinchiuso, dove a causa delle radiazioni di un asteroide che orbita attorno al pianeta, sono tutti vittima di amnesie e non hanno alcun ricordo del proprio passato. Tali amnesie si verificano anche sull'Enterprise, ma Erica Ortegas riesce a superare l'amnesia, comprendendo la causa delle stesse, allontanando l'astronave della Federazione e l'asteroide, così che il pianeta non sia più vittima di tali disturbi.
I Kalariani compaiono nell'episodio pilota della serie classica, Lo zoo di Talos (The Cage, 1964) e nel doppio episodio da esso ricavato L'ammutinamento (The Menagerie, 1966). Compaiono inoltre nell'episodio Tra i mangiatori di loto (Among the Lotus Eaters, 2023) della seconda stagione della serie Strange New Worlds.

### Kanariani
I Kanariani (in inglese Kanarians) sono una specie nota alla Federazione fin dal 2367. In questa data, infatti, una delegazione della specie è presente a un seminario sull'intelligenza artificiale sul pianeta Risa.
I Kanariani vengono menzionati nell'episodio Con gli occhi della mente (The Mind's Eye, 1991) della quarta della serie The Next Generation.

### Kantareani
I Kantareani (in inglese Kantares) sono una specie umanoide che nel 2151 appare più avanzata degli Umani, tanto da aver inventato la tecnologia olografica prima del 2129.
I Kantareani compaiono nell'episodio Oasi (Oasis, 2002) della prima stagione della serie Enterprise.

### Karemma
I Karemma sono una specie umanoide originaria del pianeta Karemma nel Quadrante Gamma, che fa parte del Dominio.
Il primo contatto tra i Karemma e il Quadrante Alpha viene stabilito nel 2370 dai Ferengi. Poiché molto avvezzi al commercio, infatti, vengono contattati dal Grande Nagus Zek, per intavolare in seguito trattative commerciali con Quark per la vendita di bacche di tula.
I Karemma compaiono in tre episodi della serie Deep Space Nine: Uno strano Ferengi (Rules of Acquisition, seconda stagione, 1993), In cerca dei fondatori (prima parte) (The Search: Part 1, terza stagione, 1994) e La nave danneggiata (Starship Down, quarta stagione, 1995). Compaiono inoltre in due episodi della terza stagione della serie Lower Decks: Ascolta tutto, non fidarti di nulla (Hear All, Trust Nothing, 2022) e Fonti attendibili (Trusted Sources, 2022).

### Kasheeta
I Kasheeta sono una specie umanoide di discendenza sauriana, dalla pelle rosso-arancio, crani più grandi degli altri umanoidi e creste craniche pronunciate sopra gli occhi, che sono spostati leggermente di lato. Il loro pianeta natale è un membro della Federazione alla fine del XXIII secolo.
Nel 2286 un consigliere kasheeta partecipa al processo del Consiglio della Federazione contro il capitano Kirk.
I Kasheeta compaiono nel film Rotta verso la Terra (Star Trek: The Voyage Home, 1986).

### Kazariti
I Kazariti (in inglese Kazarites) sono una specie umanoide.
Compaiono nel film Star Trek (Star Trek: The Moction Picture, 1979).

### Kazleti
I Kazleti sono una specie umanoide. Sono noti per la loro arte nel realizzare gioielli dall'aspetto apparentemente semplice.
Il membro dell'equipaggio della USS Voyager ed ex Maquis, Chell, ha fatto visita al loro pianeta, dove ha trascorso una settimana apprendendo la tecnica per la realizzazione di questi ornamenti.
I Kazleti vengono menzionati nell'episodio Uno strappo alla regola (Learning Curve, 1995) della prima stagione della serie Voyager.

### Kazon

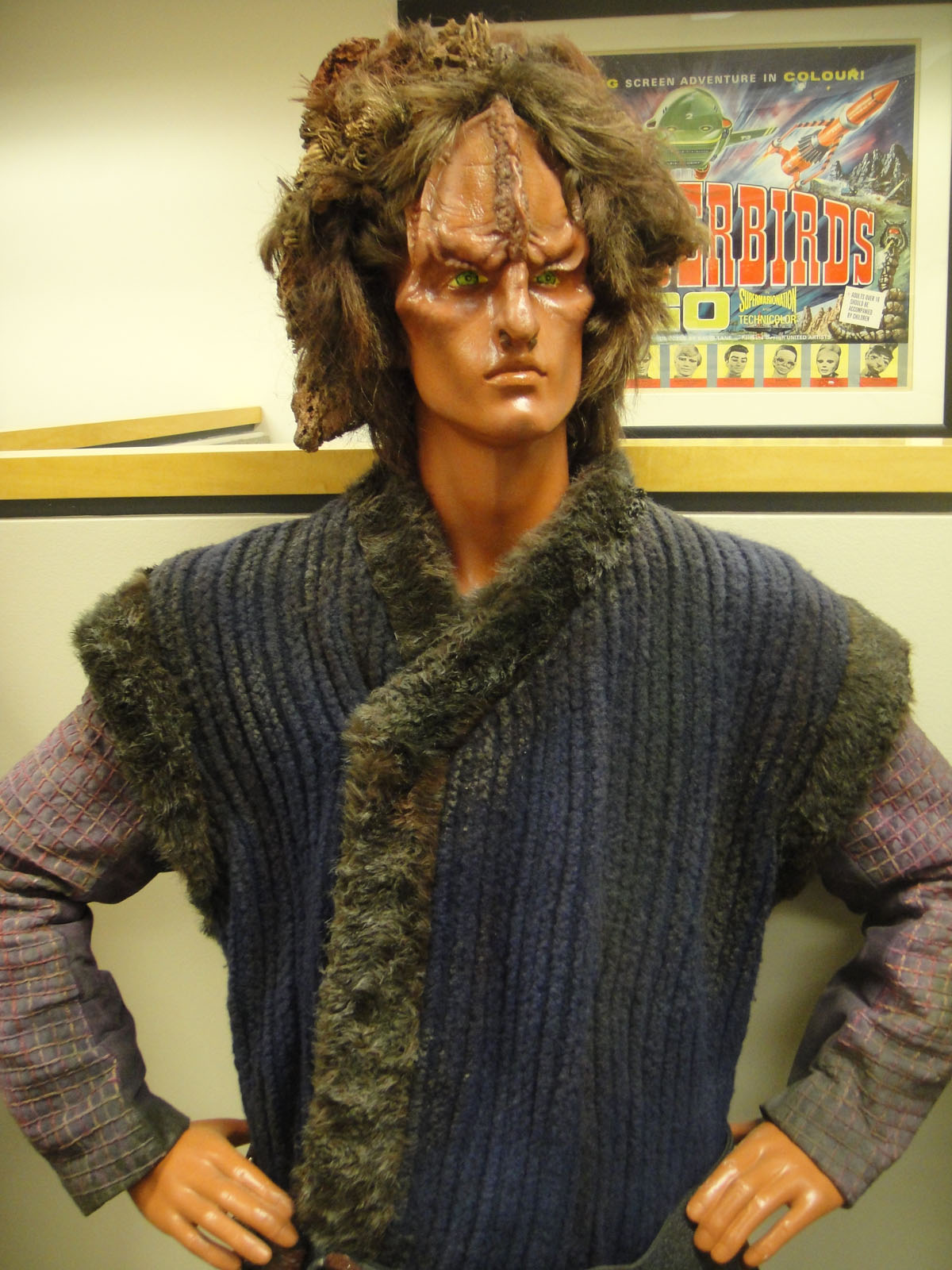
Manichino ritraente un Kazon

I Kazon sono una specie umanoide particolarmente bellicosa originaria del Quadrante Delta. Nel 2372 i Kazon sono divisi in 18 tribù in costante lotta tra loro e chi non appartiene a nessuna di queste è considerato un Goven, cioè un emarginato. A capo di ogni tribù vi è un Maje. Tra queste tribù vi sono i Nistrim, guidati da Maje Culluh; gli Ogla, guidati da Maje Haliz; i Mostral; gli Hobii; gli Oglamar; i Relora, il cui Maje è identificabile da una fascia verde. Relora e Ogla sono le tribù dominanti. Benché la tecnologia kazon sia inferiore a quella della Federazione, la loro aggressività li rende avversari molto pericolosi.
Secondo Jal Culluh, Jal Sankur riunificò le sette Kazon per rovesciare i Trabe nel 2346. I Borg hanno classificato i Kazon come specie 329, anche se non l'hanno ritenuta utile all'assimilazione in quanto non avrebbe portato alcun beneficio alla collettività. Il primo incontro tra Kazon e Federazione è avvenuto nel 2371, quando la USS Voyager è stata catapultata nel Quadrante Delta dal Custode.
I Kazon sono presenti nella serie Voyager a partire dal primo doppio episodio Dall'altra parte dell'universo (Caretaker, 1995) e per altri quattordici episodi, dal 1995 al 2001. Compaiono poi in tre episodi della serie Prodigy (2022).

### Kellerani
I Kellerani (in inglese Kelleruns) sono una specie umanoide originaria del Quadrante Alpha. Molto simili agli Umani, si distinguono per le orecchie a punta, non troppo dissimili da quelle dei Vulcaniani, e per la particolare acconciatura, che prevede di raccogliere i lunghi capelli sulla sommità del capo in uno chignon. I Kellerani sono stati a lungo in guerra con i T'Lani, raggiungendo infine un accordo di pace nel 2370. Il trattato di pace prevede l'eliminazione di tutte le scorte dello Havester, una pericolosa arma genetica di cui sono in possesso entrambe le fazioni.
I Kellerani compaiono nell'episodio Una pace crudele (Armageddon Game, 1994) della seconda stagione della serie Deep Space Nine.

### Kelpiani
I Kelpiani (in inglese Kelpians) sono una specie umanoide originaria del pianeta Kaminar. Sono una delle due specie che abitano il pianeta, assieme ai Ba'ul. Si tratta di umanoidi alti e affusolati dalle movenze aggraziate, molto sensibili, dotati di grandissima empatia verso il prossimo e profonda intelligenza che permette loro di apprendere velocemente ogni nozione, lingua o tecnica. Sul loro mondo nativo vengono cacciati da predatori (i Ba'ul un'altra specie senziente tecnologicamente più avanzata) perciò hanno sviluppato la capacità di percepire emotivamente l'avvicinarsi del pericolo e della morte e tale abilità, nonostante siano dotati di forza fisica sovrumana, unita a un carattere remissivo e fatalista ha dato loro la reputazione di codardi.
I Kelpiani appaiono nella serie televisiva Discovery, dove l'ufficiale della USS Discovery NCC-1031, Saru figura essere il primo Kelpiano ad aver abbandonato il suo pianeta natale unendosi alla Flotta Stellare, quando ancora i Kelpiani non hanno sviluppato la propulsione a curvatura né sono entrati a far parte della Federazione. Successivamente i Kelpiani e i Ba'ul formeranno un unico consiglio e si uniranno alla Federazione.

### Kelvani
I Kelvani (in inglese Kelvans) sono una specie aliena originaria del pianeta Kelva, situato nella galassia di Andromeda. Benché siano molto intelligenti e il loro corpo sia dotato di centinaia di tentacoli, non hanno percezione tattile né emozioni. Quando gli scienziati kelvani scoprono che i crescenti livelli di radiazione avrebbero ucciso ogni forma di vita nella loro galassia entro dieci millenni, l'impero kelvano invia varie navi a esplorare le galassie vicine, in vista di una futura colonizzazione. Una di queste navi raggiunge in data stellare 4657 i confini dello spazio Federale.
I Kelvani compaiono nell'episodio Con qualsiasi nome (By Any Other Name, 1968) della seconda stagione della serie classica, dove però compaiono in forma umana e dove i due Kelvani principali vengono interpretati da Warren Stevens (Rojan) e Barbara Bouchet (Kelinda). Appaiono in seguito anche in un episodio della sesta stagione della serie Deep Space Nine, Orfana del tempo (Time's Orphan, 1998).

### Kerkhoviani
I Kerkhoviani (in inglese Kerkhovians) sono un'antica ed evolutissima specie umanoide originaria di una luna del pianeta gioviano Kerkhov, nel sistema Eridani B, nei pressi del sistema vulcaniano. Sparirono nel nulla milioni di anni addietro, lasciando delle rovine sul pianeta.
Nel 2259, l'Enterprise NCC-1701, capitanata da Pike, si trova a indagare su un'anomalia gravimetrica sulla luna, scoprendo che i Kerkhoviani si erano talmente evoluti da essere trascesi a un livello ultradimensionale.
I Kerkhoviani vengono menzionati nell'episodio Sciarada (Charades, 2023) della seconda stagione della serie Strange New Worlds.

### Kes
Vedere Kesprytt.

### Kesprytt
I Kesprytt sono una specie umanoide originaria del pianeta Kesprytt III. I Kesprytt sono divisi in due stati nazione, i Kes e la xenofoba Alleanza Prytt (in inglese Prytt Alliance). I Kes comprendono i tre quarti della popolazione del pianeta. Nel 2370 i Kes chiedono di entrare a far parte della Federazione dei Pianeti Uniti, sebbene sul loro mondo non vi sia un governo unificato. L'ammissione viene ritardata finché i Kes e i Prytt non avranno ricomposto le loro divergenze.
I Kesprytt compaiono nell'episodio Uniti (Attached, 1993) della settima stagione della serie The Next Generation.

### Khom
I Khom sono la fazione "orientale" degli Omegani, del tutto simile agli abitanti della Cina Comunista e con i medesimi principi e cultura. Il loro nome è infatti la contrazione di comunists.
I Khom compaiono nell'episodio della seconda stagione della serie classica, Le parole sacre (The Omega Glory, 1968).

### Khwopiani
I Khwopiani sono una specie anfibia nativa del pianeta paludoso Khwopa. Sono tecnologicamente avanzati e assomigliano a salamandre erette con la pelle blu e branchie sulla testa. Sono una specie pacifica e mite.
I Khwopiani (compresi quelli di un universo parallelo, ostili e aggressivi) appaiono in quattro episodi della serie animata Lower Decks.

### Kiley
I Kiley sono il popolo nativo del pianeta Kiley 279, pianeta che ospita una società pre-curvatura. Il pianeta è diviso in due fazioni in guerra da molti anni, una delle quali è stata in grado di intercettare la tecnologia materia/antimateria della Federazione durante l'apertura di un varco spazio-temporale da parte di Michael Burnham con la tuta dell'Angelo Rosso, e creare con essa un'arma. Christopher Pike ha dovuto così convincerli a non utilizzare l'arma, mostrando loro la distruzione della Terra avvenuta nel corso della terza guerra mondiale durante il XXI secolo e convincendoli così a riappacificarsi. Pike ha quindi proposto ai Kiley di entrare a far parte della Federazione.
I Kiley nell'episodio Strani nuovi mondi (Strange New Worlds, 2022) della prima stagione della serie Strange New Worlds.

### Klaestroniani
I Klaestroniani (in inglese Klaestronians) sono una specie umanoide originaria del pianeta Klaestron IV, nel Quadrante Alpha. Si distinguono dagli Umani per una prominenza ossea che circonda il capo a cui sono unite le cartilagini superiori dei padiglioni auricolari. I Klaestroniani sono membri della Federazione, ma al contempo sono alleati dei Cardassiani. Entrambi i sessi hanno parità di ruolo nella loro società. Nella cultura klaestroniana il tradimento e l'omicidio sono delitti che prevedono la pena di morte. I Klaestroniani possono decidere unilateralmente l'estradizione di un loro ricercato nello spazio della Federazione.
In data stellare 46910.1 (2369), Jadzia Dax viene accusata dalla giustizia klaestroniana di un omicidio del quale si sarebbe reso colpevole il precedente ospite di Dax, Curzon, e per questo lei viene arrestata e processata dalla giustizia di Klaestron IV, rischiando la pena capitale, ma venendo alla fine assolta.
I Klaestroniani compaiono negli episodi della serie Deep Space Nine: Il passato di Dax (Dax, prima stagione, 1993) e Seconda pelle (Second Skin, terza stagione, 1994).

### Klingon

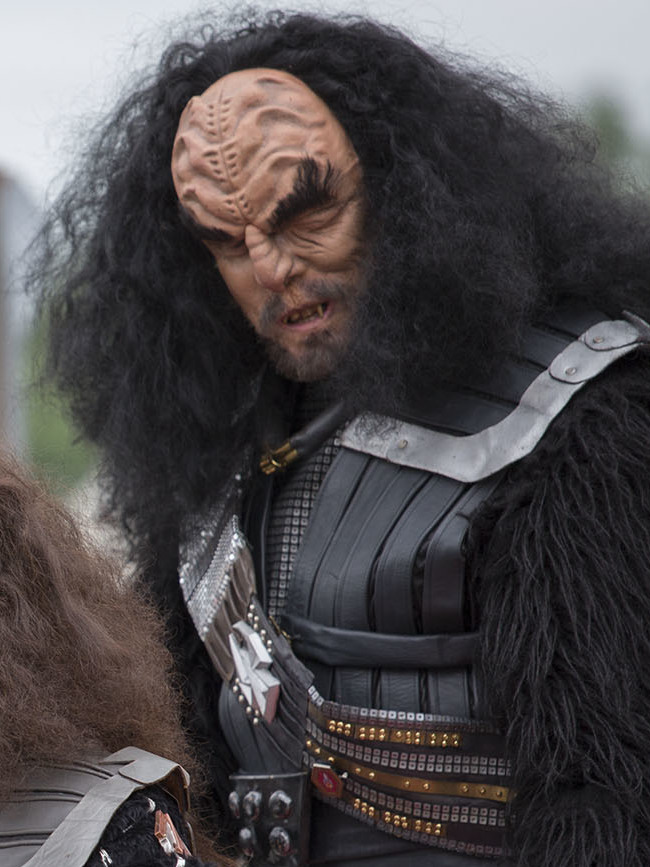
Il generale Martok (J.G. Hertzler), un ufficiale Klingon

I Klingon (in inglese Klingons) sono una specie umanoide originaria del pianeta Qo'noS, nel quadrante Beta. Sono una specie particolarmente aggressiva e tipicamente guerriera, fondatori dell'Impero Klingon, che confina con lo spazio delle Federazione ed è con questi in conflitto, perdurando per oltre un secolo una sorta di Guerra Fredda tra le due entità. Verso la fine del XXIII secolo, tuttavia, un incidente sulla luna Praxis decreta la fine della loro prosperità e i Klingon firmano così un'alleanza con la Federazione durante gli accordi di Khitomer.
Durante l'intero arco di produzione del franchising i Klingon sono la specie che più di ogni altra viene ridefinita nell'aspetto, cambiando radicalmente più volte, cosa che ha causato numerose domande nel fandom cui alcuni episodi hanno cercato di fornire una spiegazione. Inizialmente erano infatti praticamente indistinguibili dagli Umani se non per la pelle più scura e la tipica barba, tanto che Arne Darvin, una spia klingon a bordo della stazione spaziale K-7, si fa tranquillamente passare per un Umano senza dover subire alcun intervento estetico. In seguito, dal film del 1979, assumono un aspetto più alieno, venendo conferito loro un cranio dotato di una cresta ossea che parte dalla fronte e arriva alla nuca, poi trasformata nel corso dei film, fino ad arrivare alla cresta frontale di cui sono dotati nella serie The Next Generation, e denti acuminati. Nella Kelvin Timeline e nella serie Discovery verranno trasformati ulteriormente, divenendo maggiormente alieni e con poco di umanoide.
I Klingon sono una delle specie più popolari e del franchising di Star Trek e presenti praticamente in tutte le serie e in molti film. Nella serie classica rappresentano "il nemico" della Federazione per antonomasia, con personaggi divenuti iconici come Kor, Kang e Koloth, che ritorneranno poi nella serie Deep Space Nine. Nella serie The Next Generation, l'ufficiale tattico e capo della sicurezza dell'Enterprise D Worf appartiene a questa specie. Anche B'Elanna Torres, ufficiale tecnico della nave stellare USS Voyager, presente nella serie Star Trek: Voyager, è per metà Umana e per metà Klingon. Infine anche il personaggio di Ash Tyler, presente nelle prime due stagioni della serie Star Trek: Discovery è in realtà Voq, un Klingon che ha subito delle mutazioni molto invasive per apparire Umano e infiltrarsi nella Flotta Stellare.

### Klowahkan
I Klowahkan sono una specie aviaria/umanoide provenienti dal pianeta Klowahka. Nello stesso modo in cui i Ferengi hanno la fissazione per il profitto, i Klowahkan l'hanno per il cibo: a detta del dottor Migleemo, i 
Klowahkan hanno inventato la propulsione a curvatura unicamente per scoprire nuovi tipi di cucina. La loro stessa lingua si basa su una serie di metafore riguardanti il cibo. I membri più importanti della società klowahkan sono i critici gastronomici.
I Klowahkan compaiono nella serie animata Star Trek: Lower Decks.

### Kobali
I Kobali sono una specie umanoide originaria del Quadrante Delta. Il loro cervello è composto da sei lobi e hanno un sistema circolatorio binario. Il loro metodo di riproduzione è peculiare: per riprodursi i Kobali utilizzano i cadaveri di individui di altre specie, che modificano attraverso un patogeno in grado di riscrivere completamente il loro DNA e riportarli in vita. Tale processo provoca generalmente estese amnesie rispetto alla precedente esistenza, in modo che la transizione risulti meno dolorosa, sebbene alcuni individui mantengano abbastanza ricordi da tentare di riunirsi alla loro specie originaria.
Nel 2375 i Kobali si imbattono nel cadavere del guardiamarina della USS Voyager Lyndsay Ballard, che riportano in vita riscrivendone il DNA e che, divenuta una Kobali, assume il nome di Jhet'leya, ma che conserva memoria della sua passata esistenza.
I Kobali compaiono nell'episodio Cenere alla cenere (Ashes to Ashes, 2000) della sesta stagione della serie Voyager.

### Kobliadiani
I Kobliadiani (in inglese Kobliads) sono una specie umanoide originaria del pianeta Kobliad, nelle vicinanze del sistema bajoriano, nel quadrante Alpha, ma dispersi nei quadranti Alpha, Beta e Delta. Si distinguono dagli Umani per la caratteristica struttura ossea facciale, con una cresta ossea che collega il naso con l'attaccatura dei capelli, sopra la fronte.
Alla fine del XXIV secolo i Kobliadiani sono sull'orlo dell'estinzione e utilizzano deuridio per stabilizzare la propria struttura cellulare e prolungare la durata della loro vita. Alla fine degli anni 2360 la Federazione lavora per fare in modo da fornire loro tale elemento, ma il deuridio rimane comunque insufficiente a soddisfarne la richiesta e così molti Kobliadiani sono costretti a scavare in miniere sotterranee alla ricerca del minerale.
I Kobliadiani compaiono nei tre episodi della serie Deep Space Nine: Il clandestino (The Passenger, prima stagione, 1993), Uno strano Ferengi (Rules of Acquisition, seconda stagione, 1993) e Seconda pelle (Second Skin, terza stagione, 1994); nell'episodio Il tenente Ro (Preemptive Strike, 1994) della settima stagione della serie The Next Generation; nel doppio episodio Forza lavoro (prima e seconda parte — Workforce, 2001) della settima stagione della serie Voyager e nell'episodio Due giorni e due notti (Two Days and Two Nights, 2002) della prima stagione della serie Enterprise.

### Koinoniani
I Koinoniani (in inglese Koinonians) sono una specie composta da due distinte forme di vita, una formata da sola energia, l'altra da materia. I Koinoniani "fisici" hanno distrutto la loro civiltà secoli prima di entrare in contatto con la Federazione, durante una guerra durata numerose generazioni. I Koinoniani "incorporei" erano disgustati da questa guerra e ne sono sopravvissuti.
In data stellare 43198.7 (2366) l'Enterprise D visita le rovine della civiltà koinoniana, stabilendo il primo contatto con i Koinoniani sopravvissuti, caratterizzati da un radicato senso etico.
I Koinoniani compaiono nell'episodio Il vincolo (The Bonding, 1989) della terza stagione della serie The Next Generation.

### Komar
I Komar sono una specie di esseri senzienti composti di energia a base trianica che vivono in una nebulosa di materia oscura nel Quadrante Delta. Si nutrono dell'energia neurale degli esseri fisici degli equipaggi delle navi di passaggio. Possono anche insediarsi nel corpo di esseri fisici senza apportare loro danni permanenti.
I Komar compaiono nell'episodio Intruso a bordo (Cathexis, 1995) della prima stagione della serie Voyager.

### Koropiani
I Koropiani (in inglese Koropians) sono una specie umanoide di un pianeta non specificato. Deanna Troi ricorda come a un suo compleanno la madre Lwaxana fosse improvvisamente scomparsa per riapparire vestita da principessa koropiana su una portantina portata da quattro giovani uomini, esperienza che ha considerato mortificante.
I Koropiani vengono menzionati nella sceneggiatura originale dell'episodio Il prezzo della vita (Cost Of Living, 1992) della quinta stagione della serie The Next Generation. La scena è tuttavia stata eliminata dal montaggio finale, per essere solamente inclusa nelle scene eliminate presenti nell'edizione in Blu-ray della serie.

### Kolarusiani
I Kolarusiani (in inglese Kolarusians) sono una specie umanoide rettiliana originaria del pianeta Kolarus III. Vivono sparsi in varie tribù disseminate sul loro pianeta natale. La loro società si trova agli inizi dell'era industriale. Kolarus III è situato sulla frontiera tra spazio federale e Impero Romulano.
I Kolarusiani compaiono nel film Star Trek - La nemesi (Star Trek: Nemesis, 2002).

### Kraylor
I Kraylor sono una specie umanoide originaria del quadrante Delta. Si distinguono dagli Umani per delle strutture simili a branchie che si estendono dalla parte inferiore delle orecchie, lungo il bordo delle mascelle. Sono inoltre dotati di una piccola cresta sulla parte superiore del naso e hanno una carnagione olivastra.
In data stellare 54274.7 (2377) la USS Voyager effettua il primo contatto con i Kraylor, quando questi si trovano in guerra con gli Annari che nel 2374 avevano imposto un assedio al pianeta dei Kraylor. Per rompere il blocco, i Kraylor hanno messo a punto un dispositivo di occultamento sperimentale. La prima nave dotata di tale tecnologia viene comandata per breve tempo da Harry Kim, che si dimostra determinante per la riuscita del test.
I Kraylor compaiono negli episodi della settima stagione della serie Voyager: La Nightingale (Nightingale, 2000), Il vuoto (The Void, 2001), Forza lavoro (prima e seconda parte — Workforce, 2001).

### Kreetassani
I Kreetassani (in inglese Kretassans) sono una specie umanoide dotati di un'etichetta sociale molto rigida, tanto da avere la fama di rimanere facilmente offesi: per esempio considerano l'atto di mangiare intimo quanto l'accoppiamento. L'Enterprise NX-01 stabilì il primo contatto nel 2151; l'anno successivo, la nave visitò il loro pianeta natale per ottenere un iniettore di plasma. In quest'ultima occasione, il capitano Archer fu costretto a compiere un elaborato rituale di scuse dopo che il suo cane, Porthos, aveva urinato su un albero da loro considerato un tesoro culturale.
I Kretassai appaiono in tre episodi della serie Enterprise: Vox sola (prima stagione, 2002), Una notte in infermeria (A Night in Sickbay, seconda stagione, 2002) e Il settimo (The Seventh, seconda stagione, 2002).

### Krenim
I Krenim sono una specie umanoide originaria del pianeta Krenna nel Quadrante Delta. Si distinguono dagli Umani per delle escrescenze rugose sulle tempie. Sono una specie tecnologicamente avanzata, il cui governo viene chiamato Impero Krenim (in inglese Krenim Imperium), al cui apice è composto da oltre duecento sistemi stellari, novecento pianeti e migliaia di navi con capacità di curvatura sparse su uno spazio di cinquemila parsec.
Menzionati per la prima volta nel 2373 da Kes, che avvisa il capitano Janeway del pericolo rappresentato dai Krenim, vengono incontrati per la prima volta in data stellare 51268.4 (2374), quando sono intenti a utilizzare una tecnologia temporale sviluppata nella seconda metà del XXII secolo in grado di alterare il passato e la utilizzano per eliminare i Rilnar, loro nemici storici. Questo tuttavia porta con sé conseguenze inaspettate, quali la distruzione quasi completa degli stessi Krenim. Annorax, un ufficiale krenim, ossessionato dal ripristinare l'Impero Krenim al suo splendore, utilizza il dispositivo finendo per cancellare intere civiltà, modificando il passato, ma senza mai riuscire a riportare in vita la propria famiglia. La Voyager e i suoi alleati alla fine distrugge la nave di Annorax, annullando tutte le modifiche che erano state apportate alla linea temporale. Nel 2375 alcuni membri dei Krenim vengono assimilati dai Borg.
I Krenim compaiono negli episodi della serie Voyager: Prima e dopo (Before and After, terza stagione, 1997), Un anno d'inferno (prima e seconda parte — Year of Hell, quarta stagione, 1997), Regressione infinita (Infinite Regress, quinta stagione, 1998). I Krenim compaiono inoltre nel videogioco del 2010 Star Trek Online e nel romanzo del 2016 di Kirsten Beyer A Pocket Full of Lies.

### Kressari
I Kressari sono una specie umanoide del Quadrante Alfa. Sono caratterizzati da creste ossee su tutto il viso. Sono specializzati nella produzione e nel trasporto di materiale genetico vegetale.
Nel 2370, durante la crisi bajoriana, che coinvolge i Terroristi del Cerchio alleati con i Cardassiani, i Kressari alimentano il traffico di armi. Il capitano Zef'No del vascello Calondon viene incastrato da Odo che, nascosto sulla nave, riesce a prendere l'impronta di un Gul durante lo scambio delle armi.
I Kressari compaiono in 29 episodi della serie Deep Space Nine, nell'episodio Tsunkatse (Tsunkatse, 2000) della sesta stagione della serie Voyager, e compaiono inoltre nel romanzo di Peter David del 1993 The Siege, romanzato dall'episodio  L'assedio (The Siege, 1993) della seconda stagione della serie Deep Space Nine.

### Kriosiani
I Kriosiani (in inglese Kriosians) sono una specie umanoide originaria del pianeta Krios. I Kriosiani sono molto simili agli Umani, sono alti e snelli e sono caratterizzati da un motivo maculato scuro che corre lungo l'attaccatura dei capelli, il collo e la schiena, similmente ai Trill e ai Valtesi.
Anticamente il vasto Impero Kriosiano era governato dai fratelli Krios e Valt che, entrati in contrasto per amore di una donna, finirono per dividere l'impero in due fazioni, dando vita alle specie rivali Kriosiani e Valtesi. Nel settembre 2152 i Retelliani tentano di rapire la futura monarca di Krios Kaitaama, di ritorno da una missione diplomatica, uccidendo le sue guardie e mettendola in stasi. Quando la capsula inizia a funzionare male, chiedono aiuto all'Enterprise NX-01, che manda a bordo della nave l'ingegnere capo Trip Tucker, che presto scopre l'inganno e viene a sua volta rapito, ma riesce a fuggire con Kaitama a bordo di una capsula di salvataggio, che atterra su un pianeta disabitato. Sul pianeta i due intrecciano una relazione, ma vengono presto soccorsi e Kaitaama fa ritorno al suo pianeta dove verrà incoronata il 16 maggio 2153. Nel 2367 un gruppo di Kriosiani ribelli si trova in lotta contro l'Impero Klingon. Nel 2368 Kamala, la prima donna dotata di poteri empatici nata nel XXIII secolo, allegata per coniugarsi con il Cancelliere Valtese Alrik e stabilire una pace perpetua tra i due popoli, viene fatta oggetto di un tentativo di rapimento da parte dei Ferengi, sventato dal capitano Picard. Kamala si risveglia e si innamora di Picard, che però alla fine la consegna ai Valtesi, come pattuito tra i due popoli.
I Kriosiani compaiono nell'episodio La donna perfetta (The Perfect Mate, 1992) della quinta stagione della serie The Next Generation e nell'episodio Un carico prezioso (Precious Cargo, 2002) della seconda stagione della serie Enterprise.

### Ktariani
Gli Ktariani (in inglese Ktarians) sono una specie umanoide originaria del pianeta Ktaria VII, nel Quadrante Alfa, classificata dai Borg come Specie 6961. Il muscolo cardiaco degli Ktariani ha otto cavità. Su Ktaria VII hanno l'usanza di porre varie pietre nelle tombe e a ogni pietra corrisponde una diversa preghiera. Nelle gravidanze umano-ktariane si può verificare raramente che il bambino cambi posizione e che le pliche esocraniali siano a contatto con la parete uterina, facendo rischiare una emorragia uterina. I bimbi umano-ktariani sviluppano gli incisivi nelle prime 3-4 settimane.
Nel 2368 gli Ktariani tentano di impadronirsi dell'Enterprise D utilizzando un gioco che provoca una dipendenza immediata.
Gli Ktariani compaiono per la prima volta nell'episodio Il gioco (The Game, 1991) della quinta stagione della serie The Next Generation. In seguito compaiono o vengono menzionati in altri episodi delle serie The Next Generation; Deep Space Nine; Voyager, dove è ricorrente il personaggio di Naomi Wildman, una bambina metà Umana e metà Ktariana; Enterprise. Sono inoltre presenti in romanzi non canonici del franchise.

### Kwejian
I Kwejian sono una specie umanoide originaria del pianeta Kwejian. Sono empatici, similmente ai Betazoidi.
Il loro pianeta verrà distrutto dall'Anomalia nel 3190.
I Kwejian compaiono nella serie Discovery a partire dalla terza stagione, in particolare grazie al personaggio di Cleveland Booker (David Ajala), un corriere kwejiano che diverrà il compagno del capitano Michael Burnham (Sonequa Martin-Green). David Ajala darà voce al proprio personaggio inoltre anche nella serie Star Trek Logs e nel videiogioco Star Trek Online.

### Kyrian
I Kyrian sono una specie umanoide originaria del Quadrante Delta. Si distinguono dagli Umani per una piccola increspatura ossea tra le sopracciglia.
Nel 2371 le tensioni tra i Kyrian e i vicini Vaskan portano a una guerra, dopo che la Voyager firma un trattato commerciale con i secondi. La guerra dura a lungo e vede i Kyrian sconfitti. Solo 700 anni dopo, nel XXXI secolo, la loro civiltà si ricostituisce. I loro documenti indicano che la Voyager sarebbe stata una nave da guerra e che avrebbe attaccato e torturato i Kyrian, indicando i suoi membri come spietati e disposti a tutto pur di tornare nel Quadrante Alpha. Tale errata convinzione viene però smentita da una copia del Dottore, rubata nel XXIV secolo dai Kyrian e riattivata nel 3074, che diviene testimone della realtà storica della sua epoca che insegna ai Kyrian del futuro.
I Kyrian compaiono nell'episodio Testimone oculare (Living Witness, 1998) della quarta stagione della serie Voyager.

### Kzin
Vedi Kzinti.

### Kzinti
Gli Kzinti, anche detti Kzin, sono una specie umanoide originaria del pianeta Kzin, nel Quadrante Alpha. Gli Kzinti sono simili a felini, con orecchie che ricordano le ali di pipistrello, e sono particolarmente aggressivi. Il loro mondo ha intrapreso quattro guerre contro gli Umani a partire dal XXI secolo, guerre in cui gli Kzinti sono stati sempre sconfitti. Nonostante ciò si sa molto poco della loro civiltà. Durante queste guerre gli Kzinti hanno avuto modo di assaggiare la carne umana. In opere non canoniche si afferma inoltre che gli Kzinti e i Caitiani abbiano radici comuni, in quanto questi ultimi sarebbero discesi dagli Kzinti, allo stesso modo in cui i Romulani discendono dai Vulcaniani.
Gli Kzinti sono stati creati da Larry Niven nel 1967 per il suo racconto The Soft Weapon, pubblicato all'interno della rivista If del febbraio di quell'anno. In seguito la storia venne adattata per l'episodio L'arma degli Slavers (The Slaver Weapon, prima stagione, 1973) della serie animata di Star Trek. Gli Kzinti appaiono inoltre nell'episodio La trappola del tempo (The Time Trap, prima stagione, 1973) della serie animata e in sei episodi della serie Lower Decks. Vengono inoltre menzionati in altre serie, romanzi non canonici e giochi, tra i quali Star Fleet Battles e Star Fleet Command. Appaiono inoltre nel ciclo di romanzi di Larry Niven dello Spazio conosciuto, protagonisti della serie di racconti The Man-Kzin wars, pubblicati a partire dal 1988, cui ne hanno fatto seguito diversi altri.

## L

### La Gerarchia
Vedi Sorveglianti.

### Lactrani
I Lactrani (in inglese Lactrans) sono dei gasteropodi giganti con una proboscide prensile, di colore arancio a macchie rosse; il loro intelletto è notevolmente superiore di quello degli umanoidi e comunicano tramite telepatia; catturano esemplari non intelligenti di altre specie e li pongono su una sorta di zoo.
Nel 2270 catturarono una squadra federale scientifica che scese in esplorazione sul loro pianeta, ritenendo gli umanoidi non intelligenti, ma grazie a Kirk e Spock capirono che in realtà gli umanoidi erano soltanto meno evoluti di loro di qualche millennio.

### Lanthanitiani
I Lanthanitiani (pronunciato "lantonitiani", in inglese Lanthanites) sono una specie umanoide. Hanno la peculiarità di un'aspettativa di vita lunghissima. I Lanthanitiani sono vissuti, senza rivelarsi, a fianco dei Terrestri per lungo tempo fino alla loro scoperta della propulsione a curvatura, nel XXII secolo.
L'unica Lanthanitiana nota è la tenente comandante della sezione operazioni Pelia, amica di Amanda Grayson, madre umana di Spock, che assume il ruolo di Capo Ingegnere nella USS Enterprise NCC-1701 capitanata da Pike in data stellare 2369.2 (2260).
I Lanthanitiani compaiono nell'episodio Il circolo spezzato (The Broken Circle, 15 giugno 2023) della seconda stagione della serie Strange New Worlds.

### Lapling
Il Lapling è una creatura simile a un uccello terrestre. È caratterizzata da grandi occhi blu composti, pelle marrone e grande bocca. Si credeva estinta, finché, nel 2366, non ne è stato rinvenuto un esemplare nella collezione di Kivas Fajo. Un modello di Lapling è inoltre esposto in un laboratorio di scienze della USS Enterprise D, dove, nel 2368, viene fatta una presentazione per i bambini della scuola della nave stellare sugli animali estinti o in via di estinzione. La creatura è stata inoltre portata a bordo della stazione spaziale Deep Space Nine nel n 2369, in occasione della prima visita del Grande Nagus Zek.
Il Lapling appare negli episodi Il collezionista (The Most Toys, terza stagione, 1990) e L'onda soliton (New Ground, quinta stagione, 1992) della serie The Next Generation. Appare poi nell'episodio Nagus per un giorno (The Nagus, 1993) della prima stagione della serie Deep Space Nine.

### Ledosiani
I Ledosiani (in inglese Ledosians) sono una specie umanoide originaria del pianeta Ledos, nel Quadrante Delta.
Molti secoli prima del 2370, una specie aliena, classificata dai Borg come Specie 312, scoprì che la maggioranza della popolazione del pianeta stava mettendo in pericolo, inquinandone l'habitat, i Ventu, una specie umanoide che abita lo stesso pianeta, antenata biologica dei Ledosiani stessi. Per limitare il danno, la Specie 312 eresse una barriera energetica attorno alla parte del pianeta abitata dai Ventu. Da allora i Ledosiani e i Ventu sono sempre stati separati.
In data stellare 54827.7 (2378) l'arrivo della Voyager disattiva la barriera permettendo ai Ledosiani di entrare in contatto con i Ventu, mettendone però così a rischio la cultura. Per impedire che questo accada, la Voyager ripristina la barriera prima di abbandonare il pianeta.
I Ledosiani compaiono nell'episodio Legge di natura (Natural Law, 2001) della settima stagione della serie Voyager.

### Legarani
I Legarani (in inglese Legarans) sono una specie misteriosa originaria del pianeta Legara IV. I Legariani vivono in pozze di una densa melma vorticosa mantenuta a una temperatura costante di 150 °C e non amano arredi, né ambienti troppo luminosi.
L'ambasciatore Sarek ha cominciato a comunicare con i Legarani nel 2273, per arrivare, dopo 93 anni di preliminari, a un primo contatto tra la Federazione e i Legarani in data stellare 43917.4 (2366). Questo primo incontro tra le due civiltà prende il nome di Conferenza Legarana (in inglese Legaran Conference). Il capitano Jean-Luc Picard ha definito i benefici derivanti da questo accordo "incalcolabili".
I Legarani compaiono nell'episodio Sarek (1990) della terza stagione della serie The Next Generation.

### Leyron
I Leyron (in inglese Leyrons) sono una specie umanoide originaria del pianeta Malcus IX. Sono del tutto simile agli umani. Nella loro cultura la lingua scritta ha preceduto quella parlata, rappresentando l'unica eccezione alla regola conosciuta dalla Federazione, secondo cui la maggior parte delle cultura sviluppa un linguaggio parlato o gestuale prima di quello scritto.
I Leyron compaiono nell'episodio Rumoroso come un sussurro (Loud As A Whisper, 1989) della seconda stagione della serie The Next Generation, e vengono menzionati nell'episodio Il virus (Macrocosm, 1996) della terza stagione della serie Voyager.

### Ligoniani
I Ligoniani (in inglese Ligonians) sono una specie umanoide, del tutto simile agli Umani, originaria del pianeta Ligon II. I Ligoniani hanno un fisico possente e muscoloso, dalle pelle scura. La loro cultura ricorda quella del Giappone feudale o della Cina della dinastia Song del XIII secolo, essendo la loro società regolata da rigidi codici d'onore, dimostrando grande rispetto per la pazienza ed essendo appassionati alle esibizioni rituali. Nella loro società sono le donne a possedere la terra e quindi a trasmettere il potere agli uomini che scelgono per proteggerla. Secondo la guida non canonica Star Trek: The Next Generation. First Year Sourcebook, pubblicata da FASA Games nel 1989, i Ligoniani vivono fino a 94 anni.
I loro contatti con la federazione risalgono almeno agli anni 2320.
La specie venne originalmente concepita dagli sceneggiatori Kathryn Powers e Michael Baron, che prevedeva fossero simili a rettili, si chiamassero Tellisiani (in inglese Tellisians) e la loro cultura fosse simile a quella dei samurai giapponesi. Alcuni componenti del cast, tra cui Tracy Tormé e Jonathan Frakes, hanno protestato in merito alla scelta di rappresentare i Ligoniani con solo attori afroamericani, ritenendola razzista, poiché rappresentati in ruoli tribali stereotipati.
I Ligoniani compaiono nell'episodio Codice d'onore (Code of Honor, 1987) della prima stagione della serie The Next Generation. Compaiono inoltre nella serie di racconti Star Trek: Starfleet Corps of Engineers, creati da Keith R.A. DeCandido e John J. Ordover nel 2000 e pubblicati da Pocket Books.

### Lissepiani
I Lissepiani (in inglese Lissepians) sono una specie umanoide originaria del pianeta Lissepia. La loro è una civiltà tecnologicamente evoluta.
Mediatori dei Cardassiani, nel 2370 sono coinvolti nel traffico d'armi da parte di questi ultimi nella Zona smilitarizzata. Nel 2372 un Lissepiano vende a Quark un programma olografico che avrebbe permesso al Ferengi di utilizzare nel suo bar dei camerieri olografici durante lo sciopero dei suoi impiegati.
I Lissepiani compaiono in alcuni episodi della serie Deep Space Nine, a cominciare da La rivolta (prima parte) - Il prigioniero (The Homecoming, seconda stagione, 1993).

### Lo Sciame
Vedi Specie dello Sciame.

### Loque'que
I Loque'eque sono una specie umanoide della Distesa Delfica che diversi secoli prima del XXII secolo ha iniziato a contrarre una malattia che ha reso la popolazione sterile. Per contrastare la malattia hanno creato un virus che riscrive il DNA di altre specie, rendendo gli infettati dei Loque'que. Nel 2153, quando l'Enterprise NX-01 incappa nel loro pianeta, dove i Loque'que erano ormai estinti, ma il virus continua a infestare il pianeta.
La specie è presente nell'episodio Estinzione (Extinction, 2003) della terza stagione della serie Enterprise.

### Lumeriani
I Lumeriani (in inglese Lumerians) sono una specie umanoide empatica, ma solamente con altri membri della stessa specie. Si distinguono dagli Umani solamente per alcune macchie di colore marrone chiaro sulla sommità della fronte.
Appartengono a questa specie l'ambasciatore Ves Alkar e Liva, che fanno visita all'Enterprise D in data stellare 46071.6 (2369).
I Lumeriani compaiono nell'episodio Il prezzo della pace (Man Of The People, 1992) della sesta stagione della serie The Next Generation.

### Luriani
I Luriani (in inglese Lurians) sono una specie umanoide originaria del pianeta Luria. Escono raramente fuori dalla regione della Nebulosa di Ionite. I Luriani hanno una corporatura robusta e sono alti mediamente attorno ai due metri. Hanno la pelle grigiastra o marrone chiaro, le teste strette e allungate, bocche larghe, nasi sporgenti e occhi piccoli e infossati e sono privi di capelli. Sono dotati di più cuori, quattro polmoni e due stomaci, il che li rende maggiormente resistenti rispetto ad altre specie. Se necessario, sono anche in grado di immagazzinare liquidi nel loro stomaco per molti anni. Sono soliti dormire in una vasca ricolma di fango.
I Luriani compaiono nelle serie The Next Generation, Deep Space Nine, Voyager, Discovery, Lower Decks e Prodigy. Compaiono inoltre nel romanzo di Cliff Nielsen Prophecy and Change. In particolare il personaggio ricorrente Morn, che appare in 93 episodi della serie Deep Space Nine, appartiene a questa specie. Morn è uno dei clienti abituali del bar di Quark, sulla passeggiata della stazione spaziale Deep Space Nine. Morn è inoltre al centro dell'episodio Chi piange per Morn? (Who Mourns for Morn?, 1998) della sesta stagione della stessa serie. Il personaggio appare inoltre in singoli episodi delle serie The Next Generation, Voyager e Lower Decks.

### Lyaarani
I Lyaarani (in inglese Lyaarans) sono una specie umanoide originaria del pianeta Lyar. I Lyaarani si riproducono attraverso una composizione post-cellulare: nascono all'interno di baccelli, dai quali emergono adulti completamente sviluppati. Il loro cibo è costituito da integratori insapori con la sola funzione del sostentamento di base. I Lyaarani non hanno familiarità con il piacere, l'antagonismo e l'amore, tipici invece degli Umani, cose dalle quali sono incuriositi.
I Lyaarani compaiono nell'episodio Diplomazia spaziale (Liaisons, 1993) della settima stagione della serie The Next Generation.

### Lysiani
I Lysiani (in inglese Lysians) sono una specie umanoide originaria del pianeta Lysia, anche detto Stella dell'Alleanza Lysiana. I Lysiani, che formano l'Alleanza Lysiana, sono da secoli in guerra con i Satarrani.
In data stellare 45494.2 (2368) un Lysiano infiltrato come primo ufficiale, Kieran MacDuff, a bordo dell'Enterprise D, altera la memoria dell'equipaggio della nave stellare della Federazione e ne altera i registri, per fare in modo che l'astronave distrugga il quartier generale satarrano e ponga fine alla lunga guerra che vede contrapposte le due specie.
I Lysiani compaiono nell'episodio Amnesia (Conundrum, 1992) della quinta stagione della serie The Next Generation.

## M

### Majalani
I Majalani (in inglese Majalans) sono una specie umanoide originaria del pianeta Majalis nel sistema stellare Majalan, che si trova ai confini dello spazio della Federazione.
I Majalani compaiono nell'episodio Portaci dove la sofferenza non arriva (Lift Us Where Suffering Cannot Reach, 2022) della prima stagione della serie Strange New Worlds.

### Malcoriani
I Malcoriani (in inglese Malcorians) sono una specie umanoide originaria del pianeta Malcor III. Si distinguono dagli Umani per una cresta cranica, non molto dissimile da quella dei Klingon, in cui si aprono cavità olfattive. Le loro mani e i loro piedi sono inoltre palmati. Internamente, inoltre, risultano dotati di un tratto digestivo più alto, posizionato dove sarebbe il cuore umano, e un numero maggiore di costole. Così come gli Umani, i Malcoriani possono avere varie tonalità di pelle. La tecnologia malcoriana si avvicina a quella della Terra del tardo XX secolo, mentre la loro ideologia prevede un acceso etnocentrismo, credendo il loro pianeta al centro dell'universo.
Nel 2367 i Malcoriani vengono visitati dall'Enterprise D capitanata da Jean-Luc Picard. Tuttavia il cancelliere malcoriano Avel Durken chiede alla Federazione di attendere ulteriori sviluppi della loro cultura, prima visitare nuovamente Malcor III.
I Malcoriani appaiono nell'episodio Primo contatto (First Contact, 1991) della quarta stagione della serie The Next Generation.

### Malon
I Malon sono una specie umanoide originaria del Quadrante Delta. Sebbene siano tecnologicamente avanzati, non hanno le conoscenze per smaltire i loro rifiuti tossici, perché emettono radiazioni, di antimateria, rendendo necessario scaricarli in altri sistemi stellari. Nel loro mondo l'industria dello smaltimento dei rifiuti è diventata talmente profittevole da ostacolare la ricerca di tecnologie meno inquinanti.
I Malon compaiono negli episodi della quinta stagione della serie Voyager: Il nulla (Night, 1998), Rischio estremo (Extreme Risk, 1998), Il pensatoio (Think Thank, 1999) e Il Vihaar (Juggernaut, 1999).

### Maluriani
I Maluriani (in inglese Malurians) sono una civiltà originaria del pianeta Maluria con circa quattro miliardi di esseri viventi.
Nel 2151 alcuni membri di questa specie, probabilmente contrabbandieri o comunque criminali, costruiscono un impianto di estrazione illegale sul pianeta natale degli Akaali, una società preindustriale, che però ne inquina le falde acquifere, uccidendo molte persone. Vengono fermati dall'equipaggio dell'Enterprise NX-01, capitanata da Jonathan Archer. Dopo che Archer ne stordisce uno a questo quasi viene via la maschera, in parte scoprendo un viso con la pelle a scaglie, facendo quindi presumere che i Maluriani siano una specie rettile o simile. I Maluriani, circa un secolo dopo, vengono sterminati dalla sonda spaziale terrestre Nomad.
I Maluriani vengono menzionati nell'episodio della seconda stagione della serie classica La sfida (The Changeling, 1967) e appaiono nell'episodio Una questione di civiltà (Civilization, 2001) della prima stagione della serie Enterprise.

### Mammut algoriano
Il mammut algoriano (in inglese Algorian Mammoth) è un grande mammifero lanoso originario del pianeta Algoria o Algor, a seconda delle fonti. Secondo fonti non canoniche, sarebbe alto quattro metri e sarebbe dotato di orecchie appuntite, peduncoli oculari e un muso non prensile. Gli antichi Algoriani lo avrebbero allevato per la sua carne e la sua lana.
Garak ha affermato, in presenza del dottor Bashir, di aver assorbito in un'occasione 30cc di un anestetico in grado di mettere fuori combattimento tale animale.
Il mammut algoriano viene nominato nell'episodio Il mistero di Garak (The Wire, 1994) della seconda stagione della serie Deep Space Nine.

### Mari
I Mari sono una specie umanoide telepatica originaria del Quadrante Delta, del tutto simile agli Umani. A causa dell'alto grado di criminalità, provocato anche dalla possibilità di trasmissione degli istinti violenti da una persona all'altra, i Mari hanno dichiarato illegale qualsiasi pensiero violento. Chi viola questa legge, subisce come pena la ristrutturazione del cervello. Questa soluzione, sebbene abbia fatto calare quasi a zero il tasso di criminalità, ha anche portato alla nascita di un fiorente mercato illegale di immagini violente.
I Mari compaiono nell'episodio Pensiero violento (Random Thoughts, 1997) della quarta stagione della serie Voyager.

### Marijniani
I Marijniani (in inglese Marijnians) sono una specie subspaziale telepatica che vive nelle profondità del gigante gassoso Marijne VII. I Marijniani, poiché originari del subspazio, appaiono agli Umani come delle fiammelle che fluttuano nello spazio.
Nel 2370 molti Marijniani rimangono intrappolati a bordo dell'Enterprise D e perciò hanno la necessità di comunicare con gli Umani. Tuttavia il loro modo di comunicare, accedendo direttamente ai pensieri degli esseri umani, si rivela mortale. Di conseguenza i Marijniani sono costretti ad assumere una forma umanoide, imitando una persona familiare al loro interlocutore, così da poter interagire con lui. Riescono in questo modo a comunicare con Geordi La Forge, che li aiuta a far ritorno al loro pianeta natale.
I Marijniani compaiono nell'episodio L'interfaccia (Interface, 1993) della settima stagione della serie The Next Generation.

### Mariposani
I Mariposani (in inglese Mariposans) sono un gruppo di cloni umani di cinque scienziati terrestri che hanno creato la colonia Mariposa nel settore Ficus, la cui esistenza è stata rivelata alla Federazione solo nel 2365 dai vicini Bringloidi. Discendono tutti da cinque scienziati della nave stellare SS Mariposa NAR-7678. Mentre una parte dei sopravvissuti del Mariposa, denominati Bringloidi, ha formato una colonia sul pianeta Bringloid, un selezionato gruppo di scienziati hanno invece scelto una differente destinazione, giungendo a replicare sé stessi per generazioni tramite la clonazione, trovando ripugnante la riproduzione sessuale. Ciò, tuttavia, ha portato a una progressiva degradazione del DNA, costringendoli in data stellare 42823.2 (2365) a modificare tale pregiudizio e accoppiarsi con i loro vicini coloni Bringloidi.
I Mariposani compaiono nell'episodio L'avventura del Mariposa (Up The Long Ladder, 1989) della seconda stagione della serie The Next Generation.

### Mazariti
I Mazariti (in inglese Mazarites) sono una specie umanoide che nel 2152 presenta un livello tecnologico paragonabile a quello della Flotta Stellare terrestre, sebbene le loro navi possano raggiungere velocità maggiori di quelle umane. Nel 2152 l'ambasciatrice vulcaniana V'Lar aiuta il governo mazarita a portare alla luce un'organizzazione criminale infiltrata in molti livelli del governo.
I Mazariti compaiono nell'episodio La caduta di un eroe (Fallen Hero, 2002) della prima stagione della serie Enterprise.

### Medusani
I Medusani (in inglese Medusans) sono una specie intelligente non corporea, le cui menti sono considerate tra le più brillanti delle specie conosciute. Il sistema sensorio dei Medusani è completamente diverso da quello delle più comuni specie senzienti; la loro abilità nell'orientarsi nel subspazio li rende ottimi navigatori stellari. I Medusani, se guardati direttamente senza uno speciale schermo protettivo, possono portare alla pazzia molti esseri.
Un Medusano è protagonista dell'episodio della terza stagione della serie classica La bellezza è verità? (Is There in Truth no Beauty?, 1968). Anche il personaggio Zero, della serie animata Star Trek: Prodigy, è un Medusano e per evitare ai propri compagni di subire i danni cerebrali dovuti all'esposizione al suo vero aspetto, ha costruito un "corpo" robotico con il quale interagire con il mondo esterno.

### Megariti
I Megariti (in inglese Megarites) sono una specie umanoide subacquea che viene incontrata dalla Federazione nel XXIII secolo.
I Megariniti compaiono nel film Star Trek (Star Trek: The Motion Picture) del 1979.

### Melkotiani
I Melkotiani (in inglese Melkotians o Melkots) sono una specie aliena telepate priva di corpo, che appare sotto forma di energia con l'aspetto di una testa con due occhi costituiti da due punti luminosi. I Melkotiani hanno circondato il loro territorio con boe di segnalazione che ingiungono a non superare i confini dei loro territori.
La Federazione contatta i Melkotiani nel 2268 riuscendo ad aprire relazione diplomatiche con questa specie.
I Melkotiani compaiono nell'episodio Lo spettro di una pistola (Spectre of the Gun, 1968) della terza stagione della serie classica.

### Melthusiani
I Melthusiani (in inglese Melthusians) sono una specie aliena cui appartiene il capitano Bela Tyken, il primo a incontrare un'anomalia spaziale che in seguito avrebbe assunto il nome di Tyken's Rift in suo onore.
I Melthusiani vengono menzionati nell'episodio Terrori notturni (Night Terrors, 1991) della quarta stagione della serie The Next Generation.

### Menk
I Menk sono, insieme ai Valakian, una delle due specie umanoidi del pianeta Valakis. Nel 2151 i Menk sono meno evoluti dei Valakian, i quali li trattano benevolmente, ma da esseri inferiori. Secondo le analisi di Phlox, i Menk sarebbero stati prossimi a un salto evolutivo che li avrebbe potuti rendere la specie dominante del pianeta.
I Menk compaiono nell'episodio Caro dottore (Dear Doctor, 2002) della prima stagione della serie Enterprise.

### Menthar
Vedi Menthariani.

### Menthariani
I Menthariani (in inglese Menthars) o Menthar sono una specie aliena estinta originaria del pianeta Orelious IX. Più di mille anni prima del XXIV secolo, i Menthariani hanno combattuto una devastante guerra contro i Promelliani che ha distrutto il loro pianeta ed estinto entrambe le specie. Di loro sono particolarmente rimaste celebri le tattiche di battaglia, che vengono paragonate a quelle di Napoleone Bonaparte.
I Menthariani vengono menzionati negli episodi della serie The Next Generation: Trappola spaziale (Booby Trap, terza stagione, 1989) e Il figlio della galassia (Galaxy's Child, quarta stagione, 1991).

### Metron
I Metron (in inglese Metrons) sono una specie dall'apparenza umanoide, estremamente avanzata, che risiedono sul pianeta Cestus III. I Metron sono di origine ignota e dotati di poteri mentali.
In data stellare 3045.6 (2267), i Metron intervengono nella lotta tra il capitano Kirk e il Gorn sul pianeta Cestus III. Positivamente colpiti dalla pietà dimostrata dal capitano dell'Enterprise nei confronti del suo avversario, indicano che, forse dopo un migliaio di anni, potrebbero essere pronti per entrare in contatto con la Federazione.
I Metron compaiono nell'episodio della prima stagione della serie classica Arena (Arena, 1967).

### Microcervelli
Vedi Velarani.

### Mikulak
I Mikulak (in inglese Mikulaks) sono una specie originaria del Quadrante Alpha o Beta. Utilizzano ancora l'Invidium, una sostanza altamente instabile e potenzialmente dannosa per i sistemi di una nave stellare, nei loro campi di contenimento medico.
In data stellare 43807.4 (2366), l'Enterprise D si trova a dover trasferire alcuni campioni di tessuto donati dai Mikulak a Nahmi IV, per essere utilizzati contro un focolaio di febbre Correllium. Tuttavia un contenitore di Invidium viene danneggiato e la conseguente fuoriuscita del materiale contamina i sistemi della nave e la mette a serio rischio, costringendola successivamente a un fermo presso la base stellare 121 per una completa decontaminazione.
I Mikulak vengono menzionati nell'episodio Illusione o realtà? (Hollow Pursuits, 1990) della terza stagione della serie The Next Generation.

### Minosiani
I Minosiani (in inglese Minosians) sono una specie umanoide del tutto simile agli Umani, originaria del pianeta Minos. I Minosiani formavano una fiorente civiltà tecnologicamente avanzata, acquisendo prestigio quali mercanti di armi durante le Guerre Ersalrope, fornendo l'arma chiamata Echo Papa 607, venduta con lo slogan "Pace attraverso una potenza di fuoco superiore". Furono tuttavia distrutti dalla loro stessa arma quando questa andò fuori controllo.
In data stellare 41798.2 (2364) la loro arma superstite è responsabile della distruzione della USS Drake e dell'attacco alla USS Enterprise D.
I Minosiani compaiono nell'episodio L'arsenale della libertà (The Arsenal of Freedom, 1988) della prima stagione della serie The Next Generation.

### Mintakiani
I Mintakiani (in inglese Mintakans) sono una specie umanoide vulcaniana originaria del pianeta Mintaka III. La civiltà mintakiana si trova tecnologicamente all'età del bronzo.
Anticamente i Mintakano erano particolarmente superstiziosi e credevano che gli spiriti dei morti perseguitassero i vivi, credevano in esseri soprannaturali e che le stelle controllassero il loro destino. Tuttavia, millenni prima del 2366, nonostante la loro civiltà non sia avanzata tecnologicamente, la loro cultura si è evoluta divenendo altamente empirica e rifiutando le antiche superstizioni.
In data stellare 43173.5 (2366), una squadra antropologica della Federazione che sta studiando i Mintakiani, li espone involontariamente al contatto con l'avanzata tecnologia del XXIV secolo. La USS Enterprise D, intervenuta per porre rimedio alla situazione, involontariamente invece la peggiora, favorendo il ritorno alle antiche superstizioni presso i Mintakiani e la loro credenza che il capitano Jean-Luc Picard sia il "Soprintendente", una delle loro divinità. Pur contravvenendo alla Prima Direttiva, Picard si vede così costretto a rapire la leader locale Nuria, per farle comprendere che non si tratta di divinità, ma di altre specie provenienti da mondi lontani.
Nell'universo dello specchio, qualche tempo prima del 2257, l'imperatrice Philippa Georgiou e il capitano Sylvia Tilly si vantano di aver completamente distrutto il pianeta Mintaka III.
I Mintakiani compaiono nell'episodio Prima direttiva (Who Watches The Watchers, 1989) della terza stagione della serie The Next Generation. Vengono inoltre nominati nel successivo episodio della stessa serie Questione di lealtà (Allegiance, 1990) e nell'episodio Mi prenderai per mano? (Will You Take My Hand?, 2018) della prima stagione della serie Discovery.

### Miradorn
I Miradorn sono una specie umanoide originaria del quadrante Gamma. Sono caratterizzati dalla pelle biancastra, l'attaccatura dei capelli è alta, ma con una punta di capelli che attraversa il centro della fronte per arrivare al centro delle sopracciglia. La loro società si basa sulla poligamia e sul loro pianeta ogni crimine, anche il più lieve, è considerato grave. Inoltre i gemelli hanno un legame emotivo strettissimo, tanto che se uno muore, l'altro è condannato a vivere una vita a metà.
I Miradorn compaiono negli episodi della serie Deep Space Nine: La chiave vivente (Vortex, prima stagione, 1993) e Chiamata alle armi (Call to Arms, quinta stagione, 1997).

### Mizariani
I Mizariani (in inglese Mizarians) sono una specie umanoide originaria del pianeta Mizar II. La loro pelle si presenta biancastra e solcata da linee verticali. I Mizariani sono generalmente glabri, tranne alcuni, come Malvus, che presentano barba e baffi. Sono molto intelligenti e di indole pacifista, talmente inconciliabile con la violenza da essersi lasciati conquistare sei volte negli ultimi trecento anni, prima del XXIV secolo.
I Mizariani compaiono per la prima volta nell'episodio Questione di lealtà (Allegiance, terza stagione, 1990) della serie The Next Generation, e in seguito negli episodi Il rapimento (Ménage à Troi, terza stagione, 1990) e Il peso del comando (prima parte) (Chain Of Command, Part I, sesta stagione, 1992). In seguito compaiono anche nel film Generazioni (Star Trek: Generations, 1994) e nell'episodio La vergogna dei Doopler (An Embarrassment Of Dooplers, 2021) della seconda stagione della serie Lower Decks.

### Mokra
Vedi Alsauriani e Mokra.

### Moneani
I Moneani (in inglese Moneans) sono una specie umanoide che vive su di un pianeta interamente coperto d'acqua nel Quadrante Delta. I Moneani vivono all'interno di moduli abitativi, dedicandosi all'estrazione di cibo e ossigeno dalle profondità marine.
I Moneani, originalmente provenienti da un altro pianeta, nel corso del XXI secolo scoprono un planetoide costituito da un unico oceano, costruito migliaia di anni prima da un'altra specie, sul quale decidono di trasferirsi. In seguito, il planetoide inizia a destabilizzarsi. All'arrivo della USS Voyager in data stellare 52179.4 (2375), scoperto che le cause della destabilizzazione del pianeta sono dovute all'attività industriale dei Moneani, Tom Paris decide di violare la prima direttiva per aiutarli, finendo degradato da sottotenente a guardiamarina.
I Moneani compaiono nell'episodio Trenta giorni (Thirty Days, 1998) della quinta stagione della serie Voyager.

### Moropa
I Moropa sono una specie originaria del Quadrante Alpha.
Nel 2366 stipulano una difficile tregua con i Boliani e vengono sospettati di aver rapito il capitano Picard, ma vengono subito scagionati perché la tecnologia utilizzata per il rapimento non somiglia alla loro.
I Moropa vengono menzionati nell'episodio Questione di lealtà (Allegiance, 1990) della terza stagione della serie The Next Generation.

### Mugato
I Mugato sono una specie animale aliena originaria del pianeta Neural. Sono dei grossi carnivori delle dimensioni di un orso terrestre. Sono ricoperti da una folta pelliccia bianca e hanno un corno sulla testa, simile a quello del rinoceronte, e sulla schiena. Il loro morso è velenoso e provoca la morte entro breve tempo. L'unica cura contro il morso di un Mugato è nota agli stregoni indigeni detti Kanatu, che usano il loro sangue e una particolare radice per annientare gli effetti del veleno. Questa operazione, però, crea un forte legame tra il Kanatu e il suo paziente, molto simile a una pozione d'amore.
I Mugato compaiono nell'episodio Guerra privata (A Private Little War, 1968) della seconda stagione della serie classica.

### Mutaforma
Nel franchise di Star Trek sono presenti numerose specie Mutaforma (in inglese Shapeshifters) o Cambianti (in inglese Changelings) fin dalla serie classica.
- Gli Allosomorfi sono una specie umanoide in grado di mutare forma che compare nella serie The Next Generation.
- Il connestabile Odo, che compare nella serie Deep Space Nine, appartiene alla specie mutaforma dei Fondatori, che governa il Dominio.
- Gli Ofidiani, che compaiono nella serie The Next Generation, sono mutaforma.
- Gli Spettri sono una specie mutaforma cacciata dagli Eska che compare nella serie Enterprise.
- Malia, che appare nel film Rotta verso l'ignoto, è una mutaforma della specie dei Camaleontidi.

### Myleani
I Myleani (in inglese Myleans) sono una specie umanoide originaria del Quadrante Delta. Occupano una regione di spazio nelle vicinanze del pianeta Talax. I Myleani hanno ghiandole sudoripare ben sviluppate, non hanno alcuna papilla gustativa, la loro colonna vertebrale è fusa e sono intolleranti alla luce intensa a causa delle loro pupille che si presentano particolarmente dilatate. Occasionalmente si incrociano con i Talassiani.
Il bisnonno di Neelix era un Myleano: infatti nel 2374 i suoi geni myleani vengono stimolati a causa di un esperimento medico dei Srivani.

## N

### Na'kuhl
I Na'kuhl sono una specie umanoide originaria del XXIX secolo, ma il loro pianeta di origine è sconosciuto. Si presentano con la carnagione pallida, le facce ossute, i lineamenti simili a quelli di un pipistrello, con gli occhi rossi e le teste calve. Il loro sangue è di colore giallastro. I Na'kuhl rappresentano una delle fazioni coinvolte nella Guerra fredda temporale. Sono guidati da Vosk e hanno rifiutato gli accordi temporali, ritenendo di avere il diritto di sfruttare i viaggi nel tempo per ottenere dei vantaggi. Tornando nel passato, hanno tentato di impedire lo sviluppo dei Sulibani, ma il loro tentativo è stato sventato dagli agenti temporali della fazione di Daniels.
A un certo punto vengono sconfitti dalla fazione di Daniels, per cui si rifugiano sulla Terra nel 1944, in una linea temporale alternativa creata da molteplici incursioni temporali di diverse fazioni. In questo passato alternativo, Lenin è stato assassinato prima di prendere il potere e i nazisti hanno conquistato la costa orientale degli Stati Uniti d'America nel corso della seconda guerra mondiale. Vosk si allea con i nazisti, promettendo armi e tecnologie in cambio di risorse e materiali per costruire un condotto temporale per ritornare nel futuro e attaccare la fazione di Daniels. Per evitare ciò, Daniels trasporta l'Enterprise NX-01 in questa linea temporale. L'astronave riesce a distruggere il condotto mediante un bombardamento con i cannoni a phaser. Vosk muore, la linea temporale viene ripristinata e la Guerra fredda temporale si conclude.
I Na'kuhl sono presenti nella quarta stagione della serie televisiva Star Trek: Enterprise.

### Nacene
I Nacene, comunemente conosciuti come Custodi (in inglese Caretakers), sono una Forma di vita sporocistica, costituita da pura energia, proveniente da un'altra galassia. Sono un popolo di esploratori dotati di un'avanzata tecnologia. Sono capaci di proiettare illusioni simili a proiezioni olografiche e di manipolare la materia su vast scala.
Nel XIV secolo una loro spedizione giunge nella Via Lattea, devastando per errore il pianeta degli Ocampa. Per rimediare, costruiscono per loro un ambiente artificiale, lasciando due di loro, il Custode (in inglese Caretaker) e Suspiria, a prendersi cura di loro. La loro aspettativa di vita è molto lunga: il Custode muore nel 2371, mille anni dopo il suo arrivo nella galassia, mentre nello stesso anno Suspiria è ancora viva.
I Nacene compaiono negli episodi della serie Voyager: Dall'altra parte dell'universo, prima e seconda parte (Caretaker: Part 1 e Part 2, prima stagione, 1995), Il potere della mente (Cold Fire, seconda stagione, 1995) e Cospirazione sulla Voyager (The Voyager Conspiracy, sesta stagione, 1999).

### Nakan
I Nakan sono una specie umanoide che ha colonizzato il pianeta Tarkis, nel Quadrante Delta. Sono molto simili agli umani, eccetto delle creste ossee che circondano gli occhi.
I coloni di Tarkis sono stati accidentalmente massacrati da militari che dovevano obbligarli al trasferimento. Per fare in modo che ciò non vada dimenticato, viene costruito un memoriale, uno strumento che, attraverso la trasmissione di impulsi neurogenici, costringe chi passa nei pressi del pianeta a rivivere il massacro dalla parte dei carnefici.
I Nakan compaiono nell'episodio In memoria (Memorial, 2000) della sesta stagione della serie Voyager. 

### Naniti
I Naniti (in inglese Nanites) sono delle microscopiche forme di vita artificiale create dagli Umani o da altri specie per i più diversi scopi, ma principalmente medico, diagnostico o meccanico. La nanotecnologia viene utilizzata in particolare da Borg, che ne fanno un ampio uso sia per autoripararsi che per creare altri droni, iniettando in altri esseri viventi dei nanorobot attraverso una sonda. I Naniti appaiono per la prima volta nell'episodio Evoluzione (Evolution, 1989) della terza stagione della serie The Next Generation. In seguito appaiono in diverse altre serie, tra cui Deep Space Nine, Voyager, Discovery. In relazione ai Borg sono inoltre presenti nel film Primo contatto (Star Trek: First Contact, 1996). Appaiono inoltre nel romanzo Vendetta di Peter David.
Nel 2257 Controllo utilizza dei Naniti per impossessarsi dei corpi di Leland e di Kamran Gant. Spock scopre che tali Naniti sono costituiti di materiale ferromagnetico, in tal modo vulnerabili a una calamita, in grado di neutralizzarli. Philippa Georgiou in seguito li utilizza per neutralizzare Controllo costringendo Leland nella cabina di pilotaggio del motore a microspore e poi magnetizzandolo, riuscendo così a estrarre i naniti dal suo corpo, uccidendolo.
In data stellare 43125.8 (2366), una coltura di Naniti, creata sulla Terra per essere utilizzata in campo medico, sviluppa una forma di intelligenza a seguito di un esperimento scolastico condotto dal giovane guardiamarina Wesley Crusher. In seguito i Naniti prendono il controllo dei computer dell'Enterprise D e, divenuti completamente senzienti, si dimostrano in grado di interagire con altre forme di vita. Interfacciandosi con il comandante Data, comunicano infine con l'equipaggio, dopodiché viene loro concesso di trasferirsi sul pianeta Kavis Alfa IV, dove fondare una propria colonia indipendente.
Verso la fine del 2366, durante l'attacco alla Federazione da parte dei Borg, la dottoressa Beverly Crusher suggerisce di utilizzare i Naniti per neutralizzare i Borg, ma l'arma non viene costruita, perché necessarie diverse settimane di sviluppo e la Federazione avrebbe rischiato di diventare parte del collettivo Borg, nel frattempo.
Nel 2369 il dottor Julian Bashir scopre delle similitudini tra i Naniti e dei microbi artificiali che resuscitano Ennis e Nol-Ennis su una luna nel Quadrante Gamma.
Il Dottore, il medico olografico d'emergenza della USS Voyager, utilizza i Naniti per riconoscere modelli di DNA insoliti: nel 2372 li utilizza infatti per identificare il DNA betazoide di Lon Suder nella ferita mortale alla testa di Frank Darwin.
In data stellare 59393.7 un cluster di Naniti infesta la nave da crociera Duchessa Cosmica: l'equipaggio della USS Cerritos dovrà occuparsi del problema.

### Napeani
I Napeani (in inglese Napeans) sono una specie umanoide parzialmente empatica.
I Napeani compaiono nell'episodio Echi mentali (Eye of the Beholder, 1994) della settima stagione della serie Enterprise, dove è in parte Napeano il personaggio del tenente Daniel Kwan.

### Nasari
I Nasari sono una specie umanoide originaria del Quadrante Delta. Hanno la pelle blu, non hanno capelli e hanno increspature ossee che percorrono tutta la testa.
Sono in guerra con i Taresiani, e, sebbene amichevoli nei confronti delle altre specie, attaccano qualsiasi nave taresiana o che trasporti dei Taresiani o individui che stanno diventando Taresiani a causa del sistema di riproduzione di questi ultimi, che infettano altre specie facendo in modo che diventino Taresiane.
I Nasari compaiono nell'episodio Il gioco della mantide (Favorite Son, 1997) della terza stagione della serie Voyager.

### Nativi di Angel I
I Nativi di Angel I (in inglese Angel I Natives) sono una specie umanoide originaria del pianeta Angel One, nei pressi della Zona neutrale romulana. La popolazione nativa del pianeta ha una forma di governo oligarchico costituzionale basato sul matriarcato. Il governo è formato da un corpo parlamentare ristretto costituito da sei donne scelte presieduto da una donna che viene chiamata l'Eletta. La società del pianeta tratta gli uomini come cittadini inferiori. I cittadini federali superstiti del naufragio della Odin ottengono la residenza su questo pianeta in data stellare 41636.9 dopo il contatto con l'Enterprise D.
I nativi di Angel I compaiono nell'episodio Missione di soccorso (Angel One, 1988) della prima stagione della serie The Next Generation.

### Nativi di Antos
Vedi Antosiani.

### Nativi di Neural
I Nativi di Neural (in inglese Neural Natives) sono una specie umanoide originaria del pianeta Neural. Sono molto simili agli Umani, in particolare le loro cultura è affine a quella dei nativi americani terrestri.
I Nativi di Neural compaiono nell'episodio Guerra privata (A Private Little War, 1968) della seconda stagione della serie classica.

### Nativi di Peliar Zel
Vedi Peliani.

### Nausicaani
I Nausicaani (in inglese Nausicaans), anche detti Nausicani, sono una specie umanoide originaria del pianeta Nausicaa, nel Quadrante Beta. Sono abili, crudeli e celebri per le azioni di pirateria. Alti più di due metri e dotati di una grande forza fisica, sono stati spesso usati dai Ferengi come mercenari.
I Nausicaani compaiono in alcuni episodi delle serie The Next Generation, Deep Space Nine, Voyager, Enterprise e Lower Decks.

### Nechani
I Nechani sono una specie umanoide originaria del Quadrante Delta. Sono molto simili agli Umani eccetto per una cresta nasale tra le sopracciglia, similmente ai Bajoriani. Sono una specie spirituale e uno dei loro santuari più sacri è gestito dai monaci dell'ordine Nechesti. In esso è presente un altare protetto da un campo di forza naturale, che può essere raggiunto solo dopo un lungo e complesso rituale che implica l'accettazione dogmatica di alcune verità.
In data stellare 50063.2 (2373), il capitano Janeway si sottopone al rituale per salvare Kes, entrata in coma dopo aver inavvertitamente tentato di attraversare il campo di forza.
I Nechani compaiono nell'episodio Terra sacra (Sacred Ground, 1996) della terza stagione della serie Voyager.

### Neuraliani
I Neuraliani (in inglese Neuralians) sono una specie umanoide originaria del pianeta Neural. Sono considerati i discendenti di una missione esplorativa centauriana. Gli abitanti, in origine cacciatori e contadini, sono oggetto di una deliberata violazione della Prima Direttiva da parte del capitano James T. Kirk, in seguito al tentativo di conquista dell'Impero Klingon, che aveva armato una delle due tribù e dato vita a una sanguinosa guerra civile.
I Neuraliani compaiono nell'episodio Guerra privata (A Private Little War, 1968) della seconda stagione della serie classica.

### Nezu
I Nezu sono una specie umanoide che vive sparsa in cinque colonie nel Quadrante Delta. Fisicamente si distinguono dagli Umani per creste ossee che corrono lungo il centro del viso e sopra gli occhi. La loro tecnologia comprende varie conoscenze nella metallurgia, mischiando alta tecnologia con controlli meccanici più semplici.
Nel 2373, in data stellare sconosciuta, la Voyager, imbattutasi in una delle loro colonie, li aiuta a fronteggiare una pioggia di asteroidi che minaccia la loro sopravvivenza. Si scoprirà che in realtà la minaccia non è naturale, ma creata ad arte dai Taresiani per scacciare i Nezu dalla loro colonia, al fine di impadronirsene.
I Nezu compaiono nell'episodio L'ascesa (Rise, 1997) della terza stagione della serie Voyager.

### Nibirani
Abitanti del pianeta di classe M Nibiru, questi umanoidi dalla pelle bianca e gessosa e dagli occhi neri senza pupille (caratteristiche dovute alla debole radiazione ricevuta dalla stella del pianeta, una nana rossa), appaiono nel film Into Darkness - Star Trek, ambientato nella linea temporale alternativa.

### Nol-Ennis
Vedi Ennis e Nol-Ennis.

### Norcadiani
I Norcadiani (in inglese Norcadians) sono una specie umanoide del quadrante Delta. Hanno inventato lo Tsunkatse, un violento spettacolo di arti marziali.
Una bambina norcadiana, Mezoti, assimilata dai Borg nel 2368, viene salvata dalla Voyager nel 2376. Il capitano Janeway, dopo aver tentato senza risultato di contattare i Norcadiani per permetterle di tornare a casa, affida Mezoti ai Wysanti, che accettano di accoglierla all'inizio del 2377.
I Norcadiani compaiono, nella figura di Mezoti, in cinque episodi della serie Voyager, a cominciare da La collettività (Collective, 2000).

### Nufiani
I Nufiani (in inglese Noophians) è una specie umanoide che solitamente predilige l'efficienza e il modernismo, rispetto ad altre esigenze e rispetto nei confronti dei manufatti antichi.
Noonien Soong ha detto di loro che se si portasse un Nufiano sulla Terra, probabilmente si guarderebbe attorno chiedendosi la ragione per cui siano stati preservati così tanti resti antichi.
I Nufiani vengono menzionati nell'episodio Fratelli (Brothers, 1990) della quarta stagione della serie The Next Generation.

### Numiri
I Numiri sono una specie umanoide originaria del Quadrante Delta. In origine condividevano lo stesso pianeta natale con i Baneani, con i quali sono in guerra. Sono dotati di un'avanzata tecnologia militare, forse superiore a quella della Voyager.
I Numiri compaiono nell'episodio Un testimone insolito (Ex Post Facto, 1995) della prima stagione della serie Voyager.

### Nuu'bari
I Nuu'bari sono una specie umanoide originaria del Quadrante Delta. Si distinguono dagli Umani per delle creste ossee che circondano gli occhi. Sono sparsi in almeno un settore e utilizzano come forza lavoro degli ologrammi primitivi.
In data stellare 54315.3 (2377) una nave hirogena, comandata da Iden, attacca e distrugge una nave mineraria nuu'bari che appartiene al loro Consorzio Minerario, con lo scopo di liberare gli ologrammi che vi si trovano a bordo. Ma una volta esaminati gli ologrammi, Iden scopre che questi non sono senzienti.
I Nuu'bari compaiono nel doppio episodio In carne e ossa (Flesh and Blood: Part 1 & 2, 2000) della settima stagione della serie Voyager.

### Nygeani
I Nygeani (in inglese Nygeans) sono una specie umanoide originaria del Quadrante Delta. Si distinguono dagli umani per numerose creste ossee sulla fronte e sul collo, sul naso e sul mento. La loro pelle presenta delle macchie pallide che scendono lungo i lati del visto. I Nygeani governano un settore di spazio che comprende diverse specie umanoidi, inclusi i Benkarani, che occupano meno del 10% dello spazio nygeano, ma costituiscono oltre l'80% dei prigionieri nelle loro carceri.
I Nygeani compaiono negli episodi Rimorso (Repentance, 2001) e Il vuoto (The Void, 2001), della settima stagione della serie Voyager.

### Nyriani
I Nyriani (in inglese Nyrians) sono una specie umanoide originaria del Quadrante Delta. Esternamente sono del tutto simili agli Umani, ma sono particolarmente sensibili all'illuminazione e all'umidità. La loro temperatura ambientale ottimale è di 45°C. Possiedono un dispositivo di teletrasporto a lungo raggio che usano per sostituire i membri dell'equipaggio di una nave spaziale con dei Nyriani, in modo da prendere possesso dell'astronave stessa.
I Nyriani compaiono nell'episodio Lo zoo (Displaced, 1997) della terza stagione della serie Voyager. Sono protagonisti inoltre del romanzo del 2001, pubblicato da Pocket Books, What Lay Beyond, degli autori Diane Carey, Peter David, Keith R.A. DeCandido, Christie Golden, Robert Greenberger e Susan Wright, settimo volume della serie Star Trek: Gateways.

## O

### Ocampa

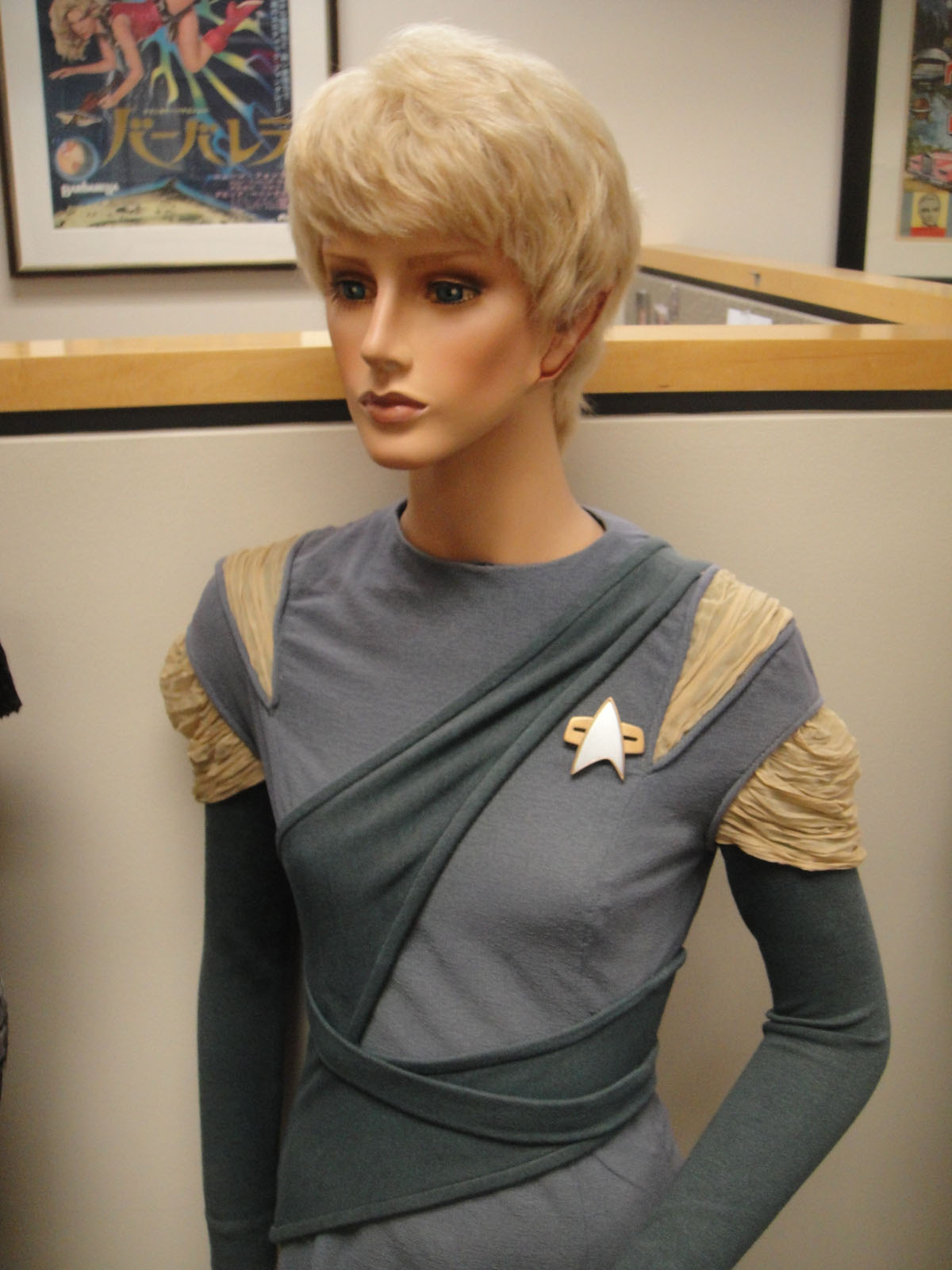
Manichino ritraente l'Ocampa Kes

Gli Ocampa sono una specie umanoide originaria dell'omonimo pianeta nel Quadrante Delta. Il loro ciclo vitale è molto rapido, in rapporto a quello umano: l'aspettativa di vita viene stimata in 12 anni e le femmine ocampa possono avere il loro unico figlio a circa 4 anni. Possiedono delle latenti capacità paranormali, quali la telecinesi e la telepatia. L'ultima fase della loro vita è chiamata morilogio ed è caratterizzata da un rapido invecchiamento con consistenti perdite di memoria.
Nel XIV secolo, il loro pianeta viene involontariamente sconvolto dall'arrivo di una specie aliena, i Nacene. Gli Ocampa sopravvivono in cavità sotterranee, rifornite di energia e nutrimento dal Custode, un Nacene. Nel XXI secolo, alcuni Ocampa seguono un'altra Nacene, Suspiria, iniziando a sviluppare una tecnologia avanzata e le loro capacità paranormali.
Gli Ocampa compaiono nella serie Voyager, in cui il personaggio di Kes appartiene a questa specie. Sono inoltre presenti in alcuni romanzi non canonici del franchise.

### Ofidiani
Gli Ofidiani (in inglese Ophidians) sono una specie aliena originaria del pianeta Devidia II. Sono una forma di vita simile a un serpente, sono mutaforma, con la capacità di mutare forma dei Devidiani Vengono da questi utilizzati per generare vortici temporali sulla Terra del XIX secolo per raccogliere energia neurale umana per il loro sostentamento.
Nel 2368 una parte dell'equipaggio dell'Enterprise D segue i Devidiani attraverso un vortice che li conduce nel 1893, riuscendo a sottrarre loro un Ofidiano camuffato da bastone con la testa di serpente. Sintonizzando un phaser alla frequenza delle onde trioliche, il tenente La Forge riesca ad attivarlo temporaneamente. In seguito, il capitano Picard è in grado di eseguire la stessa procedura per ritornare al XXIV secolo.
Gli Ofidiani compaiono nell'episodio Un mistero dal passato (seconda parte) (Time's Arrow, Part II, 1992) della sesta stagione della serie The Next Generation.

### Ologrammi
Gli Ologrammi (in inglese Holograms) sono individui artificiali costituiti da fotoni, campi di forza e olomateria (materia del ponte ologrammi) creati all'interno di un ponte ologrammi, una olosuite o altri tipi di proiezioni olografiche. Non sono normalmente senzienti, ma in alcuni casi possono diventarlo. Gli ologrammi compaiono in numerose serie del franchise fin dalla serie classica.
- Il Professor Moriarty, l'arcinemico di Sherlock Holmes, nella serie The Next Generation, diviene senziente e chiede che siano presi provvedimenti per permettergli di vivere al di fuori del ponte ologrammi. Non vistosi soddisfare la richiesta prende possesso dell'Enterprise D fino a quando il capitano Picard non trova il modo di concedergli una vita fuori dal ponte ologrammi, a sua insaputa attraverso uno stratagemma.
- In Star Trek: Voyager il Medico Olografico di Emergenza (MOE) è un ologramma che diviene anch'esso senziente.
- Il Training Advisor Olografico della serie Star Trek: Prodigy è un ologramma con le fattezze del capitano Kathryn Janeway, ex capitano della USS Voyager.[325][326]
- Gli Alieni fotonici sono forme di vita aliena incorporea, simili a ologrammi.

### Omegani
Gli Omegani (in inglese Omegans) sono una specie umanoide del tutto identica agli esseri umani, originaria del pianeta Omega IV. Sono stati vittime di una devastante guerra batteriologica che ha lasciato pochi superstiti, i quali, fino al 2267 sono divisi in due fazioni rivali, Yang e Kohm, che ricalcano le due nazioni degli Stati Uniti d'America e della Cina terrestri, tanto da avere gli stessi libri, come per esempio la Costituzione degli Stati Uniti d'America, che ne riporta le medesime parole.
Gli Omegani compaiono nell'episodio Le parole sacre (The Omega Glory, 1968) della seconda stagione della serie classica.

### Organiani
Gli Organiani (in inglese Organians) sono una specie umanoide originaria del pianeta Organia IV, evoluta da milioni di anni al punto da essere composta di pura energia e capace di assumere le forme e gli ambienti più disparati.
Nel 2154 l'incontro con l'Enterprise NX-01 capitanata da Jonathan Archer, contribuisce a cambiare i loro metodi di studio delle specie umanoidi che perduravano da diecimila anni e si basavano su una totale non interferenza. Nel 2267 gli Organiani impongono alla Federazione e all'Impero Klingon un trattato di pace in seguito alla tentata invasione dei Klingon del loro pianeta e al tentativo di difesa dell'Enterprise NCC-1701 capitanata da James T. Kirk.
Gli Organiani compaiono nell'episodio Missione di pace (Errand of Mercy, 1967) della prima stagione della serie classica e nell'episodio Gli osservatori (Observer Effect, 2005) della quarta stagione della serie Enterprise.

### Orioniani

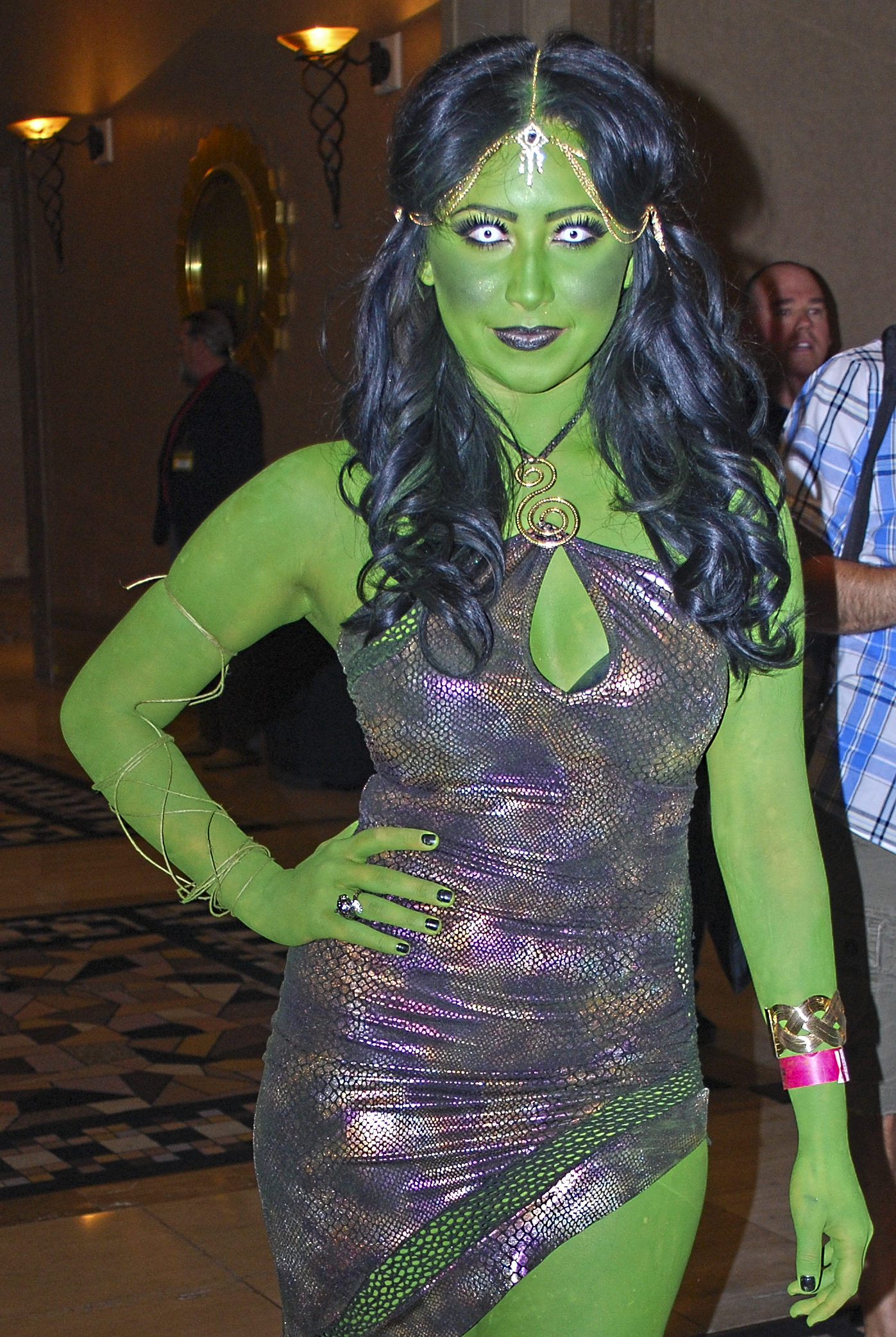
Cosplayer nei panni di una schiava di Orione

Gli Orioniani (in inglese Orions), le cui femmine sono conosciute anche come Schiave di Orione (in inglese Orion Slave Girls) e i maschi talvolta definiti Pirati di Orione (in inglese Orion Pirates), sono una specie umanoide originaria del pianeta Orione, riuniti sotto il Sindacato di Orione (in inglese Orion Syndicate). Sono molto simili agli umani, se non per la pelle di un acceso colore verde smeraldo, i capelli e gli occhi neri.
Appaiono fin dall'episodio pilota della serie classica Lo zoo di Talos, dove Vina, in un'allucinazione forzata dai Talosiani, appare nella forma di una schiava di Orione. Sono poi presenti nelle successive serie live action: Enterprise, Discovery, Picard, Short Treks, Strange New Worlds; animate: Star Trek, Lower Decks e Prodigy; nei tre film della Kelvin Timeline; oltre che in videogiochi, romanzi e fumetti del franchising. Nella serie Lower Decks, in particolare, la guardiamarina D'Vana Tendi è una Orioniana, che in parte si vergogna delle sue origini, poiché discendente da una famiglia di Pirati di Orione.

### Ornariani
Gli Ornariani (in inglese Ornarans) sono una specie umanoide originaria del pianeta Delos III. Gli Ornariani sviluppano il volo spaziale poco prima del 2164.
Nella seconda metà del XXII secolo gli Ornariani vengono colpiti da una tragica epidemia, curata grazie al felicium proveniente dal pianeta Brekka, divenendo di fatto il maggior introito economico per i Brekkiani. Nel 2364 l'equipaggio dell'Enterprise D scopre che gli Ornariani sono completamente guariti dall'epidemia, ma i disagi che continuano a provare dipendono dal fatto che il felicium genera dipendenza tanto quanto una droga. La continua assunzione del felicium ha portato di fatto generazioni di Ornariani a esserne dipendenti, ne offusca sempre di più le capacità tecniche e fa loro perdere lo stimolo per il progredire dell'intelligenza. La situazione ha creato, nel corso degli anni, la progressiva incapacità ha portato gli Ornariani a non saper più neppure aggiustare i mezzi necessari al trasporto del felicium stesso.
Gli Ornariani compaiono nell'episodio Simbiosi (Symbiosis, 1988) della prima stagione della serie The Next Generation, e nell'episodio Fonti attendibili (Trusted Sources, 2022) della terza stagione della serie Lower Dekcs.

### Ornitoidi
Gli Ornitoidi (in inglese Ornithoids) sono una specie extragalattica.
Compaiono nell'episodio Il gatto nero (Catspaw, 1967) della seconda stagione della serie classica.

### Osaariani
Gli Osaariani (in inglese Osaarians) sono una specie umanoide. Verso la metà del XXII secolo, gli Osaariani avevano una grande flotta mercantile. L'equipaggio di una nave osaariana, bloccato nella Distesa Delfica, si diede alla pirateria, stabilendo la propria base in una delle cinquanta sfere che causano le anomalie della Distesa. Nel 2153 la nave attaccò e derubò l'Enterprise NX-01, da poco entrata nella Distesa, ma gli Umani riuscirono a rintracciarla e a disabilitarla.
La specie compare nell'episodio L'anomalia (Anomaly, 2003) della terza stagione della serie Star Trek: Enterprise.

## P

### Pakled
I Pakled sono una specie umanoide tecnologicamente avanzata. La stazione Deep Space Nine è attivamente frequentata dai Pakled. Un gruppo di tre Pakled si trova nel ristorante Klingon sulla Passeggiata nel 2370. Nel 2381 il capitano Freeman della Cerritos viene incaricata di stipulare una tregua con i Pakled, che però si rivela un inganno di questi per carpire i segreti della loro astronave e inviare una bomba sulla Terra.
I Pakled sono protagonisti di tre episodi della serie The Next Generation e appaiono inoltre anche nelle serie Deep Space Nine e Lower Decks.

### Pah-wraith
I Pah-wraith sono una specie aliena incorporea, antagonista dei Profeti. Un tempo vivevano nel tunnel spaziale con i Profeti ma, essendo entità malvagie, ne furono cacciati venendo imprigionati in alcune grotte di Bajor.
Secondo gli scritti sacri, è previsto un "giorno del giudizio" in cui Pah-wraith e Profeti si affronteranno in uno scontro tra Bene e Male.. Il culto dei Pah-wraith avrà un inaspettato successo quando uno di loro verrà liberato da Gul Dukat, che ne verrà posseduto provocando l'apparente distruzione dei Cristalli. Nonostante il culto dei Profeti riprenderà vigore in seguito alla riattivazione dei Cristalli da parte di Benjamin Sisko, Dukat fonderà una propria setta coinvolgendo diversi Bajoriani in qualità di seguaci, ma i suoi comportamenti egoistici e ipocriti lo smaschereranno.. Nello scontro finale Dukat perirà decretando anche la sconfitta dei Pah-Wraith.
I Pah-wraith compaiono nella serie Deep Space Nine, facendo la loro prima comparsa nell'episodio della quinta stagione L'incarico (The Assignment, 1996).

### Pandroniani
I Pandroniani (in inglese Pandronians) sono una specie umanoide originaria del pianeta Pandro. Sono caratterizzati da una pelle verde chiaro e hanno la peculiarità di essere una "specie colonia", ossia ogni individuo è una composizione di tre individui che si sono evoluti assumendo la forma di una precisa parte di un corpo umanoide: testa, busto e gambe, che generalmente sono unite assieme a formare un umanoide, a seconda delle necessità si possono dividere e agire separatamente (tutti i "pezzi", a parte le gambe, volano). I Pandroniani si riferiscono a sé stessi non come "io", ma in terza persona, per esempio: "questa unità ha fallito".
Nel 2270 la Federazione Unita dei Pianeti concede il grado onorario di comandante della Flotta Stellare a un osservatore Pandroniano di nome Ari bn Bem, inviandolo a bordo della USS Enterprise NCC-1701 nel tentativo di promuovere ulteriori scambi culturali, scientifici e diplomatici tra Pandroniani e Federazione. Nel XIV secolo, fino al 2381, una Pandroniana di nome Shari yn Yem, presta servizio nella Flotta Stellare in qualità di consulente.
I Pandroniani compaiono nell'episodio della seconda stagione della serie animata, Il comandante Bem (Bem, 1974) e negli episodi della serie Lower Decks Io, Excretus (I, Excretus, seconda stagione, 2021) e Fonti attendibili (Trusted Sources, terza stagione, 2022).

### Paradani
I Paradani (in inglese Paradas o Paradans) sono una specie umanoide rettiliana originaria del sistema Parada, nel Quadrante Gamma. La pelle dei Paradani produce secrezioni che emanano odori che cambiano a seconda del loro stato d'animo. I Paradani sono esperti nel campo dell'ingegneria genetica e della clonazione.
Nel 2370 i Paradani richiedono l'aiuto della Federazione per negoziare la pace in una guerra civile che perdura dal 2358.
I Paradani compaiono in 24 episodi della serie Deep Space Nine, a partire da Sospetti (Whispers, seconda stagione, 1994) e nell'episodio della sesta stagione della serie Voyager Tsunkatse (Tsunkatse, 2000).

### Parassiti
Nel franchise di Star Trek compaiono numerose specie di parassiti alieni, senzienti o meno, con diversi scopi.
- Nel film Star Trek II - L'ira di Khan (Star Trek II: The Wrath of Khan, 1982), compare una specie di parassiti alieni simili ad artropodi, di nome Eel di Ceti.
- Nell'episodio della prima stagione della serie The Next Generation Cospirazione (Conspiracy, 1988) e nell'episodio della terza stagione della serie Lower Decks, Riflessi (Reflections, 2022), compare una specie senziente di parassiti invasori senza nome, che tentano di impossessarsi della Federazione prendendo possesso dei corpi degli alti ufficiali della Flotta Stellare.

### Parassiti invasori
Una specie senza nome di parassiti invasori (in inglese Parasite Invaders) senzienti, anche detti esseri parassiti (in inglese Parasitic being), guidati da una creatura madre (in inglese Mother creature), di origine sconosciuta, ma si pensa provengano da fuori la nostra galassia, tenta di impossessarsi della Federazione entrando nel corpo di alti ufficiali della Flotta Stellare, prendendo possesso delle loro menti, nel 2364.
I parassiti invasori compaiono nell'episodio della prima stagione della serie The Next Generation, Cospirazione (Conspiracy, 1988), e nell'episodio della terza stagione della serie Lower Decks, Riflessi (Reflections, 2022).

### Pastori
I Pastori (in inglese Shepherds) sono una sorta di zelanti "monaci spaziali" che seguono e proteggono un antico "Arbitro della Vita" chiamato M'hanit, un'antica tecnologia aliena che viaggia nello spazio sotto forma di cometa, per dispensare vita o distruzione e con cui è possibile comunicare solamente attraverso la musica, come scopre il Cadetto Uhura.
Compaiono nell'episodio della prima stagione della serie Strange New Worlds, I figli della cometa (Children of the Comet, 2022).

### Paxan
I Paxan (in inglese Paxans) sono una specie aliena incorporei formati da pura energia, originaria del pianeta Harrakis V. I Paxan sono capaci di manipolare l'energia a molti livelli e di impossessarsi anche di altri esseri viventi, senza danni per quest'ultimi, per poter comunicare. Sono una specie estremamente xenofoba, tanto da proteggere il loro pianeta con un campo energetico che lo fa apparire come un tunnel spaziale instabile, infatti formano una civiltà completamente ignota alla Federazione e manipolando la memoria dei visitatori da altri mondi.
In data stellare 44502.7 (2367) l'Enterprise D si imbatte nel pianeta dei Paxan, ma il cervello positronico del tenente comandante Data è sconosciuto ai Paxan, che non riescono a controllarlo e minacciano di distruggere l'Enterprise, finché il capitano Picard non li convince che i loro ricordi possono essere cancellati e Data può non condividere l'evento con nessuno, pur conservandone il ricordo. L'equipaggio dell'Enterprise, tuttavia, è costretto a ripetere per due volte la procedura, perché durante la prima ha lasciato troppi indizi e permesso all'equipaggio di ricostruire la memoria mancante.
I Paxan compaiono nell'episodio della quarta stagione della serie The Next Generation, Indizi (Clues, 1991).

### Peliani
I Peliani (in inglese Pelians), anche conosciuti come Peliars, o Nativi di Peliar Zel (in inglese Peliar Zel Natives), sono una specie umanoide originaria del pianeta Peliar Zel II. Due lune del pianeta, denominate Luna Alpha e Luna Beta, sono anch'esse abitate e spesso in contrasto tra loro. I Peliani sono caratterizzati da una cresta craniale, non molto dissimile da quella dei Klingon, e da una protuberanza nasale con fori all'altezza del ponte tra le sopracciglia.
I Peliani compaiono per la prima volta nell'episodio della quarta stagione della serie The Next Generation, L'ospite (The Host, 1991) e in seguito in numerosi episodi delle serie The Next Generation, Deep Space Nine, Voyager ed Enterprise. Appaiono inoltre in alcuni romanzi non canonici, quali per esempio: The Buried Age, scritto da Christopher L. Bennett e pubblicato nella serie The Lost Era della collana Star Trek: The Next Generation dalla Pocket Books nel 2007; Fear Itself, scritto da James Swallow e pubblicato nella collana Star Trek: Discovery dalla Gallery Books nel 2018.

### Peliars
Vedi Peliani.

### Pirati di Orione
Vedi Orioniani.

### Platoniani
I Platoniani (in inglese Platonians), o Figli di Platone (in inglese Plato's Children), sono una specie umanoide del tutto simile agli umani, originaria del pianeta Sahndara. Hanno modellato la loro società sugli insegnamenti dell'antico filosofo terrestre Platone. Trasferitisi su Platonius dopo la distruzione del sole del loro sistema stellare, cominciano a sviluppare dei poteri psicocinetici, grazie all'ingerimento della kironide contenuta nel cibo che si trova in natura sul pianeta.
I Platoniani compaiono nell'episodio della terza stagione della serie classica, Umiliati per forza maggiore (Plato's Stepchildren, 1968), celebre per la scena del bacio interrazziale tra il capitano Kirk e il tenente Uhura, cosa considerata molto audace per l'epoca nella televisione statunitense, e censurato dalla televisione britannica BBC a causa del contenuto ritenuto "scabroso" e "controverso".

### Ponea
I Ponea sono una specie umanoide originaria del Quadrante Delta. Sono un popolo socievole e vedono il primo contatto con un'altra specie come l'occasione per dare una festa.
I Ponea vengono incontrati dall'equipaggio dell'astronave della Federazione USS Equinox NCC-72381, capitanata da Rudolph Ransom, anch'essa attirata nel Quadrante Delta dal Custode. L'equipaggio della Equinox ha ricevuto in dono dai Ponea un dispositivo, una piccola interfaccia neurale da porre dietro l'orecchio, con cui è possibile visualizzare all'interno della propria mente dei paesaggi.
I Ponea vengono menzionati nell'episodio della quinta stagione della serie Voyager, Equinox (prima parte) (Equinox: Part 1, 1999).

### Popolo Farfalla
Vedi Alshain.

### Profeti di Bajor
I Profeti di Bajor o più semplicemente Profeti (in inglese Prophets), per la Federazione Alieni del Tunnel Spaziale (in inglese Wormhole Aliens), sono delle entità aliene incorporee. Vivono all'interno del tunnel spaziale bajoriano, in un continuum spaziotemporale differente da quello del nostro universo, in cui il tempo non è una dimensione lineare. Riescono a passare nel nostro universo attraverso il tunnel spaziale, che i bajoriani chiamano Tempio Celeste, e per comunicare talvolta utilizzano dei cristalli, anch'essi venerati dai Bajoriani. Sono soliti comunicare con i loro interlocutori ricreando immagini di ambienti e persone a loro familiari. Secondo il credo religioso bajoriano, i Profeti sono gli dei protettori e le guide del popolo di Bajor.
I profeti compaiono nella serie televisiva Deep Space Nine, fin dal primo doppio episodio pilota L'emissario (Emissary, 1993).

### Progenitori
I Progenitori (in inglese Progenitors) sono un'antica specie aliena estinta della Via Lattea, che hanno operato una panspermia, disseminando il proprio DNA su molteplici pianeti destinati a ospitare la vita e dando così origine a tutte le specie umanoidi presenti nella galassia.
I Progenitori compaiono nell'episodio della sesta stagione della serie televisiva Star Trek: The Next Generation, Il segreto della vita (The Chase, 1993), e fanno da filo conduttore di tutta la quinta stagione della serie Discovery, fin dal primo episodio Direttiva rossa (Red Directive), in cui vengono mostrate alcune sequenze dell'episodio originale di The Next Generation, sotto forma di registrazioni dei diari di bordo della USS Enterprise NCC-1701-D.

### Promelliani
I Promelliani (in inglese Promellians) sono una specie aliena umanoide originaria di un pianeta sconosciuto, che respira ossigeno e ha una cresta ossea frontale non dissimile da quella dei Klingon. Erano tecnologicamente avanzati e avevano scoperto la velocità di curvatura e utilizzavano incrociatori da battaglia la cui tecnologia era molto avanzata per l'epoca. La specie si è estinta nella Battaglia di Orelius IX combattendo contro i Menthariani, all'incirca attorno al 1300 della cronologia terrestre. Hanno utilizzato dei dispositivi di memorizzazione chiamati bobine di memoria, che sono stati recuperati dall'Enterprise D del capitano Picard, permettendo loro di conoscere dei diari di bordo Promelliani.
I Promelliani compaiono nell'episodio della terza stagione della serie The Next Generation, Trappola spaziale (Booby Trap, 1989). Un loro pianeta-necropoli, Lyrek, compare nell'episodio Sotto le lune gemelle (Under the Twin Moons, 2024) della serie Star Trek: Discovery.

### Protettori
I Protettori (in inglese Providers) o Giocatori di Triskelion (in inglese Gamesters of Triskelion) sono una specie di cervelli senza corpo originaria del pianeta Triskelion. Originalmente umanoidi, si sono in seguito evoluti in cervelli senza corpo, dediti unicamente alle loro abilità mentali.
In data stellare 3211.7 (2268), il capitano James Kirk, Uhura e Chekov, vengono catturati durante il teletrasporto e portati sul pianeta Triskelion contro la loro volontà, per divertire tre di questi cervelli disincarnati in una sorta di arena in cui combattere contro altri alieni umanoidi.
I Protettori appaiono nell'episodio della seconda stagione della serie classica, La posta in gioco (The Gamesters of Triskelion, 1968). Vengono inoltre menzionati nell'episodio della prima stagione della serie Lower Decks, Nessuna piccola parte (No Small Parts, 2020).

### Prytt
Vedi Kesprytt.

## Q

### Q
I Q sono una specie aliena di entità incorporee che vive nel cosiddetto Continuum Q, dalle dimensioni illimitate Hanno poteri praticamente infiniti, sono in grado di trasformare la materia e di sospendere il tempo. Si considerano più avanzati e superiori di qualsiasi altro essere senziente. Nonostante ciò, hanno comminato la pena capitale e l'ergastolo, in particolare nei confronti di coloro i quali avevano abbandonato il Continuum.
Nel 2372 la richiesta di poter commettere suicidio ha provocato una guerra civile che ha visto affrontarsi due fazioni rivali e ha avuto come effetto nella galassia una serie di esplosioni di supernova.
L'alieno Trelane, che appare nell'episodio della serie classica, Il cavaliere di Gothos (The Squire of Gothos, 1967), viene rivelato essere un Q nel romanzo di Peter David Q-Squared. Un appartenente al Continuum Q, denominato Q, interpretato da John de Lancie, si intromette più volte negli affari della Federazione, infastidendo particolarmente i capitani Jean-Luc Picard (The Next Generation) e Kathryn Janeway (Voyager). Alla fine della serie Picard, si dimostra inoltre intenzionato a fare altrettanto con il figlio di Picard, Jack Crusher, divenuto consigliere della USS Enterprise NCC-1701-G, capitanata da Sette di Nove. Altri membri del Continuum Q compaiono nelle serie di Star Trek, tra i quali il figlio di Q, interpretato dallo stesso figlio di John de Lancie, Keegan de Lancie.

### Quarren
I Quarren sono una specie umanoide originaria del pianeta Quarra nel Quadrante Delta. Molto simili agli umani, si distinguono per alcuni rilievi sul viso, in particolare sotto la bocca. Sono dotati della propulsione a curvatura e sono tecnologicamente avanzati. Le loro fabbriche richiedono una grande quantità di supervisione e di manodopera. A causa della loro scarsa popolazione, alcuni Quarren ricorrono al rapimento, alterando la memoria delle loro vittime per far dimenticare la loro vita precedente, così da utilizzarli come forza lavoro nelle loro fabbriche.
I Quarren compaiono nel doppio episodio della settima stagione della serie Voyager, Forza lavoro (prima parte) e Forza lavoro (seconda parte) (Workforce: Part 1 eWorkforce: Part 2, 2001).

### Qomar
I Qomar sono una specie umanoide originaria del Quadrante Delta Apparentemente molto simili agli umani, si distinguono da questi per una cresta ossea che attraversa loro la fronte verticalmente. Sono una specie scientificamente molto avanzata, interessata esclusivamente alla scienza e alla matematica, ma che non hanno alcun interesse per le arti.
In data stellare 53556.4 (2376), vengono in contatto con la Voyager e si dimostrano molto interessati all'Opera cantata, grazie all'esibizione del Dottore olografico.
I Qomar compaiono nell'episodio della sesta stagione della serie Voyager, Virtuoso (Virtuoso, 2000).

## R

### R'ongoviani
I R'ongoviani in inglese R'ongovian) sono una specie originaria del pianeta R'ongovia, nel Quadrante Beta. Hanno una pelle glabra a strisce, occhi azzurri e gialli, denti aguzzi e orecchie a punta. Il loro governo viene chiamato Protettorato R'ongoviano e controlla una piccola regione di spazio posta tra l'mpero Romulano e l'Impero Klingon. La Federazione si dimostra perciò interessata a stringere un'alleanza con loro.
Compaiono per la prima volta nell'episodio Buffo come Spock (Spock Amok, 2022) della serie Star Trek: Strange New Worlds.

### Ragno uncinato talariano
Il ragno uncinato talariano (in inglese Talarian hook spider) è un aracnide originario del pianeta Zayra IV, nella regione di spazio controllata dai Talariani. Il loro corpo possiede arti in grado di crescere per almeno mezzo metro di altezza.
Il ragno uncinato talariano compare nell'episodio della sesta stagione della serie The Next Generation, Paure nascoste (Realm Of Fear, 1992).

### Rakosiani
I Rakosiani (in inglese Rakosans) sono una specie umanoide originaria del pianeta Rakosa V, nel Quadrante Delta. Sono una specie caratterizzata da una pelle di colore beige, coperta di macchioline sul volto e una cresta craniale non dissimile da quella dei Klingon, essendo tuttavia privi di peli. Sono una specie dotati di velocità di curvatura, non bellicosa e dotati di armi poco significative, tuttavia in grado di mobilitare una flotta di quindici navi, i cuoi piloti godono di particolare capacità tattica.
In data stellare 49447.0 (2372) la USS Voyager entra in contatto con i Rakosiani, che la credono aggressiva e pericolosa, a causa di una campagna diffamatoria diffusa dai Kazon contro la Flotta Stellare. In quell'occasione il loro mondo viene accidentalmente messo sotto attacco dal missile Dreadnought, un missile cardassiano che B'Elanna Torres aveva riprogrammato al tempo in cui militava con i Maquis, anch'esso catapultato nel Quadrante Delta dal tunnel spaziale che ha trasportato la Voyager. La USS Voyager fa di tutto per impedire al Dreadnought di distruggere il pianeta e il capitano Janeway si dimostra disposta a frapporre la nave tra il missile e il pianeta, pur di impedirne la distruzione, riuscendo comunque a neutralizzarlo prima. Questo fa si che l'equipaggio si guadagni la stima e l'amicizia dei Rakosiani.
I Rakosiani compaiono nell'episodio della seconda stagione della serie Voyager, Arma letale (Dreadnought, 1996).

### Ramatisiani
I Ramatisiani (in inglese Ramatisians) sono una specie umanoide del tutto simile agli umani originaria del pianeta Ramatis III. A causa di una rara sindrome ereditaria, i membri della casa regnante di Ramatis III, sono privi del gene dell'udito, per cui sono completamente sordi. Per ovviare a questo problema, hanno sviluppato un sistema di comunicazione attraverso uno stretto rapporto con un trio di Ramatisiani detto Coro che funge da traduttore o interprete e la cui appartenenza è ereditaria.
I Ramatisiani compaiono nell'episodio della seconda stagione della serie The Next Generation, Rumoroso come un sussurro (Loud As A Whisper, 1989).

### Ramurani
I Ramurani (in inglese Ramurans) sono una specie umanoide originaria del pianeta Ramura, nel Quadrante Delta. Sono una specie tecnologicamente avanzata ma molto chiusa. Il loro corpo produce un feromone in grado di cancellare in individui di altre specie la memoria dell'incontro con loro. Hanno inoltre sviluppato un dispositivo di occultamento e una tecnologia per cancellare anche dai computer delle navi aliene le tracce del loro passaggio. Fuggire dal loro pianeta è considerato un crimine e i fuggitivi sono attivamente inseguiti e riportati indietro.
I Ramurani compaiono nell'episodio della quarta stagione della serie Voyager, Indimenticabile (Unforgettable, 1998).

### Rapitori alieni
I rapitori alieni (in inglese Abducting Aliens) sono una specie aliena sconosciuta, telepatica e allosomorfa, che rapisce esemplari di altre specie per utilizzarli come topi da laboratorio, così da studiare il concetto di leadership, a loro sconosciuta.
A questo scopo, nel 2366 rapiscono il capitano Picard, un Mizariano e un Chalnoth.
I rapitori alieni compaiono nell'episodio della terza stagione della serie The Next Generation, Questione di lealtà (Allegiance, 1990).

### Rekag
Vedi Rekag-Seroniani.

### Rekag-Seroniani
I Rekag-Seroniani (in inglese Rekags-Seronians) sono una specie originaria del pianeta Rekag-Seronia, conosciuto anche come Seronia. La specie è divisa in due fazioni rivali, i Rekag e i Seroniani, in perenne lotta tra loro.
In data stellare 46071.6 (2369) il conflitto tra Rekag e Seroniani giunge a un livello tale da minacciare una rotta della Federazione, che decide di inviare sul posto l'Ambasciatore Lumeriano Ves Alkar, il quale alla fine riesce a portare la pace tra i due popoli.
I Rekag-Seroniani compaiono nell'episodio della sesta stagione della serie The Next Generation, Il prezzo della pace (Man Of The People, 1992).

### Remani
I Remani (in inglese Remans) sono una specie umanoide originaria del pianeta Remus, altro pianeta del sistema stellare romulano che comprende anche il pianeta Romulus, abitato dai Romulani. I Remani sono parzialmente telepatici. Vengono utilizzati dai Romulani come schiavi e non hanno un nome, ma solo una designazione, come "dottore" o "ingegnere". I Remani che attualmente popolano il pianeta Remus, sono i sopravvissuti del popolo che una tempo viveva su Romulus, conquistato da dissidenti Vulcaniani che erano fuggiti dalla rigida disciplina di Surak e che in seguito sarebbero stati noti come Romulani, che li hanno sconfitti e resi schiavi, utilizzandoli spesso anche come fanti. I Remani si sono evoluti abitando il lato oscuro del loro pianeta e per questo sono particolarmente fotosensibili.
Durante la Guerra del Dominio, i Remani sono stati utilizzati come squadre di assalto per loro resistenza fisica e la loro abilità in combattimento. In data stellare 56844.9, un colpo di Stato guidato da Shinzon (in remano "Colui Che Ritorna"), un clone di Jean-Luc Picard creato dai Romulani, prende il potere del Senato Romulano con la carica di Pretore. Il colpo di Stato viene appoggiato dalla Tal Shiar e da numerosi comandanti della Flotta Romulana. Attraverso una nuova potente astronave, costruita in una base segreta su Remus e equipaggiata con un generatore al Thalaron, una potente arma biogenica, Shinzon intende distruggere la Terra e scatenare una guerra contro la Federazione. Il tentativo di Shinzon viene tuttavia sventato dalla USS Enterprise NCC-1701-E capitanata da Jean-Luc Picard.
I Remani compaiono nel film Star Trek - La nemesi (Star Trek: Nemesis, 2002) e in due episodi della quarta stagione della serie Enterprise: Fragile alleanza (United, 2005) e Gli Aenar (The Aenar, 2005).

### Repto-umanoidi
I Repto-umanoidi (in inglese Repto-Humanoids) o Reptoumanoidi (in inglese Reptohumanoids) sono una specie umanoide rettiliana originaria del pianeta Hell (lett. "Inferno"), nel Quadrante Delta. Sono una specie a sangue freddo, sono dotati di bocche a becco e mani artigliate. Si riproducono deponendo uova color rame che vengono lasciate su di un pianeta ricco di vapori gassosi a base di aminoacidi di cui i loro cuccioli appena nati si cibano. Poco dopo la schiusa delle uova, i genitori fanno ritorno al pianeta per prendersi cura della loro prole. Sono dotati di tecnologia a curvatura.
Nel 2372, al loro primo incontro con la USS Voyager, non rispondono ai messaggi inviati dalla nave della Federazione e il traduttore universale non è in grado di tradurre il loro grido.
I Repto-umanoidi compaiono negli episodi della serie Voyager, Genitori per caso (Parturition, seconda stagione, 1995), Pensiero violento (Random Thoughts, quarta stagione, 1997), Regressione infinita (Infinite Regress, quinta stagione, 1998) e Tsunkatse (Tsunkatse, sesta stagione, 2000).

### Reptoumanoidi
Vedi Repto-umanoidi.

### Rettiliani
Nel franchising di Star Trek compaiono numerose specie di Rettiliani (in inglese Reptilians), ovvero umanoidi di altri pianeti la cui origine va ricercata nei rettili, anziché nei mammiferi. Sono rettiliani:
- Gli Aborigeni di Delta Theta III (in inglese Delta Theta III aborigens).
- Gli Arkoniani (in inglese Arkonians).
- I Beta Annari.
- I Caatati.
- I Cardassiani (in inglese Cardassians).
- I Chelon di Rigel III, una delle quattro specie del sistema della stella Rigel dette Rigeliani (in inglese Rigelians).
- I Deleb.
- I Gorn.
- Gli Hirogeni (in inglese Hirogens).
- I Jem'Hadar.
- I Kasheeta.
- I Repto-umanoidi (in inglese Repto-humanoids).
- I Reptoidi (in inglese Reptoids).
- I Sauriani (in inglese Saurians), specie il cui pianeta Sauria fa parte della Federazione e che conta numerosi membri nella Flotta Stellare.
- I Selay, specie originaria del pianeta Selay, acerrimi nemici degli Anticani.
- Gli Shivoliani (in inglese Shivolians).
- I Sord.
- I Takarani.
- I Telsiani (in inglese Telsians).
- I Tosk.
- I Tygariani (in inglese Tygarians).
- Gli U'tani.
- I Vaadwaur.
- I Voth.
- La specie rettiliana degli Xindi.

### Rhaandariti
I Rhaandariti (Rhaandarite) appaiono nel film Star Trek del 1979.

### Rigeliani
Nel franchise di Star Trek sono presenti quattro specie umanoidi denominate Rigeliani (in inglese Rigelians), che risiedono nei rispettivi pianeti di origine del sistema stellare Rigel, nella costellazione di Orione.
- I Chelon, una specie umanoide, i cui individui sono simili a tartarughe, originaria del pianeta Rigel III e parte dell'Assemblea Rigeliana.
- Gli Jelna, una specie umanoide, originaria del pianeta Rigel VI, parte dell'Assemblea Rigeliana e comunemente noti come Rigeliani.
- I Kalar, una specie primitiva e aggressiva, originaria del pianeta Rigel VII.
- Gli Zami, una specie derivata dai Debrune (antenati dei Romulani), quindi di origine Vulcaniana, stabilitasi sul pianeta Rigel V.

### Risani
Vedi Risiani.

### Risiani
I Risiani (in inglese Risian), anche detti Risani, sono una specie umanoide del tutto simile agli umani originaria del pianeta Risa. I costumi sessuali dei Risiani sono molto aperti e la loro disponibilità sessuale, viene espressa esibendo una statuetta simbolo della fertilità detta horga'hn.
I Risiani e il loro pianeta sono un tema ricorrente nel franchise di Star Trek e compaiono in molte serie. La prima apparizione dei Risiani è nell'episodio della terza stagione della serie The Next Generation, Le vacanze del capitano (Captain's Holiday, 1990), dove il capitano Picard viene "costretto" a prendersi una vacanza per ordine della dottoressa Crusher. I Risiano compaiono poi in due episodi della serie Deep Space Nine; in un episodio della serie Enterprise; in due episodi della serie Lower Decks; in otto episodi della quarta stagione della serie Discovery, di cui è coprotagonista il dottor Ruon Tarka, un geniale Risiano, precedentemente schiavo della Catena di Smeraldo e al servizio di Osyraa, che si mette ora a disposizione della Federazione per risolvere il problema dato dall'anomalia spaziale creata dalla Specie Dieci-C.

### Robot
Nel franchise di Star Trek compaiono numerose forme di vita artificiali, talvolta senzienti, non assimilabili al termine di androide, ma che possono essere definite robot.
- Gli Exocomp (in inglese Exocomps) sono robot creati dal Dr. Farallon per eseguire funzioni di ingegneristica e riparazioni in condizioni rischiose per gli esseri viventi che, nel 2369, si scopre essere senzienti. Compaiono nella sesta stagione della serie The Next Generation, nell'episodio Il sapore della vita (The Quality of Life, 1992) e nella serie Lower Decks negli episodi Nessuna piccola parte (No Small Parts, prima stagione, 2020) e Una redenzione matematica (A Mathematically Perfect Redemption, terza stagione, 2022).
- I Naniti (in inglese Nanites) sono robot microscopici create dagli umani o da altri specie per i più diversi scopi, ma principalmente medico, diagnostico o meccanico. La nanotecnologia viene utilizzata in particolare da Borg, che ne fanno un ampio uso sia per autoripararsi che per creare altri droni Borg, iniettando in altri esseri viventi delle nanorobots attraverso una sonda.

### Rodulani
I Rodulani (in inglese Rodulans) sono una specie nota per la loro abilità nello scolpire la basolite.
Nel 2366 Kivas Fajo possedeva una loro antica scultura nella propria collezione, smantellata dopo il suo arresto da parte della Federazione.
I Rodulani vengono menzionati nell'episodio della terza stagione della serie The Next Generation, Il collezionista (The Most Toys, 1990). Vengono inoltre menzionati nel romanzo di S.D. Perry, uscito nella collana Star Trek: Deep Space Nine della Pocket Books nel 2003, Rising Son.

### Romulani

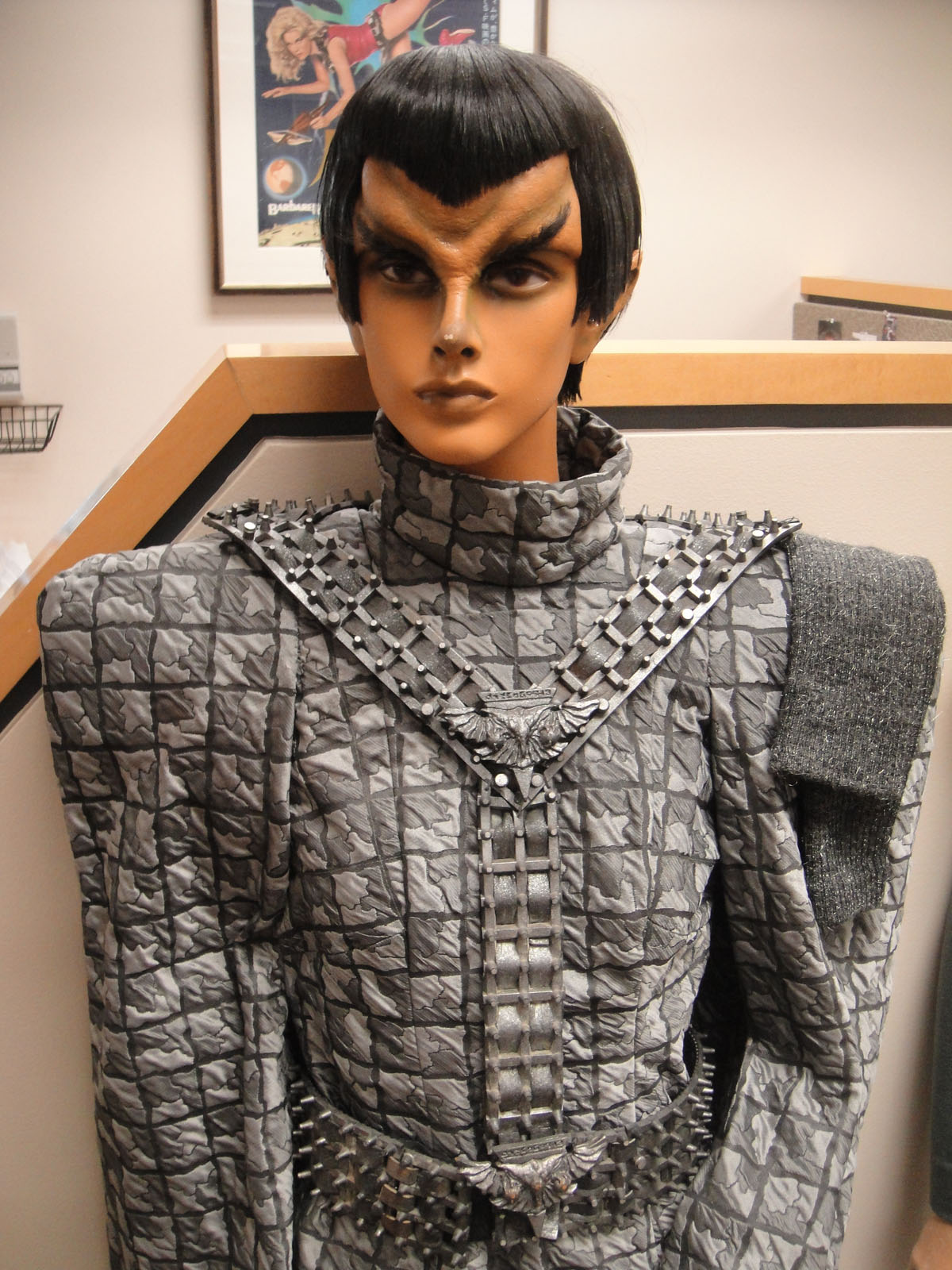
Manichino che ritrae un Romulano del XXIV secolo

I Romulani (in inglese Romulans) sono una specie umanoide originaria del pianeta Romulus. I Romulani discendono dai Vulcaniani, attraverso i Debrune, separatisi in tempi antichi dal popolo di Vulcano, rifiutandone la rigida disciplina della logica e l'indole pacifista, nell'evento chiamato "Separazione".
Il loro aspetto, quindi, non è molto dissimile da quello dei loro progenitori: hanno anch'essi orecchie a punta, sopracciglia non arcuate e il loro sangue è verde, perché il loro pigmento circolatorio è l'emocianina, contenente rame al posto del ferro. Ciononostante, secoli di evoluzione separata in condizioni climatiche e ambientali differenti, hanno provocato delle lievi differenze a livello biologico e morfologico. I Romulani, ad esempio, sono caratterizzati da una piccola cresta a forma di V sopra il naso che è molto rara tra i Vulcaniani, e in generale hanno lineamenti meno spigolosi. Sono ugualmente longevi, forti e resistenti, ma mancano del tutto di capacità telepatiche.
I Romulani sono un popolo guerriero, freddo e spietato, perennemente in contrasto con la Federazione, con cui l'Impero Romulano confina, separato da una Zona Neutrale, considerata da entrambi i popoli invalicabile e la cui violazione porta al rischio di una nuova guerra tra Federazione e Impero.
Nel 2387 il loro pianeta Romulus viene distrutto e i Romulani superstiti sono costretti a emigrare in cerca di una nuova casa, sparpagliandosi in numerose colonie. Dopo lungo tempo e trattative si verifica il ricongiungimento con il pianeta natale Vulcano e il loro popolo, denominato "Riunificazione", portando così a compimento il lungo lavoro diplomatico iniziato dall'ambasciatore Spock nel 2368. In seguito a ciò il pianeta cambia nome, divenendo noto con il nome di Ni'Var.
I Romulani compaiono praticamente in tutte le serie di Star Trek: la serie classica, la serie animata, The Next Generation, Deep Space Nine, Voyager, Enterprise, Discovery, Lower Decks, Picard, Prodigy e Strange New Worlds, oltre ai film Star Trek V - L'ultima frontiera, Rotta verso l'ignoto, Generazioni, Star Trek - La nemesi e Star Trek (2009), oltre a fumetti, romanzi e videogiochi.

### Rutiani
Rutiani (in inglese Rutians) sono una specie umanoide originaria del pianeta Rutia IV. I maschi Rutiani sono generalmente contraddistinti da una ciocca bianca di capelli, mentre le femmine hanno generalmente i capelli rossi.
Intorno al 2296, il continente orientale nega l'indipendenza al continente occidentale, un evento che viene considerato l'inizio del movimento Ansata destinato a durare per generazioni. Nel 2366, il movimento Ansata inizia a usare la violenza, ponendo fine a generazioni di pace. Nello stesso anno la USS Enterprise D fa visita al pianeta Rutia, per assolvere il compito della consegna di forniture mediche. I terroristi dell'Ansata rapiscono la dottoressa Beverly Crusher e il capitano Jean-Luc Picard, chiedendo che un mediatore della Federazione venga inviato a Rutia per risolvere la disputa con i loro avversari.
I Rutiani compaiono nell'episodio della terza stagione della serie The Next Generation, I terroristi di Rutia (The High Ground, 1990).

## S

### Saatarani
I Saatarani (in inglese Saatarans), sono una specie umanoide originaria del pianeta Sothis III. Di loro si sa che non amano molto i misteri.
I Saatarani compaiono negli episodi della serie The Next Generation, Amnesia (Conundrum, quinta stagione, 1992) e Il segreto della vita (The chase, sesta stagione, 1993).

### Sakari
I Sakari sono una specie umanoide presenti su un pianeta della Distesa di Nekrit, ai confini dello Spazio Borg, nel Quadrante Delta. Hanno la capacità di mimetizzarsi con l'ambiente circostante.
Qualche tempo prima del 2373 sono stati attaccati dai Borg, che li hanno decimati. I sopravvissuti hanno deciso di trasferirsi nelle caverne del loro pianeta per nascondersi ed evitare il contatto con altre specie.
I Sakari compaiono nell'episodio della terza stagione della serie Voyager, La febbre del sangue (Blood Fever, 1997).

### Saltah'na
I Saltah'na sono una specie umanoide originaria di un pianeta nel Quadrante Gamma. Nel XXIV secolo sono considerati completamente estinti, poiché distrutti da un'antica imponente lotta per il potere.
Nel 2369 sul loro pianeta vengono rinvenute delle sfere contenenti un archivio telepatico che descrive l'antica lotta per il potere che ha distrutto la loro civiltà e la cui consultazione ha risultati talvolta fatali.
I Saltah'na vengono menzionati nell'episodio della prima stagione della serie Deep Space Nine, Dramma involontario (Dramatis Personae, 1993).

### Satarrani
Satarrani (in inglese Satarrans) è una specie umanoide la cui origine è sconosciuta. I Satarrani si trovano in guerra con l'Alleanza di Lysia da diversi decenni, anche a causa dei livelli tecnologici relativamente bassi presenti in entrambe le fazioni. Hanno sviluppato un raggio in grado di scansionare il cervello e cancellarne i ricordi e sono in grado di manipolare i computer della Federazione.
In data stellare 45494.2 (2368) un Satarrano si infiltra a bordo della USS Enterprise D mimetizzato da ufficiale umano della Flotta Stellare, con il nome di Kieran MacDuff, per dirottare la nave stellare e vincere la guerra contro i loro avversari, manipolando la memoria e il computer dell'astronave. Una volta scoperto, viene ucciso da Worf con una scarica di phaser.
I Satarrani compaiono nell'episodio della quinta stagione della serie The Next Generation, Amnesia (Conundrum, 1992).

### Sauriani
I Sauriani (in inglese Saurians) sono una specie rettiliana originaria del pianeta Sauria. Sono affiliati alla Federazione e membri di questa specie prestano servizio nella Flotta Stellare almeno dal 2250. I Sauriani hanno l'aspetto di lucertole umanoidi con la pelle squamosa, di colore rosa o grigio, dei grandi occhi neri o gialli, dotati di doppie palpebre, che permette loro un ampio spettro visivo. Hanno sei canali nasali, il che rende loro particolarmente problematiche comuni malattie come il raffreddore. I sauriani cambiano pelle una volta all'anno. Il loro linguaggio è costituito da schiocchi e "clic", suoni che il traduttore universale della USS Discovery a volte ha qualche difficoltà a tradurre. Nella Federazione è inoltre particolarmente apprezzata una bevanda alcolica prodotta dai Sauriani: il brandy sauriano, imbottigliata almeno dal XXII secolo, ma illegale nella realtà alternativa della Kelvin Timeline.
I Sauriani compaiono in numerose opere del franchise di Star Trek, fin dal film del 1979 diretto da Robert Wise, Star Trek (Star Trek: The Motion Picture, 1979), nel quale uno scienziato e un secondo membro dell'equipaggio prestano servizio a bordo della USS Enterprise NCC-1701 durante le fasi finali della sua ristrutturazione. Un Sauriano di nome Linus è membro dell'equipaggio di plancia della USS Discovery almeno dal 2257 e vi rimane a bordo anche quando l'astronave intraprende il viaggio che la porta nel futuro XXXII secolo. Un comandante Sauriano, che presta servizio sulla USS Titan nel 2380, compare inoltre nell'episodio della prima stagione della serie Lower Decks, Nessuna piccola parte (No Small Parts, 2020). I Sauriani compaiono anche nel videogioco Star Trek Online (2010), dove il Sauriano Aennik Okeg è il Presidente della Federazione dei Pianeti Uniti in carica.
Nel 1980 la Mego ha realizzato un'action figure da 3¾" (circa 8 cm.), venduta con il nome di "Rigelliano", ma che in realtà ritrae un Sauriano.

### Scalosiani
Gli Scalosiani (in inglese Scalosians) sono una specie umanoide del tutto simile agli esseri umani originaria del pianeta Scalos. Le radiazioni vulcaniche cui sono continuamente soggetti provocano una iperaccelerazione biochimica che, nel tempo, ha indotto una scarsa fertilità nelle femmine e la completa sterilità nei maschi. Per preservare la loro specie, gli Scalosiani sono costretti a unirsi con chi non è del loro pianeta, inviando false richieste di soccorso alle navi che transitano nei pressi del loro pianeta.
Gli Scalosiani compaiono nell'episodio della terza stagione della serie classica Velocità luce (Wink of an Eye, 1968).

### Schiave di Orione
Vedi Orioniani.

### Selay
I Selay sono una specie rettiliforme originaria del pianeta Selay, uno dei due mondi abitati del sistema di Beta Renner. I Selay sono una specie esclusivamente carnivora e hanno un olfatto ben sviluppato. La loro pelle è squamosa, di colore verde e la loro testa assomiglia a quella di un cobra. Conoscono la propulsione a curvatura almeno dal 2320.
I Selay sono acerrimi nemici degli Anticani. Il loro primo contatto con la Federazione avviene nel 2327, quando sono a bordo della stazione spaziale Earhart. Nel 2364 hanno già avuto contatti con i Ferengi e chiedono di entrare a far parte della Federazione.
I Selay compaiono nell'episodio della prima stagione della serie The Next Generation, Solo in mezzo a noi (Lonely Among Us, 1987).

### Seroniani
Vedi Rekag-Seroniani.

### Sheliak
Gli Shelliak sono una specie aliena non umanoide di classe R-3, originaria del sistema stellare Shelia. Gli Sheliak hanno l'aspetto di un involucro di pieghe nere che secernono muco, con una testa e appendici superiori gesticolanti, non molto dissimile dalla creatura di Vagra III, Armus. Il loro popolo è altamente xenofobo ed evita, quanto più possibile, il contatto con la Federazione, probabilmente perché considera gli umani una forma di vita inferiore. Gli Sheliak si riferiscono a loro stessi chiamandosi "L'Associazione" e sono governati da un'istituzione chiamata "La Corporazione". I linguisti della Federazione non riescono a comprendere e tradurre la loro lingua e neppure i telepati riescono a essere d'aiuto nella comunicazione con questa specie.
Nel 2255, grazie al contributo del capitano Picard, viene stipulato il Trattato di Armens tra gli Sheliak e la Federazione. Per poter comunicare, il capitano della nave Sheliak che incontra Picard e la consigliere Troi, parla in inglese senza ausili per la traduzione.
Gli Sheliak compaiono nell'episodio della terza stagione della serie The Next Generation, Le insegne del comando (The Ensigns of Command, 1989).

### Sikariani
I Sikariani (in inglese Sikarians) sono una specie umanoide originaria del pianeta Sikaris nel Quadrante Delta.Sono una specie molto ospitale che ama in particolar modo i racconti di nuove storie. Nei confronti delle altre specie seguono un principio di non interferenza simile alla Prima Direttiva della Federazione. Possiedono una tecnologia capace di teletrasportare persone attraverso più di 40000 anni-luce. I Borg hanno assimilato numerosi individui di questa specie e ne hanno acquisito la tecnologia di teletrasporto.
I Sikariani compaiono nell'episodio della prima stagione della serie Voyager, Fattori primari (Prime Factors, 1995), e vengono inoltre menzionati nell'episodio della prima stagione della serie Picard, La scatola impossibile (The Impossible Box, 2020).

### Simbionti
Vedi Trill.

### Sintetici
Vedi Androidi.

### Skagaran
Gli Skagaran (in inglese Skagarans) sono una specie umanoide originaria della Distesa Delfica, che hanno inventato il motore a curvatura alla metà del XIX secolo. Una loro nave si è spinta fino alla Terra per rapire diverse migliaia di umani dal West degli Stati Uniti, con lo scopo di usarli come schiavi in una colonia. I terrestri successivamente si rivoltarono contro gli Skagaran, iniziando a opprimerli; nel 2153, quando l'Enterprise NX-01 esplora il pianeta degli schiavi, sono rimasti meno di 1000 Skagaran.
Gli Skagaran compaiono nell'episodio della terza stagione della serie Star Trek: Enterprise, Cowboy dello spazio (North Star, 2003).

### Skrreea
Gli Skrreea sono una specie umanoide proveniente dal Quadrante Gamma. Sono molto simili agli umani, se non per la caratteristica pelle che appare "ruvida". La struttura della loro lingua è differente da qualunque altra contenuta nel database del traduttore universale, tanto che questo impiega insolitamente diverso tempo prima di riuscire a tradurla. Nella loro società matriarcale, costituita in larga prevalenza da agricoltori, i maschi sono considerati "troppo emotivi" per poter assumere il ruolo di leader, che viene pertanto assunto da una donna. Le donne, inoltre, possono essere legate a due o più maschi, dato che il concetto di rapporto monogamico è per loro sconosciuto.
Gli Skrreea sono stati dominati per 800 anni dai T-Rogorani, che ne hanno fatto i loro schiavi fino a quando gli stessi T-Rogorani non sono stati sconfitti dal Dominio. In data stellare 47341 (2370) un ampio gruppo di Skrreea, composto da circa 3 milioni di individui, fugge dirigendosi verso quella che loro considerano la loro "terra promessa", che identificano nel pianeta Bajor, che raggiungono attraverso il tunnel spaziale. Il governo bajoriano tuttavia rifiuta la loro richiesta di accoglienza, nonostante le argomentazioni del leader Skrreea Haneek, che sostiene che il proprio laborioso popolo è proprio ciò di cui avrebbe necessità Bajor, in via di ricostruzione, e gli Skrreea sono costretti a dirottare sul pianeta Draylon II.
Gli Skrreea compaiono nell'episodio della seconda stagione della serie Deep Space Nine, La terra promessa (Sanctuary, 1993).

### Son'a
I Son'a sono una fazione dei Ba'ku esiliata dal loro pianeta d'origine, che, durante il suo vagabondare per lo spazio, ha conquistato e inglobato all'interno del proprio sistema sociale due altre specie, gli Ellora e i Tarlac, che vengono utilizzate come forza lavoro. Dopo avere stipulato un'alleanza con la Federazione (tacendo sulle proprie origini), i Son'a quasi riescono nel loro intento vendicativo di distruggere il pianeta Ba'ku.
I Son'a compaiono nel film Star Trek - L'insurrezione (Star Trek: Insurrection, 1998).

### Sorveglianti
I Sorveglianti (in inglese Overlooker) sono una specie umanoide originaria del Quadrante Delta. Fisicamente si presentano piuttosto tozzi e con teste glabre e bitorzolute, senza sopracciglia, labbra o naso, ma con narici e piccole orecchie appena tracciate, ricoperti da una pelle coriacea marrone opaco. La specie si raggruppa in quella che viene chiamata "La Gerarchia" (in inglese Hierarchy), un'organizzazione criminale che, attraverso sofisticate tecnologie, spia le navi che passano nel proprio territorio, attaccandole se il carico che trasportano viene considerato di valore.
I Sorveglianti compaiono in tre episodi della serie Voyager, Stagnaio, tenore, dottore, spia (Tinker Tenor Doctor Spy, sesta stagione, 1999), Il vuoto (The Void, settima stagione, 2001) e L'uomo del Rinascimento (Renaissance Man, settima stagione, 2001). Compaiono inoltre nel videogioco Star Trek Online (2010).

### Specie 125
La Specie 125 (in inglese Species 125), nome della classificazione Borg con cui è conosciuta, il cui nome originale è sconosciuto, è una specie umanoide originaria del Quadrante Delta. Appartiene a questa specie la Regina Borg, della quale non è chiaro quante ne esistano e se copie o altri individui della stessa specie.
La Specie 125 compare per la prima volta nel film Primo contatto (Star Trek: First Contact, 1996), per poi comparire nelle serie Voyager, Lower Decks e Picard, oltre che in romanzi e videogiochi del franchise.

### Specie 180
Vedi Ferengi.

### Specie 218
Vedi Talassiani.

### Specie 312
La Specie 312 (in inglese Species 312), nome della classificazione Borg con cui è conosciuta. La specie utilizza una tecnologia a base tetrionica.
Qualche secolo prima del 2378 la specie visitò il pianeta Ledos, costruendo una barriera energetica per impedire ai Ledosiani di ledere la cultura dei Ventu, specie loro antenata con cui coabitavano sul pianeta, ma di cui stavano mettendo in pericolo la cultura e l'ambiente. La Specie 312 è stata assimilata dai Borg qualche tempo prima del 2374.
La Specie 312 viene menzionata nell'episodio della settima stagione della serie Voyager, Legge di natura (Natural Law, 2001).

### Specie 329
Vedi Kazon.

### Specie 3259
Vedi Vulcaniani.

### Specie 4228
Vedi Hazari.

### Specie 5618
Vedi Umani.

### Specie 6961
Vedi Ktariani.

### Specie 7690
Vedi Ankari.

### Specie 8472
La Specie 8472 (in inglese Species 8472), nome della classificazione Borg con cui è conosciuta, è una specie non umanoide originaria di una dimensione chiamata "Spazio Fluido", accessibile solamente attraverso delle singolarità quantiche. Il nome della specie è sconosciuto e viene indicato solamente con la designazione Borg. Sono una specie biologicamente e tecnologicamente avanzata, considerata superiore anche dai Borg. La loro anatomia è costituita da una struttura genetica formata da un DNA a triplice elica molto denso (almeno 100 volte più complesso di quello umano) ed è dotata di un sistema immunitario molto resistente alle aggressioni esterne. Questa specie è composta da cinque sessi differenti che vivono in due sezioni differenti dello spazio fluido. La loro tecnologia comprende astronavi biologiche, in grado di collegarsi tra di loro come le navi Borg o alcune astronavi federali, e di concentrare la potenza delle loro armi. Fanno inoltre uso di armi biologiche. L'ideologia della Specie 8472 è fondata sull'assunto che i più deboli devono soccombere.
La Specie 8472 era ignara dell'esistenza di altre forme di vita fino a quando nel 2373 i Borg non invadono il loro Spazio Fluido, cercando di assimilarli, ma senza successo, dato che le nanosonde Borg vengono immediatamente distrutte dal sistema immunitario della Specie 8472. Il tentativo di invasione provoca una guerra tra Borg e Specie 8472. Durante questa guerra i Borg affrontano le loro prime vere sconfitte, perdendo miliardi di droni e decine di cubi, senza apportare danni significativi alla Specie 8472. La potenza adattativa e bellica della Specie in oggetto è tale che un solo vascello contenente un solo individuo è in grado di sconfiggere 15 cubi Borg. La Specie 8472 viene costretta alla ritirata dall'equipaggio della USS Voyager che, utilizzando una versione modificata delle nanosonde Borg, riesce a uccidere alcuni individui della Specie 8472, addentrandosi nello spazio fluido. Durante la ritirata, un membro della Specie 8472 rimane nello spazio del nostro universo e per sette mesi viene cacciato da un gruppo di Hirogeni. Successivamente la Specie 8472 decide di concentrare i propri sforzi per distruggere la Federazione, costruendo 10 stazioni nel Quadrante Delta, in cui addestrano una squadra di propri individui camuffati da umani, da infiltrare nel territorio federale. Una di queste stazioni, che replica l'Accademia della Flotta Stellare, viene scoperta dall'equipaggio della Voyager, che convince la Specie 8472 che la Federazione non ha alcuna intenzione bellicosa nei loro confronti.
La Specie 8472 compare in cinque episodi della serie Voyager, dalla terza alla quinta stagione, a partire dall'episodio Il patto dello scorpione (prima parte) (Scorpion: Part 1, 1997).

### Specie dello Sciame
La Specie dello Sciame (in inglese Swarm Species) è una specie umanoide originaria del Quadrante Delta. Sono una specie isolazionista e ostile, che limita al minimo i contatti con le altre specie. Controllano una vasta regione di spazio e distruggono qualsiasi nave entri nel loro spazio, lanciando un attacco in gruppo con le loro piccole navi, delle dimensioni di una navetta, agganciandosi al vascello nemico e risucchiandone l'energia. La loro lingua è estremamente difficile da interpretare dal traduttore universale, essendo per lo più formata da schiocchi e cinguettii.
Nel 2373 il capitano Janeway è costretta ad attraversare il loro territorio con la Voyager, poiché si frappone sulla rotta dell'astronave in direzione dello spazio della Federazione, e nonostante ciò rappresenti un grosso rischio, circumnavigare tale spazio comporterebbe quindici mesi di viaggio in più.
La Specie dello Sciame compare nell'episodio della terza stagione della serie Voyager, Lo sciame (The Swarm, 1996).

### Specie di Daled IV
Vedi Dalediani.

### Specie Dieci-C
La Specie Dieci-C (in inglese Species Ten-C) è una specie che vive al di fuori della grande barriera galattica.
La Specie Dieci-C compare nella quarta stagione della serie Discovery.

### Spettri
Gli Spettri (in inglese Wraiths) sono una specie fisicamente simile a dei serpenti, sebbene siano capaci di cambiare forma, ingannando anche i sensori usati da altre specie. Possono inoltre leggere la mente altrui. Vivono su Dakala, un pianeta interstellare, dove vengono cacciati dagli Eska.
Gli Spettri compaiono nell'episodio della prima stagione della serie Enterprise, La caccia (Rogue Planet, 2002).

### Srivani
Gli Srivani sono una specie umanoide originaria del Quadrante Delta. Molto simili agli umani, si differenziano da questi per le grandi strutture cutanee presenti sulle orecchie e per porzioni colorate tra la fronte e la mascella. Sono in possesso della tecnologia di curvatura e usano un dispositivo di occultamento per infiltrarsi a bordo delle navi aliene e condurre esperimenti medici sull'equipaggio a insaputa di questi. Considerano infatti la ricerca scientifica coatta su specie senzienti, un metodo accettabile per migliorare la comprensione della loro stessa fisiologia.
Gli Srivani compaiono nell'episodio della quarta stagione della serie Voyager, Metodi scientifici (Scientific Method, 1997), dove il loro nome non viene menzionato nell'episodio, ma solo nella sceneggiatura.

### Sulibani
I Sulibani (in inglese Sulibans) sono una specie umanoide, originaria del settore 3641 del Quadrante Alpha. Una parte dei sulibani, organizzata nella cosiddetta Cabala Sulibana, è coinvolta nella guerra fredda temporale. I sulibani possiedono due sessi e un grado di evoluzione biologica non superiore a quello umano. Sono completamente glabri e possiedono una pelle gialla butterata di piccole rugosità simili a quelle dei limoni. Possiedono un unico polmone provvisto di tre lobi bronchiali e sono in grado di percepire se un umano mente semplicemente toccandolo. Sono inoltre capaci di alterare la propria forma fisica per passare attraverso fessure molto strette e alcuni di loro. Grazie agli accordi tra la Cabala Sulibana e una delle fazioni della guerra fredda temporale, sono stati infatti sottoposti a modifiche genetiche. Il Dottor Phlox, durante l'autopsia di un seguace della Cabala, ha rilevato la presenza di un polmone con cinque lobi bronchiali, modificati per poter sopportare diversi tipi di atmosfera; retine oculari composte, che permettono di percepire uno spettro più ampio di segnali luminosi, e sacche sottocutanee di pigmenti che permettono un completo mimetismo con l'ambiente esterno.
Verso la metà del XIX secolo il mondo natale dei Sulibani viene distrutto e i superstiti si diffondono per tutto il quadrante Alfa. Molti di loro si stabilirono nelle colonie Tandarane. Intorno al 2150, la Cabala Sulibana è prominente, mentre i Sulibani ordinari sono nomadi. Nel 2152 i Sulibani sono in possesso di vascelli con tecnologia di occultamento.
Il loro nome è ispirato a quello del movimento islamico dei Talebani.
I Sulibani compaiono nella serie Enterprise, in particolare durante la prima stagione, facendo la loro prima apparizione nel doppio episodio Prima missione (Broken Bow, 2001).

## T

### T'Lani
I T'Lani sono una specie umanoide del tutto simile a quella umana, originaria dei pianeti T'Lani Primo e T'Lani III, nel Quadrante Alfa. La loro è una cultura tecnologicamente avanzata.
Nel 2370 i T'Lani chiedono il supporto della Federazione nel trattato di pace con i Kellerani, specie con cui sono stati per molti anni in guerra e che è stata sterminata da una pericolosissima arma biologica chiamata Harvester, di cui entrambe le fazioni erano in possesso e di cui ora il trattato di pace prevede la totale eliminazione.
I T'Lani compaiono nell'episodio della seconda stagione della serie Deep Space Nine, Una pace crudele (Armageddon Game, 1994) e le loro astronavi, attraccate alla stazione Deep Space Nine, sono inoltre presenti nell'episodio della stessa stagione Un vecchio amore (Profit and Loss, 1994).

### T-Rogorani
I T-Rogorani (in inglese T-Rogorans) sono una specie umanoide del Quadrante Gamma. Dopo aver lungamente oppresso il popolo degli Skrreea, che hanno tenuto come schiavi per 800 anni, nel XXIV secolo vengono sconfitti dal Dominio.
I T-Rogorani vengono menzionati nell'episodio della seconda stagione della serie Deep Space Nine La terra promessa (Sanctuary, 1993).

### Tagani
I Tagani (in inglese Tagans) o Taguani (in inglese Taguans) sono una specie originaria del pianeta Tago III nel Quadrante Beta. Sono una specie molto antica evolutasi oltre due miliardi di anni fa.
In questo periodo hanno svolto pochissimi viaggi interspaziali e il loro pianeta è diventato sito di interesse archeologico, permettendone lo studio ai vulcaniani. Nel XXIII secolo hanno però sigillato il loro pianeta impedendone l'accesso ai visitatori esterni. In un altro momento Q porta il capitano Jean-Luc Picard nel lontano passato di Tagus III, permettendogli così di assistere a una cerimonia locale degli Imotru, i precedenti abitanti del pianeta.
I Tagani vengono menzionati nell'episodio della quarta stagione della serie The Next Generation, Q-Pido (Qpid, 1991). Sono inoltre al centro della trama del romanzo del 1998 scritto da Greg Cox, Q-Space, primo della trilogia Q Continuum.

### Taguani
Vedi Tagani.

### Takarani
I Takarani o Takariani(in inglese Takarans) sono una specie umanoide dalle sembianze vagamente rettiliformi, dalla pelle verde e blu, con delle creste su mento, naso e fronte, il cui pianeta originario è sconosciuto.
Nel 2369 la dottoressa Crusher ha la possibilità di effettuare un'autopsia sul corpo di un Takarano. Gli esami rivelano che i Takarani non possiedono degli organi interni come la maggior parte delle altre specie, ma la loro fisiologia è omogenea in tutto il corpo. Questa peculiarità rende molto difficile ferire o uccidere un Takarano, in quanto un eventuale danno grave deve essere condotto a livello cellulare. I Takarani hanno anche la possibilità di controllare il loro metabolismo, riuscendo a cadere in uno stato catatonico autoindotto molto simile alla morte.
I Takarani compaiono nell'episodio della sesta stagione della serie The Next Generation, Sospetti (Suspicions, 1993).

### Takariani
I Takariani (in inglese Takarians) sono una specie umanoide, indistinguibile dagli umani, originaria del Quadrante Delta. Nel XXIV secolo la loro civiltà ha raggiunto l'età del bronzo. La loro mitologia prevede l'arrivo di "Grandi Saggi" dal cielo, destinati a governare il popolo Takariano come protettori benevoli.
Nel 2366 due Ferengi, giunti nel Quadrante Delta attraverso il tunnel spaziale Barzano, millantano di essere i Grandi Saggi attesi dai Takariani, così da sfruttare il pianeta per i propri profitti. Nel 2373 sopraggiunge la USS Voyager che opera in modo che i due Ferengi vengano smascherati e cacciati dai Takariani.
I Takariani compaiono nell'episodio della terza stagione della serie Voyager, Profeti e perdite (False Profits, 1996).

### Takrit
I Takrit (in inglese Takrets) sono una specie umanoide. Nel 2152, la milizia Takret è corrotta e inizia a depredare le navi di passaggio. Tre sottufficiali della milizia, in fuga, chiedono aiuto all'Enterprise NX-01, avvertendoli dell'arrivo di una tempesta neutronica. I Takrit hanno bisogno di dormire solamente una volta ogni sette giorni, e il loro organismo non digerisce il cibo terrestre.
I Takrit compaiono nell'episodio della seconda stagione della serie Enterprise, La passerella (The Catwalk, 2002).

### Tak Tak
I Tak Tak sono una specie umanoide del Quadrante Delta. Ripongono molta importanza nel cerimoniere e nella gestualità, che accompagna uno strano linguaggio molto rituale: ad esempio mettere le mani sui fianchi è una delle peggiori offese che si possa recare ai Tak Tak. A scopo precauzionale, i Tak Tak distruggono completamente navi o colonie infestate da macrovirus.
I Tak Tak compaiono nell'episodio della Terza Stagione della serie Voyager, Il virus (Macrocosm, 1996).

### Talariani
I Talariani (in inglese Talarians) sono una specie umanoide del sistema Talar, nel Quadrante Alpha. Si distinguono dagli umani per una cresta craniale non dissimile da quella dei Klingon, che si estende dalla sommità della fronte fino alla parte posteriore della testa. Nella loro società, rigidamente patriarcale, è diffusa l'usanza di adottare i figli dei comandanti uccisi in battaglia. Conoscono la propulsione a curvatura e viaggiano nello spazio.
Il loro spazio confina con la Federazione e l'Impero Cardassiano. Fino alla metà del XXII secolo costituivano una potenza stellare. In seguito il loro mondo è divenuto noto come Repubblica Tallariana. Hanno combattuto diverse guerre di bassa intensità, ma sanguinose, contro la Federazione.
I Talariani compaiono per la prima volta nell'episodio della quarta stagione della serie The Next Generation, Improvvisamente umano (Suddenly Human, 1990), per poi apparire o essere menzionati anche in altri episodi delle serie successive Deep Space Nine e Strange New Worlds.

### Talassiani
I Talassiani (Talaxians) sono una specie umanoide originaria del pianeta Talax nel Quadrante Delta. Sono una specie socievole e amante delle storie. La muscolatura talassiana è molto densa, cosa che li rende ottimi droni combattenti per i Borg. Il loro sistema respiratorio è connesso in molti punti alla colonna vertebrale. Secondo la classificazione Borg, i Talassiani sono conosciuti come Specie 218.
I Talaxiani hanno avuto contatti con altre specie aliene almeno fin dal XV secolo, quando vengono contattati dai Vaadwaur. Tra il 2346 e il 2356 combattono un'aspra guerra contro gli Haakoniani, a cui si arrendono quando questi lanciano un ordigno sulla luna di Talax, uccidendo migliaia di Talassiani. In seguito alla guerra, molti Talassiani lasciano il loro pianeta.
I Talassiani compaiono nella serie Voyager, rappresentati soprattutto dal personaggio coprotagonista Neelix (Ethan Phillips). Altri Talassiani che compaiono nella serie sono: Alixia (Robin Stapler), Brax (Ian Meltzer), Dexa (Julianne Christie), Laxeth (Jerry Sroka), Oxilon (Rob LaBelle), Palaxia (Jennifer Lien), Paxim (Russ Fega), Tuvix (Tom Wright) e Wixiban (James Nardini).

### Talosiani
I Talosiani (in inglese Talosians) sono una specie umanoide originaria di Talos IV di cui rimangono pochi individui sopravvissuti ad una guerra nucleare che ha reso il loro pianeta inabitabile. I Talosiani, dopo la guerra, si sono rifugiati nel sottosuolo e vivono in un mondo di illusioni creato dalla tecnologia dei loro antenati. A partire dalla seconda metà del XXIII secolo, i Talosiani hanno iniziato a catturare i membri degli equipaggi delle astronavi che transitavano nei pressi del loro mondo per farli entrare nel loro mondo di illusioni e cercare di utilizzarli per fare sopravvivere la loro specie. Per i loro piani, la Flotta Stellare emana la VII Direttiva (Ordine Generale 7) che vieta ogni contatto con Talos IV per qualsiasi motivo: chiunque contravvenisse a tale ordine verrebbe punito con la pena capitale.
I Talosiani compaiono nell'episodio pilota della serie classica, trasmesso soltanto nel 1988, Lo zoo di Talos (The Cage) della serie classica, con Christopher Pike al comando dell'Enterprise. Sono inoltre presenti nel doppio episodio della prima stagione della serie classica L'ammutinamento (The Menagerie, 1966), assemblato riutilizzando buona parte delle riprese de Lo zoo di Talos. Infine ricompaiono nell'episodio della seconda stagione della serie Discovery, Se ben ricordo (If Memory Serves, 2019), sorta di sequel del pilota della serie classica, in cui Christopher Pike ritorna sul pianeta Talos IV con l'equipaggio della USS Discovery, per far rinsavire Spock, in seguito alla sua perdita di lucidità mentale.

### Tamariani
I Tamariani (in inglese Tamarians), chiamati anche "I figli di Tama" (in inglese The Children of Tama), sono una specie umanoide la cui epidermide ha un colore arancione-rossiccio. Non sono presenti padiglioni auricolari. Una cresta percorre tutta la testa nella parte centrale, dal setto nasale alla nuca. Altre due creste percorrono la zona parietale da entrambi i lati della testa, unendosi anteriormente a delle prominenze orbitali. Il naso non è molto sporgente dal piano del viso e le narici sono allungate verticalmente. La fisiologia tamariana permette la vita su un Pianeta di Classe M. Sulla loro uniforme i Tamariani portano dei monili che hanno a che fare con la religione, nel momento del riposo notturno i monili vengono tolti di dosso e disposti in corrispondenza di particolari punti cardinali con un rituale simile a una preghiera, che fa pensare alla devozione a un essere, a un'entità superiore.
La Federazione dei Pianeti Uniti ha avuto alcuni contatti con i Tamariani già dal 2268; i rapporti non sono ostili, ma a causa del loro linguaggio incomprensibile non è stato possibile instaurare alcun tipo di relazione o trattativa diplomatica. Il traduttore universale sembra non funzionare per la lingua tamariana. Nell'incontro del 2368 presso il pianeta El-Adrel IV, il capitano Jean-Luc Picard e l'equipaggio dell'Enterprise D scoprono che il linguaggio Tamariano è basato sulle metafore e non è comprensibile se non conoscendo i miti, le leggende e la storia di quel popolo. Questi vengono sintetizzati in brevi frasi che esprimono un concetto: il traduttore universale traduce le parole, ma non può tradurre il concetto che queste implicano. I Tamariani considerano molto seriamente la volontà di comunicare con culture diverse dalla loro: nell'incontro con il capitano Picard, il capitano Tamariano Dathon perde la vita nel suo proposito di avvicinare le due culture. L'incontro porta i due popoli a trovare il modo di comunicare, contribuendo anche a creare una nuova metafora nella lingua tamariana per indicare la collaborazione: "Picard e Dathon a El-Adrel".
I tamariani compaiono nell'episodio della quinta stagione della serie The Next Generation, Darmok (Darmok, 1991), in cui Dathon (Paul Winfield, già interprete del capitano Terrel nel film Star Trek II - L'ira di Khan), rapisce il capitano Picard per condividere un'esperienza comune così da aiutarlo a comprendere la loro forma di linguaggio. Kayshon, il primo Tamariano entrato nella Flotta Stellare, è inoltre un personaggio ricorrente della serie animata Lower Decks, dove apprendiamo che i Tamariani sono entrati a far parte della Federazione.

#### Dizionario Tamariano
Nell'episodio di The Next Genaration, Darmok, vengono menzionate varie metafore concernenti il linguaggio Tamariano:
- Shaka, quando caddero le mura = Indica fallimento o incapacità a comprendersi
- Darmok e Jalad a Tanagra = Tentativo di affiatarsi condividendo un'esperienza
- Darmok e Jalad in mezzo all'oceano = Stabilire un legame dopo aver condiviso un'esperienza
- Darmok a Tanagra = Indica solitudine
- I figli di Kiasy, le facce bagnate = Indica una sofferenza tollerabile; "Non è nulla".
- Il fiume Temarc, in inverno = Ordine di fare silenzio
- Myrab, con le vele spiegate = Prepararsi a partire, fuggire
- Tembah, le sue braccia aperte = Offrire qualcosa
- Tembah, a riposo = Rifiutare gentilmente un'offerta
- Kadir sotto a Mo Moteh = Equivocare
- Chenza a corte, la corte del silenzio = Equivalente di -Taci!-
- Kiteo, con gli occhi chiusi = Indicato verso chi equivoca o non capisce
- Sokath, i suoi occhi non più coperti = Indica un'avvenuta comprensione, dove prima c'era equivoco
- Huzani, il suo esercito a Lashmir = Definisce una strategia comune (di difesa)
- Huzani, il suo esercito col pugno aperto = Strategia onde attrarre il nemico
- Huzani, il suo esercito col pugno chiuso = Strategia d'attacco diretto
- Rai e Jiri a Lungha = Frase rituale (benvenuto) di primo contatto
- Rai e Jiri sotto due Lune = Come sopra, ma più specifica
- Zinda, la sua faccia nera, gli occhi rossi = Indica rabbia
- Kailash, quando si alza = Indica il troncare un discorso, o forse il correre un rischio calcolato
- Callimas a Bahar = Indicativo per chi si tranquillizza o vuole tranquillizzare
- Kira a Bashi = Invito a parlare, a raccontare.
- Zima, ad Anso! Zima e Bakor! = Previsione di fallimento; "Non funzionerà".
- La bestia di Tanagra = Indica un pericolo comune
- I figli di Tama = Modo con cui i tamariani definiscono se stessi
- Picard e Dathon a El-Adrel = Collaborazione (dai nomi di Jean-Luc Picard e del capitano tamariano Dathon, scesi sul pianeta El-Adrel)

### Tandarani
I Tandarani (in inglese Tandarans) sono una specie umanoide.
Nel 2144, vengono attaccati dalla Cabala sulibana. Poco dopo, i sulibani che abitano nello spazio tandarano, da sempre ben integrati nella società, vengono divisi in gruppi e trasferiti a forza in oltre 26 campi di concentramento su pianeti isolati, ufficialmente per evitare atti di violenza della popolazione contro di loro e per evitare che si unissero alla Cabala. Jonathan Archer e Travis Mayweather vengono detenuti in uno di questi dopo aver involontariamente violato una zona militare tandarana.
I Tandarani compaiono nell'episodio della prima stagione della serie Enterprise, Prigionieri (Detained, 2002).

### Tanugani
I Tanugani (in inglese Tanugans) sono una specie umanoide originaria del pianeta Tanuga IV. Si distinguono per le sopracciglia rivolte verso l'alto e tre creste frontali a forma di V. Sono tecnologicamente avanzati e interessati all'esplorazione dello spazio.
I Tanugani compaiono nell'episodio della terza stagione della serie The Next Generation Punti di vista (A Matter of Perspective, 1990).

### Taragani
I Taragani (in inglese Taraagans) sono una specie umanoide che vive in una società matriarcale, ma dal 2142 circa i maschi hanno iniziato a emanciparsi.
Nel 2152 il capitano Archer e altri membri dell'equipaggio dell'Enterprise NX-01 dovrebbero recarsi in visita a una colonia mineraria Taragana, ma un sabotaggio per opera dei Sulibani causa un incidente che distrugge la colonia stessa.
I Taragani vengono menzionati nell'episodio della prima stagione della serie Enterprise, Onda d'urto (prima parte) (Shockwave: Part 1, 2002).

### Tarchanne
Vedi Tarchannen.

### Tarchannen
I Tarchannen (in inglese Tarchannens) o Tarchanne, sono una specie umanoide non senziente, originaria del pianeta Tarchannen III, situato nel Quadrante Alpha o nel Quadrante Beta. I Tarchannen sono spaventati tanto dalla luce normale quanto dai visitatori. Questa specie è visibile agli occhi umani solo tramite luce ultravioletta. I Tarchannen si riproducono impiantando filamenti del loro DNA nel timo di un ospite alieno, attraverso metamorfosi genetica, cioè trasformando altre specie umanoidi in Tarchannen.
I Tarchannen compaiono nell'episodio della quarta stagione della serie The Next Generation, Metamorfosi (Identity Crisis, 1991).

### Tarelliani
I Tarelliani (in inglese Tarellians) sono una specie umanoide originaria del pianeta Tarella.
I Tarelliani si sono creduti a lungo estinti a causa di un'arma biologica mortale utilizzata sul loro mondo durante una guerra. Molti di loro hanno in seguito intrapreso viaggi a bordo di astronavi per allontanarsi dalla pestilenza e trovare rifugio in altri pianeti, ma sono morti, contaminando talvolta altre specie che hanno incontrato. In data stellare 41294.5 (2364), tuttavia, l'Enterprise D incontra una piccola astronave Tarelliana nei pressi di Haven con a bordo 8 superstiti della loro specie a cui si unisce il dottor Wyatt Miller, precedentemente promesso sposo di Deanna Troi, che trova finalmente una cura per la loro malattia.
I Tarelliani compaiono nell'episodio della prima stagione della serie The Next Generation, Haven (Haven, 1987).

### Taresiani
I Taresiani (in inglese Taresians) sono una specie umanoide originaria del pianeta Taresia nel Quadrante Delta. Molto simili agli umani, si distinguono da questi per una serie di macchie che corre sul viso lungo l'attaccatura dei capelli, non dissimile da quelle dei Trill. La specie è formata per il 90% da femmine. Per mantenere un adeguato tasso di nascite, i Taresiani spargono sui pianeti vicini un retrovirus di loro progettazione che altera il DNA del corpo di un ospite maschio, trasformandolo gradualmente in un Taresiano, spingendolo a recarsi su Taresia, dove viene fatto accoppiare con tre femmine. Tale processo, tuttavia, causa la morte del maschio.
In data stellare 50732.4 (2373) il guardiamarina Harry Kim viene infettato dal retrovirus taresiano e spinto ad andare su Taresia, abbandonando la Voyager. Resosi conto che c'è qualcosa di sospetto nella sua trasformazione, cerca di fare ritorno sulla Voyager, ma viene imprigionato dai Taresiani. Tuttavia la Voyager riesce a trovare il modo di teletrasportarlo, portandolo in salvo.
I Taresiani compaiono nell'episodio della terza stagione della serie Voyager, Il gioco della mantide (Favorite Son, 1997).

### Targaliani
I Targaliani sono una specie umanoide originaria del pianeta Targalus IX ed entrata a far parte della Federazione nel 2382. Hanno delle lunghissime orecchie che tengono legate sopra i capelli.
I Targaliani compaiono nell'episodio Sfumature di verde (Shades of Green, 2024) della quinta stagione della serie Lower Decks.

### Tarlac
I Tarlac sono una specie umanoide originaria del sistema stellare Tarlac, nel Quadrante Beta. La loro è una stella di tipo G.
Nel 2325 i Tarlac furono conquistati dai Son'a assieme agli Ellora, venendo integrati nella loro società e divenendone servitori a contratto. Nel 2376 il Dottore viene inviato nel Quadrante Alpha per curare il dottor Lewis Zimmerman, ma, poiché costui rifiuta di farsi curare da lui, ritenendolo obsoleto, il Dottore scarica un modello femminile Tarlac per alterare il suo aspetto e presentarsi al dottor Zimmerman come massaggiatrice.
I Tarlac compaiono nel film Star Trek - L'insurrezione (Star Trek: Insurrection, 1998) e nell'episodio della sesta stagione della serie Voyager, La linea della vita (Life Line, 2000).

### Tavniani
I Tavniani (in inglese Tavnians) sono una specie umanoide molto simile agli umani. La loro cultura è basata su una rigida separazione dei sessi: i maschi vengono cresciuti dagli altri maschi e le femmine dalle altre femmine. I figli maschi sono considerati di proprietà del marito, anche se questi non è il padre biologico, mentre le figlie femmine sono considerate di proprietà della madre. I figli vengono tenuti all'oscuro dell'esistenza dell'altro sesso fino all'età di sedici anni.
I Tavniani compaiono nell'episodio della quarta stagione della serie Deep Space Nine, La musa (The Muse, 1996).

### Teldariani
I Teldariani (in inglese Teldarians) sono una specie con capacità di viaggiare a curvatura e dotati di una tecnologia di teletrasporto apparentemente superiore a quella in dotazione alla federazione.
Nel 2367 un incrociatore Teldariano fu in grado di teletrasportare Geordi La Forge e la sua navetta, direttamente dal pianeta Risa alla USS Enterprise D.
I Teldariani vengono menzionati nell'episodio della quarta stagione della serie The Next Generation, Con gli occhi della mente (The Mind's Eye, 1991).

### Tellisiani
Vedi Ligoniani.

### Tellariti
I Tellariti (in inglese Tellarites) sono una specie umanoide originaria del pianeta Tellar Prime. Il loro aspetto ricorda quello di un suino, nella fattispecie di un cinghiale, o di un canide, con corporatura robusta, occhi infossati e carattere irascibile. Poco accondiscendenti nelle discussioni, si divertono molto nel litigare, al punto da considerarlo quasi uno sport. Sono tra i membri fondatori della Federazione, unitamente ad Andoriani, Umani e Vulcaniani.
I Tellariti fin dalla serie classica in singoli episodi di praticamente tutte le serie televisive live action e animate del franchise, oltre che nei film Rotta verso la Terra (Star Trek IV: The Voyage Home, 1986) e Rotta verso l'ignoto (Star Trek VI: The Undiscovered Country), in romanzi, fumetti e videogiochi del franchise. È un Tellarite il personaggio di Jankom Pog, ingegnere capo della USS Protostar e protagonista della serie animata Prodigy.

### Telluriani
I Telluriani (in inglese Tellurians) sono una specie aliena su cui non si hanno informazioni, nota per le sue spezie.
Nel 2366 Kivas Fajo offre delle spezie Telluriane a un gruppo di Andoriani.
I Telluriani vengono menzionati nell'episodio della terza stagione della serie The Next Generation, Il collezionista (The Most Toys, 1990).

### Terelliani
I Terelliani (in inglese Terellians) sono una specie umanoide originaria dei quadranti Alpha e Beta. Della loro fisionomia è noto il fatto che posseggano quattro braccia. I Terelliani sono commercianti e sono particolarmente apprezzati per le loro spezie che, combinate con delle radici, possono essere utilizzate per cuocere delle zuppe.
Anni prima del 2370 gli Iyariani hanno scoperto i resti di un mercantile Terelliano su un pianeta di Classe M, questo mercantile viene utilizzato sulla USS Enterprise D in una simulazione in cui l'ambasciatore Iyariano Voval esplora il concetto di amore. Nel 2375 il comandante Benjamin Sisko chiede a Quark di procurargli dei diamanti Terelliani per la fede nuziale da donare a Kasidy Yates. Sempre nel 2375 il Dottore, menziona i Terelliani a proposito degli schemi mentali di Sette di Nove, paragonandoli a quelli di Vulcaniani, Umani, Klingon e Terelliani.
I Terelliani vengono menzionati nell'episodio della settima stagione della serie The Next Generation, Diplomazia spaziale (Liaisons, 1993); nell'episodio della settima stagione della serie Deep Space Nine, Finché morte non ci separi (Til Death Do Us Part, 1999); nell'episodio della quinta stagione della serie Voyager, Regressione infinita (Infinite Regress, 1998).

### Terrelliani
Esistono due specie nel franchise di Star Trek con il nome di Terrelliani (in inglese Terrellians).
- I Terrelliani del Quadrante Alpha, specie che fa parte della Federazione dei Pianeti Uniti.
- I Terrelliani del Quadrante Beta, specie originaria di un piccolo sistema ternario.

### Tesniani
I Tesniani (in inglese Tesnians) sono una specie umanoide che, pur potendo respirare la normale atmosfera terrestre, hanno bisogno di respirare boro gassoso per almeno sei ore al giorno.
Nel 2151, una loro nave viene soccorsa dall'Enterprise NX-01.
I Tesniani appare nell'episodio della prima stagione della serie Enterprise, Navetta uno (Shuttlepod One, 2002).

### Thasiani
I Thasiani (in inglese Thasians) rappresentano una misteriosa civiltà del pianeta Thasus. Sono una forma di vita incorporea con il potere di tramutare gli oggetti o di rendere instabile la materia.
I Thasiani compaiono nell'episodio della prima stagione della serie classica, Il naufrago delle stelle (Charlie X, 1966).

### Tholiani
I Tholiani (in inglese Tholians) sono una specie insettoide che vive a temperature molto alte. Sono nemici della Federazione.
I Tholiani compaiono per la prima volta nell'episodio della terza stagione della serie classica, La ragnatela tholiana (The Tholian Web, 1968), e successivamente anche nelle serie Deep Space Nine ed Enterprise. Compaiono inoltre nel videogioco Star Trek Onlin (2010) e vengono menzionati in varie altre serie e film del franchise.

### Tkon
I Tkon sono una specie umanoide, fondatrice dell'antico Impero Tkon che si estendeva tra i quadranti Alpha e Beta. Secondo le leggende, gli Tkon erano così potenti da spostare anche le stelle. L'impero Tkon si è dissolto circa 600.000 anni prima del XXIV secolo, quando il loro sole è diventato una supernova, durante quella che gli Tkon chiamavano "Era di Makto". Dopo questa catastrofe sono sopravvissuti solamente alcuni avamposti Tkon, uno dei quali è Delphi Ardu. Prima dell'Era di Makto si conoscono le ere di Bastu, Cimi e Xora, dopo l'esplosione della supernova si sono avute le ere di Ozari e Fendor. La popolazione dell'Impero Tkon era di mille miliardi di individui.
Nel 2414, la USS Boudicca e la USS Rosenante indagano sulla presenza Borg sul pianeta Dovek II, che ha fatto parte dell'Impero Tkon. Quando i Borg aprono un condotto temporale, entrambe le astronavi vi entrano, potendo così osservare per un breve periodo la cultura dei Tkon verso la fine del loro impero.
I Tkon compaiono nell'episodio della prima stagione della serie The Next Generation, L'ultimo avamposto (The Last Outpost, 1987).

### Torothani
I Torothani (in inglese Torothans) sono una specie umanoide la cui società è divisa in caste. Sebbene queste siano state ufficialmente abolite, alcuni gruppi di ribelli, accampati nelle zone desertiche del pianeta, sono ancora in guerra con il governo centrale in quanto ritengono di essere discriminati. Nel 2151, un capo di questi ribelli, Zobral, cerca l'aiuto del capitano Archer.
I Torothani compaiono nell'episodio della prima stagione della serie Enterprise, Attraverso il deserto (Desert Crossing, 2002).

### Tiburoniani
I Tiburoniani (in inglese Tiburonians) sono una specie umanoide originaria del pianeta Tiburon. La loro società è suddivisa in strutture tribali. A un certo punto della loro storia, la Tiburoniana Zora ha condotto crudeli esperimenti sul corpo di diversi Tiburoniani, utilizzandoli come cavie, questo ne ha fatto uno dei personaggi più malvagi della loro specie, condannato dalle generazioni successive.
Nel 2269 il dottor Sevrin studia come ingegnere ricercatore sul pianeta Tiburon. Gli abitanti del pianeta sono oggetto anche degli esperimenti inumani di Zora.
I Tiburoniani compaiono negli episodi della terza stagione della serie classica, Sfida all'ultimo sangue (The Savage Curtain, 1969) e Viaggio verso Eden (The Way to Eden, 1969). Compaiono inoltre nell'episodio della quinta stagione della serie Deep Space Nine, La nave (The Ship, 1996).

### Tosk
I Tosk (in inglese Tosks) sono una specie umanoide rettiliana originaria del Quadrante Gamma. I Tosk vengono allevati da un'altra specie, i Cacciatori, con lo scopo di essere utilizzati come preda in un'estenuante battuta di caccia. Sono dotati di capacità fisiche straordinarie, come ad esempio il poter rendersi invisibili, e necessitano di pochissimo riposo, solamente diciassette minuti al giorno, e piccole quantità di cibo per sostentarsi, in quanto la loro pelle a scaglie contiene molte sostanze nutritive a cui possono attingere durante la caccia. Coloro che allevano i Tosk si suppone siano responsabili anche dell'allevamento dei Jem'Hadar.
Nel 2369 un Tosk approda alla stazione spaziale Deep Space Nine proveniente dal Quadrante Gamma, per cercare riparo durante una battuta di caccia. Costui rappresenta il primo individuo di una specie proveniente dal Quadrante Gamma ad attraversare il tunnel spaziale bajoriano e approdare sulla stazione spaziale.
I Tosk compaiono nell'episodio della prima stagione della serie Deep Space Nine, La preda (Captive Pursuit, 1993).

### Trabe
I Trabe sono una specie umanoide originaria del Quadrante Delta. Molto simili agli umani, si differiscono da questi per una cresta ossea fronte-nasale.
In passato avevano sconfitto i Kazon, schiavizzandoli e contemporaneamente aizzando le varie sette Kazon una contro l'altra per prevenire una ribellione. Nel 2346, i Kazon riuscirono a sconfiggere i Trabe, cacciandoli dal loro pianeta e continuando a inseguirli per impedirgli di stabilirsi su un nuovo mondo.
I Trabe compaiono negli episodi della seconda stagione della serie Voyager, Iniziazioni (Initiations, 1995), Intrighi (Maneuvers, 1995) e Alleanze (Alliances, 1996).

### Triannon
I Triannon (in inglese Triannons) sono una specie umanoide della Distesa Delfica. Sono profondamente religiosi e venerano le sfere che causano le anomalie della distesa (alle quali compiono pellegrinaggi) e i loro creatori, che chiamano "Artefici".
Poco prima del 2153, quando vengono incontrati dall'Enterprise NX-01, il loro pianeta ha subito una sanguinosa guerra civile causata da differenze dogmatiche, che ha devastato il pianeta distruggendo le maggiori città e uccidendo milioni di persone.
I Triannon compaiono nell'episodio della terza stagione della serie Star Trek: Enterprise, Il dominio prescelto (Chosen Realm, 2004).

### Tribli
Vedi Triboli.

### Triboli

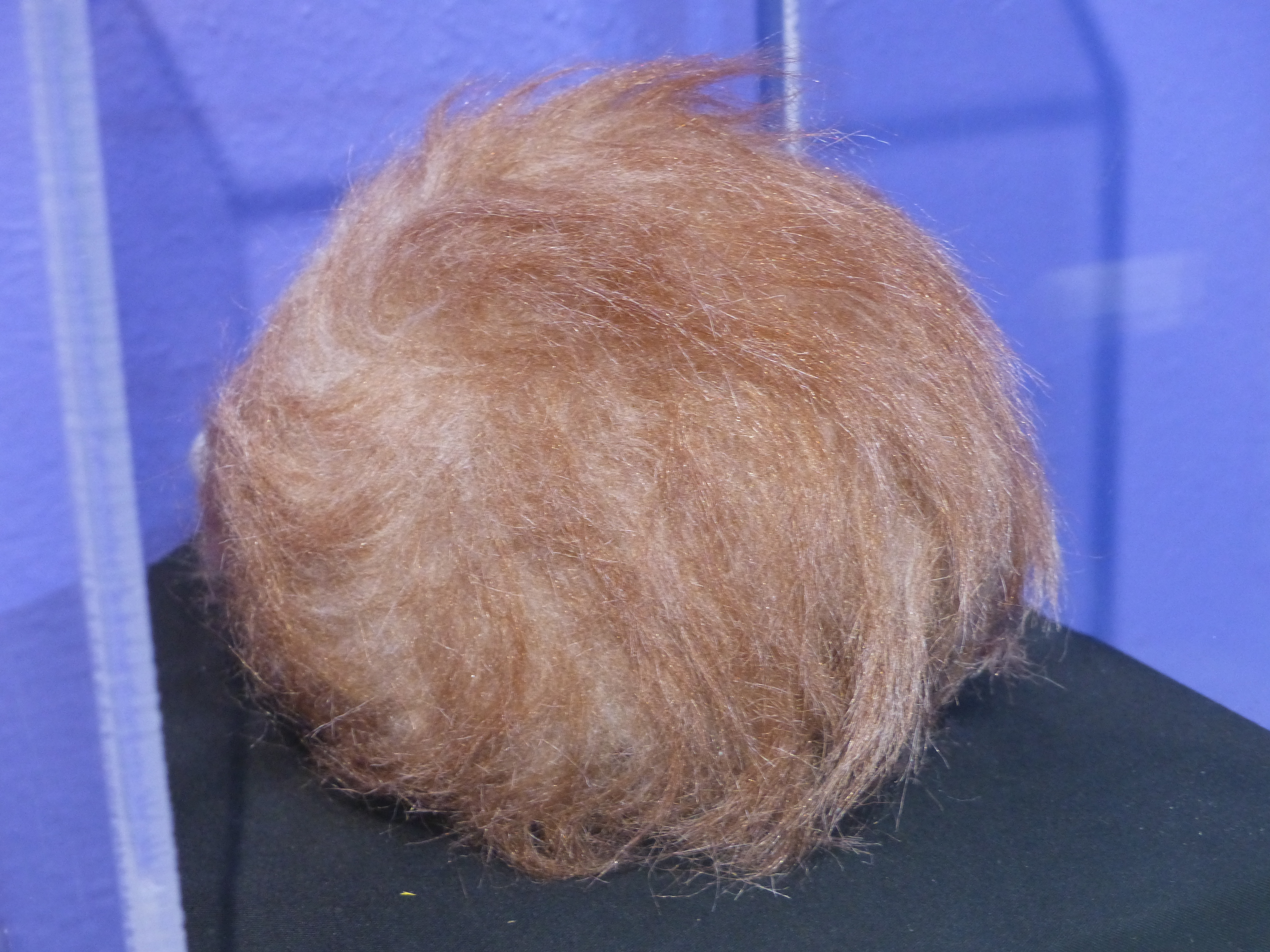
Un "tribolo" esposto al New Mexico Museum of Space History

I Triboli o Tribli (in inglese Tribbles) sono degli animali pelosi sferoidali delle dimensioni di 15-20 centimetri di diametro. Il tribolo è un ermafrodita che si riproduce ad un ritmo sbalorditivo se ha a disposizione del cibo. Sul loro pianeta natale i triboli non sono in sovrannumero a causa della presenza di predatori antagonisti (Il recupero). Il tribolo emette un suono che rilassa gli umanoidi, ma provano repulsione verso i Klingon, che li trovano a loro volta degli animali disgustosi.
Alla fine del XXIII secolo un'intera armata di Klingon si reca sul pianeta natale dei triboli e li stermina.
I Triboli compaiono per la prima volta nell'episodio della seconda stagione della serie classica Animaletti pericolosi (The Trouble with Tribbles, 1967). Compaiono inoltre nel film Star Trek III - Alla ricerca di Spock (Star Trek III: The Search for Spock, 1984): si vedono all'interno del bar terrestre in cui McCoy cerca un trasporto per Genesis; nell'episodio sequel della prima stagione della serie animata, Animaletti pericolosi (More Tribbles, More Troubles, 1973); in un altro episodio sequel della quinta stagione della serie Deep Space Nine, Animaletti pericolosi (Trials and Tribble-ations, 1996); nell'episodio della seconda stagione della serie Enterprise, Il recupero (The Breach, 2003); nell'episodio Triboli fuori misura della seconda stagione della serie televisiva animata Star Trek: Prodigy; nel film Into Darkness - Star Trek (Star Trek Into Darkness, 2013).

### Trill
I Trill (in inglese Trills), sono una specie umanoide originaria del pianeta Trill. Sono del tutto simili agli esseri umani, se non per una striscia di macchie leopardate che corrono lungo tutto il perimetro del viso e che continuano su tutto il corpo fino ai piedi. Sono una specie simbiotica, caratterizzata cioè dalla simbiosi tra due diverse forme di vita: un "ospite" umanoide e un simbionte. Il simbionte, alloggiato nella sacca addominale, è di tipo vermiforme ed è più longevo dell'ospite umanoide. Per questo uno stesso simbionte può vivere molte vite. Compito dell'umanoide è, nella cultura Trill, offrirgli una vita il più diversificata possibile.
I Trill compaiono per la prima volta nell'episodio della quarta stagione della serie The Next Generation, L'ospite (The Host, 1991), ma conquistano un ruolo principale con il simbionte Dax e i suoi due ospiti Jadzia ed Ezri nella serie Deep Space Nine (1993-1999). Sono presenti inoltre nelle serie Voyager, Discovery, Short Treks, Picard, Lower Decks, Prodigy e nel film L'insurrezione.

### Troyiani
I Troyiani (in inglese Troyians) sono una specie umanoide originaria del pianeta Troyius. La loro pelle è di un caratteristico colore verde. I Troyiani sono stati in guerra con i vicini Elasiani per molti anni. La cultura di Troyius molto probabilmente, discende da una spedizione coloniale Andoriana. Entrambi i pianeti, Elas e Troyius, sono ricchi di giacimenti di dilitio, che li rende importanti dal punto di vista economico e politico sia per la Federazione sia per l'Impero Klingon.
Utilizzando delle primitive conoscenze di volo interplanetario, Troyius trascina Elas in una guerra per il dominio del sistema stellare locale. La Federazione invia dei negoziatori per porre fine al conflitto, che riescono a combinare un matrimonio tra la figlia della famiglia regnante di Elas, Elaan, con il governatore di Troyius. Malgrado i tentativi destabilizzanti dei Klingon, la situazione torna alla normalità e alla pace.
I Troyiani compaiono nell'episodio della terza stagione della serie classica Elena di Troia (Elaan of Troyius, 1968).

### Tygariani
I Tygariani (in inglese Tygarians) sono una specie umanoide, caratterizzata dalla pelle squamosa e due piccole corna smussate sulla fronte.
Nel 2370 alcuni Tygariani, l'equipaggio del mercantile Nanut, fanno scalo sulla stazione spaziale Deep Space Nine, per poi dirigersi per un soggiorno di due anni nel Quadrante Gamma, qualificandosi, così, come una delle prime specie provenienti dal Quadrante Alpha a far visita al Quadrante Gamma.
I Tygariani compaiono per la prima volta nell'episodio della seconda stagione della serie Deep Space Nine, La rivolta (prima parte) - Il prigioniero (The Homecoming, 1993), e successivamente nell'episodio della settima stagione della serie The Next Generation, L'arma perduta (prima parte) (Gambit, Part I, 1993), e negli episodi, sempre di Deep Space Nine, Nato per combattere (The Abandoned, terza stagione, 1994), Parti del corpo (Body Parts, quarta stagione, 1996) e Animaletti pericolosi (Trials and Tribble-ations, quinta stagione, 1996).

### Tzenkethi
Gli Tzenkethi sono una bellicosa specie feliforme del Quadrante Alpha. A metà del XXIV secolo combattono una breve guerra contro la Federazione. Nel XXXII secolo la USS Discovery si reca nei loro territori per trovare uno degli indizi su un'arma celata da un'antica specie estinta.
Gli Tzenkethi non sono mai apparsi, ma vengono nominati nell'episodio Il vero nemico (The Adversary, 1995) della serie Star Trek: Deep Space Nine.

## U

### Ulan
Gli Ulan (in inglese Ooolans) sono una specie umanoide originaria del pianeta Marejaretus VI. È costume degli Ulan, durante un pasto, ringraziare percuotendo tra loro delle grosse pietre fino a romperle. Il costume non è dissimile da quello Betazoide, che consiste nel percuotere continuamente un piccolo gong durante il pasto.
Gli Ulan vengono menzionati nell'episodio della seconda stagione della serie The Next Generation, Caccia all'uomo (Manhunt, 1989).

### Ulliani
Gli Ulliani (in inglese Ullians) sono una specie umanoide, il cui pianeta di origine non è specificato. Hanno un aspetto molto simile a quello degli umani, eccetto per le sopracciglia leggermente arcuate e una membrana che ricopre la parte superiore dell'orecchio fondendosi con la testa. Hanno facoltà telepatiche e alcuni di loro sono in grado di recuperare i ricordi nascosti di altri umanoidi, ma solo dopo anni di addestramento specializzato e intensivo. Gli Ulliani usano questa facoltà lavorando in coppia, così da potersi controllare a vicenda, onde evitare quella che viene definita "intrusione di memoria telepatica", considerata al pari di uno stupro nella loro cultura.
Nel XXI secolo gli Ulliani pongono fine a un lungo periodo di violenze mentali avvenute in precedenza, diventando una razza pacifica. Nel 2368, gli storici Ulliani hanno completato la catalogazione storica di undici pianeti, ma il processo subisce una battuta d'arresto quando un Ulliano, Jev, viene arrestato per violenze telepatiche. L'Ordine Ossidiano ha utilizzato individui Ulliani in qualità di agenti.
Gli Ulliani compaiono nell'episodio della quinta stagione della serie The Next Generation, Violenze mentali (Violations, 1992).

### Umani
Gli Umani (in inglese Humans), sono la specie che abita il pianeta Terra o Sol III, del Sistema Solare. Nella classificazione Borg, gli Umani sono conosciuti come Specie 5618. Gli umani sono, assieme ad Andoriani, Tellariti e Vulcaniani, tra i fondatori della Federazione dei Pianeti Uniti.

### Uomo di latta
Vedi Gomtuu.

## V

### Vaadwaur
I Vaadwaur sono una specie umanoide originaria del Quadrante Delta. Sono caratterizzati da creste ossee sul volto, sotto il mento e sulla fronte. Ai lati del collo, inoltre, due ampie creste danno al loro collo l'aspetto di un cobra, similmente ai Cardassiani.
Prima del XV secolo, i Vaadwaur erano una specie tecnologicamente avanzata e molto aggressiva, che aveva il controllo di un sistema di "corridoi subspaziali" con cui poteva percorrere grandi distanze all'interno del quadrante Delta. Nel 1484, un'alleanza di specie sconfisse i Vaadwaur, arrivando a bombardare il loro pianeta; i Vaadwaur furono uccisi, a eccezione di un gruppo di seicento che riuscì a mettersi in stasi. Nel 2376, questi Vaadwaur furono risvegliati dalla Voyager, che trovò per loro un nuovo pianeta su cui ricostruire la loro civiltà; tuttavia i Vaadwaur, convinti di poter ricostruire il proprio impero, tentarono di prendere il controllo della Voyager. Nonostante la sconfitta, più di cinquanta navi Vaadwaur riuscirono a fuggire nei corridoi.
I Vaadwaur compaiono o vengono menzionati negli episodi della serie Voyager, I denti del drago (Dragon's Teeth, sesta stagione, 1999), Friendship Uno (Friendship One, settima stagione, 2001) e Il vuoto (The Void, settima stagione, 2001), e della serie Enterprise, Sosta forzata (Dead Stop, seconda stagione, 2002).

### Valakian
I Valakian sono, insieme ai Menk, una delle due specie umanoidi del pianeta Valakis. Nel 2151, i Valakian possiedono delle astronavi, ma non la tecnologia di curvatura. I Valakian sono vittime di una malattia di origine genetica che secondo Phlox li porterà all'estinzione entro il XXIV secolo. Pur riuscendo a sintetizzare una cura, Phlox, sostenuto dal capitano Archer, non la rivela ai Valakian in quanto essa interferirebbe con l'evoluzione naturale delle due specie sul pianeta.
La specie compare nell'episodio della prima stagione della serie Star Trek: Enterprise, Caro dottore (Dear Doctor, 2002).

### Valeriani
I Valeriani (in inglese Valerians) sono una specie umanoide di origine sconosciuta.
Nel XXIV secolo i Valeriani commerciano a lungo con i Cardassiani durante l'occupazione di Bajor, consegnando loro dolomide, e per questo sono invisi ai Bajoriani, che sospettano lo facciano ancora dopo il ritiro dei Cardassiani, sebbene al contempo commercino anche con la Federazione.
I Valeriani compaiono nell'episodio della prima stagione della serie Deep Space Nine, Dramma involontario (Dramatis Personae, 1993).

### Valtesi
I Valtesi (in inglese Valtese) sono una specie umanoide originaria del sistema stellare Valt Minor. Così come i loro cugini Kriosiani, si differenziano dagli esseri umani per una serie di macchie che corrono lungo i lati del viso, non dissimili da quelle dei Trill.
Le due specie gemelle, Valtesi e Kriosiani, sono state in guerra per molti secoli prima che, nel 2368, una storica Cerimonia della Riconciliazione mettesse fine a questo lungo periodo di guerra.
I Valtesi compaiono nell'episodio della quinta stagione della serie The Next Generation, La donna perfetta (The Perfect Mate, 1992).

### Vampiro del sale
Vedi Creatura di M-113.

### Varro
I Varro sono una specie umanoide originaria del Quadrante Delta. Praticamente identici agli umani, si differenziano da questi per delle creste ossee che corrono lungo la spina dorsale a partire dal collo. I Varro sono soliti unirsi per la vita. Quando due Varro hanno relazioni intime, sperimentano quello che si chiama olan'vora (lett. "cuore condiviso"), che rende le loro chimiche corporee interdipendenti e causano sintomi di astinenza se le due persone si separano, tanto da poter rendere l'allontanamento persino letale.
Sul finire del XX secolo, i Varro lanciano una nave generazionale. Nel corso del tempo, l'equipaggio della nave tende a isolarsi, evitando il contatto con altre specie. Nel 2375 la nave viene però distrutta da un parassita e la maggior parte degli abitanti sceglie di rimanere unita, mentre un gruppo decide di contattare altre specie.
I Varro compaiono nell'episodio della quinta stagione della serie Voyager, La malattia (The Disease, 1999).

### Vaskan
I Vaskan sono una specie umanoide originaria del Quadrante Delta. Simili agli umani, si distinguono per i larghi nasi, dotati di narici laterali, e di una cresta ossea che va dal naso alla fronte. Hanno lunghi capelli biondo chiaro e pelle dorata.
Nel 2371, le già vecchie tensioni tra i Vaskan e una specie aliena vicina, i Kyrian, portano a una guerra dopo che la Voyager firma un trattato commerciale con i Vaskan. La guerra dura a lungo e vede i Vaskan vincitori, sebbene a prezzo di molte perdite.
I Vaskan compaiono nell'episodio della quarta stagione della serie Voyager, Testimone oculare (Living Witness, 1998).

### Vau N'Akat
I Vau N'Akat sono una specie umanoide nativa del pianeta Solum, nel Quadrante Delta della galassia. Sono caratterizzati dalla pelle semitrasparente dal colore perlaceo e padroneggiano una tecnologia, chiamata neroflux, che permette loro di controllare alcuni dispositivi con la mente.
I Vau N'Akat, precedentemente convinti di essere la sola specie intelligente dell'universo, attorno alla metà degli anni 2380 entrano in contatto con una nave stellare della Federazione di classe Prometheus. In seguito a questo primo contatto sul pianeta si creano due fazioni, una favorevole all'adesione alla Federazione, l'altra favorevole all'isolamento. Le tensioni tra queste due fazioni sfociano in decenni di guerra che portano alla quasi estinzione della specie. Decisi a rimediare a questo destino, alcuni Vau N'Akat decidono di andare indietro nel tempo per distruggere la Federazione così da impedire il primo contatto con il proprio pianeta e le conseguenti guerre fratricide.
I Vau N'Akat compaiono nella serie Prodigy: ne fanno parte i personaggi del Diviner e Asencia, entrambi provenienti dal futuro, e Gwyndala, figlia del Diviner e unitasi all'equipaggio della USS Protostar.

### Velarani
I Velarani (in inglese Velarans), anche detti Microcervelli (in inglese Microbrains) sono una forma di vita microscopica intelligente completamente inorganica originaria del pianeta Velara III. Gli elementi che compongono questa forma di vita sono: silicio e germanio per la parte di transistor; arseniuro di gallio che emette luce quando è carico; seleniuro di cadmio e solfiti che emettono cariche quando illuminati; acqua, impurità, sali di sodio che costituiscono gli elementi conduttori. Essendo la loro natura completamente inorganica, il sopralluogo effettuato da parte della Federazione sul loro pianeta natale non rileva alcuna forma di vita convenzionale, segnalandolo perciò come idoneo alla terraformazione. I Velarani identificano gli umani con l'appellativo "borse fatte di acqua".
Nel 2364 l'esistenza dei Velarani viene minacciata dal processo di terraformazione di Velara III da parte della Federazione, quando gli impianti di desalinizzazione dell'acqua del sottosuolo impediscono il collegamento delle singole cellule della forma di vita. Inoltre si suppone che la forma di vita debba evoluta nel sottile strato in cui la luce passa dalla sabbia all'acqua. Togliendo acqua con gli impianti se ne abbassava il livello e quindi l'angolo di penetrazione della luce non è più in grado di mantenere in vita i Velarani.
I Velarani compaiono nell'episodio della prima stagione della serie The Next Generation, Progetto Terraforming (Home Soil, 1988).

### Vendikariani
I Vendikariani (in inglese Vendikans) sono una specie umanoide originaria del pianeta Emiriar III, anche conosciuto come Vendikar, nel sistema stellare Eminiar nel Quadrante Alfa, e discendente da colonizzatori Eminiariani provenienti dal pianeta Eminiar VII. I Vendikariani si sono rivoltati contro il loro pianeta natale dando inizio a una guerra protrattasi per oltre 500 anni. La guerra è stata combattuta all'inizio con metodi tradizionali ma, in seguito a un accordo bilaterale, è proseguita attraverso degli attacchi simulati elaborati da potenti computer. Le persone che i computer determinano siano teoricamente decedute nell'attacco vengono convocate nelle Camere di Disintegrazione, nelle quali viene resa effettiva la loro morte.
In data stellare 3192.1 (2267) il capitano James T. Kirk, violando la Prima Direttiva, decide di distruggere i computer delle due specie in guerra, così da rendere reale e concreta la distruzione provocata da un conflitto e costringerli a stipulare una pace.
I Vendikariani compaiono nell'episodio della prima stagione della serie classica, Una guerra incredibile (A Taste of Armageddon, 1967).

### Vendoriani
I Vendoriani sono una specie non-umanoide di mutaforma originari del pianeta Vendor. A differenza dei Fondatori, anch'essi cambianti ma senza una forma originaria, i Vendoriani ne possiedono una: sono una sorta di essere a sei tentacoli che escono da una specie di testa allungata. Sono in grado di trasformarsi in qualsiasi essere vivente e in oggetti solidi, come i Fondatori; ma a differenza di questi ultimi, i Vendoriani possono modificare la loro struttura molecolare talmente a fondo da poter prendere la forma persino di uno scudo deflettore. Inoltre acquisiscono la memoria e le emozioni delle persone che replicano (dopo averle toccate).
Nel XXIII secolo un trattato fra Federazione e Impero Romulano stabiliva che l'utilizzo di Vendoriani come spie sarebbe equivalso a un atto di guerra.
Sono apparsi nell'episodio della serie animata classica Il superstite (The Survivor, 1973), e negli episodi Delegati (Envoys, 2020) e Caverne (Caves, 2023) della serie animata Lower Decks.

### Ventaxiani
I Ventaxiani (in inglese Ventaxians) sono una specie umanoide, del tutto simile agli esseri umani, originaria del pianeta Ventax II. La loro è una cultura che un tempo è stata progredita e tecnologicamente avanzata ma che, a un dato momento della loro storia, molti millenni prima del XXIV secolo, in seguito a una serie di riforme politiche e sociali che hanno posto fine a guerre, carestie e disastri ecologici, ha rinunciato alla tecnologia per divenire una società prevalentemente agraria.
Secondo le leggende locali, nel 1367 i Ventaxiani stipularono un patto con la mitica figura di Ardra, l'equivalente locale del diavolo, chiamato «Contratto con Ardra». In quel Contratto Ardra avrebbe garantito la fine di un periodo di carestie e guerre e avrebbe garantito un migliaio di anni di prosperità e pace. In cambio, Ardra avrebbe richiesto alla scadenza del Contratto la totale sottomissione e schiavitù del popolo del pianeta, nonché di tutto ciò che si trovava in orbita intorno a esso.
Nel 2297 avviene il primo contatto con i Ventaxiani da parte di una spedizione di Klingon.
I Ventaxiani compaiono nell'episodio della quarta stagione della serie The Next Generation, Il diavolo (Devil's Due, 1991).

### Ventu
I Ventu sono una specie umanoide originaria del pianeta Ledos, nel Quadrante Delta.
Sono una popolazione primitiva che abita lo stesso pianeta dei Ledosiani, di cui sono gli antenati. Una specie aliena, classificata dai Borg come Specie 312, in un tempo remoto ha eretto una barriera energetica attorno all'habitat dei Ventu per impedire ai Ledosiani di interferire e di inquinare il loro ambiente.
In data stellare 54827.7 (2378), l'arrivo della Voyager disattiva la barriera e permette ai Ledosiani di entrare in contatto con i Ventu, rischiando però di distruggerne l'ambiente e alterarne la cultura. Prima della sua partenza, l'equipaggio della Voyager decide di ripristinare la barriera così da tornare a isolare i Ventu dai Ledosiani.
I Ventu compaiono nell'episodio della settima stagione della serie Voyager, Legge di natura (Natural Law, 2001).

### Verme del sangue regulano
Il verme del sangue regulano (in inglese Regulan Blood Worm) è un animale di origine sconosciuta, che i Klingon utilizzano quale insulto nei confronti delle persone che considerano deboli.
Nel 2267 il Klingon Korax usa questo termine di fronte a Montgomery Scott per insultare la USS Enterprise alla stazione spaziale K-7.
Il verme del sangue regulano viene menzionato nell'episodio della seconda stagione della serie classica Animaletti pericolosi (The Trouble with Tribles, 1967) e compare in diversi episodi delle serie Deep Space Nine ed Enterprise.

### Vhnori
I Vhnori sono una specie umanoide originaria del Quadrante Delta. Non sono ancora in possesso della tecnologia per il volo spaziale. Hanno una radicata fede nell'aldilà, che chiamano Seconda Emanazione, e un elaborato rituale per la sepoltura, lanciando i defunti attraverso una sorta di varchi subspaziali che si aprono ogni sei ore in migliaia di siti su tutto il pianeta. Tale varco trasporta i corpi su di un altro pianeta del Quadrante Delta. Al momento della morte, una resina biopolimerica secreta dalla pelle, avvolge l'intero cadavere.
I Vhnori compaiono nell'episodio della prima stagione della serie Voyager, Emanazioni (Emanations, 1995).

### Viaggiatori
I Viaggiatori (in inglese Travelers) sono una specie umanoide originaria del pianeta Tau Alpha C. Hanno una fronte pronunciata e un ponte nasale, oltre a possedere tre grandi dita per mano. Sono dotati di eccezionali abilità, dati dalla loro percezione e abilità nel modificare lo spazio, il tempo e il pensiero.
La Federazione viene in contatto con questa specie nel 2364, quando un membro di questa specie, conosciuto come Il Viaggiatore, serve quale assistente dell'arrogante esperto di curvatura Kosinski, rivelando in seguito che questi non ha apportato alcuna concreta innovazione al sistema di curvatura e tutte le migliorie sono in realtà dovute ai poteri del Viaggiatore. Costui rivela di aver deciso di entrare in contatto con la Federazione per la prima volta perché spinto dalla curiosità e che fino ad allora, la sua specie non aveva ritenuto di avvicinare le specie che vi appartengono perché ritenute poco interessanti. Successivamente Wesley Crusher sviluppa gli stessi poteri del Viaggiatore, pur non appartenendo alla loro specie.
I Viaggiatori, nel personaggio del Viaggiatore, compaiono in tre episodi della serie The Next Generation, Dove nessuno è mai giunto prima (Where No One Has Gone Before, prima stagione, 1987), Ricordatemi (Remember Me, quarta stagione, 1990) e La fine del viaggio (Journey's End, settima stagione, 1994). Ma vi è chi suggerisce che anche Gary Seven, comparso nell'episodio della seconda stagione della serie classica Missione Terra (Assignment: Earth, 1968) appartenga a questa specie, che ha per lungo tempo infiltrato agenti segreti camuffati da umani o da gatti, sulla Terra. I Viaggiatori vengono inoltre menzionati nell'episodio della seconda stagione della serie Picard, Portami sulla luna (Fly Me to the Moon, 2022) e, nel personaggio di Wesley Crusher, che recluta come "Viaggiatrice" Kore Soong, anche nell'episodio finale della stessa stagione Addio (Farewell, 2022).

### Viani
I Viani (in inglese Vians) sono una specie umanoide evoluta di origine sconosciuta.
Nel 2268 devono decidere quale mondo del sistema minariano salvare quando la stella si trasforma in una supernova.
Compaiono nell'episodio della terza stagione della serie classica, Il diritto di sopravvivere (The Empath, 1967).

### Viorsa
I Viorsa sono una specie umanoide originaria del Quadrante Delta, insediatasi nel pianeta Kohl.
Nel 2353 la stella del loro sistema planetario attraversa un periodo di instabilità, che causa un'era glaciale e impedisce agli abitanti la fuga. Cinque Kohl tentano di sopravvivere entrando in ibernazione, ma la simulazione del computer che avevano programmato, in cui vivono virtualmente, sfugge al loro controllo, iniziando a torturarli psicologicamente e uccidendone tre. L'equipaggio della Voyager, imbattutosi nel loro pianeta e coinvolto nella simulazione, alla fine riesce a intervenire disabilitandola.
I Kohl compaiono nell'episodio della seconda stagione della serie Voyager, Il volto del terrore (The Thaw, 1996).

### Vidiiani

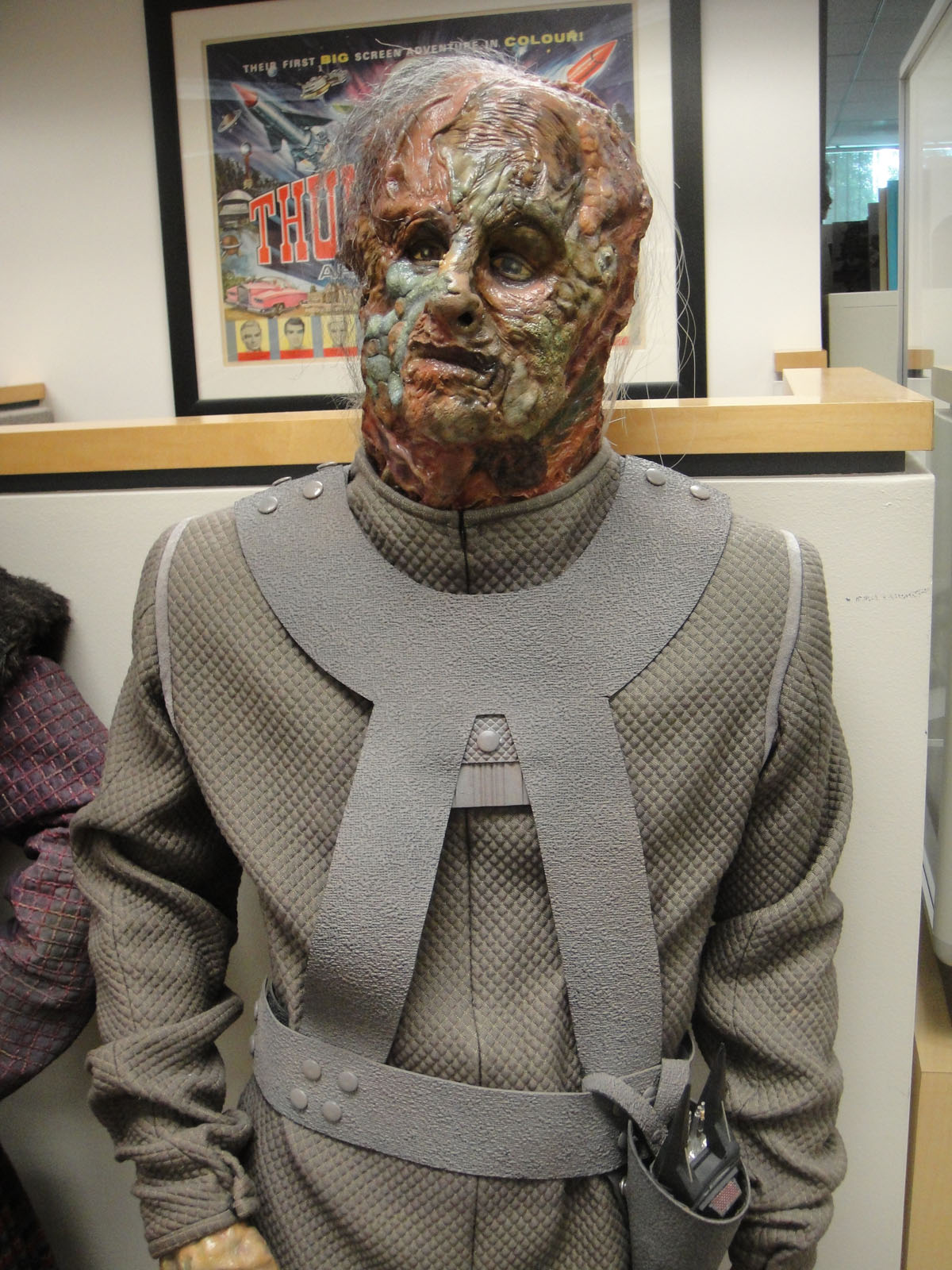
Manichino che ritrae un Vidiiano

I Vidiiani (in inglese Vidiians) sono una specie umanoide originaria del Quadrante Delta. Un tempo dedita all'educazione, alla scienza, all'arte e all'esplorazione. Da due millenni, rispetto alla fine del XXIV secolo, è devastata da un virus mortale e incurabile chiamato Fagia (in inglese Phage). I Vidiiani riescono a sopravvivere solamente grazie a un uso assai esteso di tecniche chirurgiche di trapianti di organi, che si procurano sia dai cadaveri, che rubandoli a esseri viventi di altre razze compatibili. Il Vidiiano che assume il compito di trovare gli organi per fare sopravvivere un suo compagno Vidiiano affetto da fagia, assume il nome di Honatta.
Nel 2375, grazie all'aiuto di un gruppo di alieni estremamente intelligenti, che i membri della USS Voyager soprannominano I Cervelloni, i Vidiiani riescono a debellare completamente la fagia.
I Vidiiani compaiono nella serie Voyager fin dall'episodio della prima stagione Ladri di organi (Phage, 1995). Sono inoltre presenti in alcuni romanzi del franchise e nel videogioco Star Trek Online.

### Vissiani
I Vissiani (in inglese Vissians) sono una specie umanoide dotata di una tecnologia superiore a quella umana, sebbene tendano a non esplorare lo spazio profondo. Biologicamente, la loro specie è divisa in tre sessi: maschi, femine e un terzo sono chiamato cogenitori, che formano circa il tre per cento della popolazione. I cogenitori sono necessari per la procreazione, ma sono giudicati inferiori rispetto ai maschi e alle femmine. Nonostante le loro capacità cerebrali siano paragonabili a quelle del resto della popolazione non gli è permesso di imparare né a leggere né scrivere e non vengono loro assegnati dei nomi.
La specie compare nell'episodio della seconda stagione della serie Enterprise, Il cogenitore (Cogenitor, 2003).

### Vok'sha
I Vok'sha sono una specie umanoide originaria del pianeta Rakella Primo. Credono che l'Odio sia un mostro che vive nello stomaco. Un loro eroe mitologico ha mangiato pietre per 23 giorni per ucciderlo.
I Vok'sha vengono menzionati nell'episodio della prima stagione della serie Voyager, Eroi e demoni (Heroes and Demons, 1995).

### Vorgon
I Vorgon (in inglese Vorgons) sono una specie umanoide proveniente dal XXVII secolo. Hanno una pelle coriacea e hanno sviluppato una tecnologia che permette loro di viaggiare nel tempo, tramite un dispositivo inserito nel lato sinistro del loro cranio.
Nel XXVII secolo due criminali Vorgon, Ajur e Boratus, tentano di rubare un inibitore di fase quantica in grado di bloccare la fusione nucleare all'interno di una stella, chiamato Tox Uthat. Per evitare che questo accada, Kal Dano, l'inventore del dispositivo, viaggia indietro nel tempo fino al XXII secolo e lo nasconde sul pianeta Risa. Scoperto in documenti storici che il capitano Picard lo avrebbe scoperto e distrutto nel 2366, Ajur e Boratus tornano indietro nel tempo tentando di farselo consegnare da Picard, ma Picard, venuto a conoscenza della storia dell'Uthat, lo distrugge. Ad Ajur e Boratus non resta così che tornare al XXVII secolo.
I Vorgon compaiono nell'episodio della terza stagione della serie The Next Generation, Le vacanze del capitano (Captain's Holiday, 1990).

### Vori
I Vori sono una specie umanoide originaria del Quadrante Delta. Sono identici agli umani. I vori sono in guerra con un'altra specie aliena, i Kradin. Entrambe le fazioni si accusano reciprocamente di genocidio e di crimini di guerra. I Vori usano rapire membri di altre specie e convincerli, attraverso una sorta di lavaggio del cervello, di aver assistito a un massacro compiuto dai Kradin, in modo che i rapiti decidano di aiutare i Vori nella loro guerra.
I Vori compaiono nell'episodio della quarta stagione della serie Voyager, Nemesi (Nemesis, 1997).

### Vorta
I Vorta sono una specie sono una specie umanoide originaria del pianeta Kurill Primo, nel Quadrante Delta. Sono stati creati ingegneristicamente dai Fondatori per servire il Dominio in qualità di comandanti di campo, amministratori, scienziati e diplomatici. I Vorta non si riproducono, ma una volta morto un esemplare Vorta, questi viene clonato infondendogli la memoria di tutti i suoi cloni precedenti.
Nella loro mitologia i Vorta credono di essere esistiti in precedenza come piccoli, timidi abitanti della foresta, simili a scimmie, preda di svariati predatori del loro ignoto pianeta natale. Una leggenda vuole che un giorno una famiglia di Vorta nascose un Cambiante da una folla inferocita di "solidi" che lo stava inseguendo. In cambio il Cambiante promise loro che sarebbero stati trasformati in esseri potenti e posti al comando di un vasto impero stellare.
I Vorta sono presenti in 33 episodi della serie Deep Space Nine, apparendo per la prima volta nell'episodio della seconda stagione I Jem'Hadar (The Jem'Hadar, 1994), in cui incontrano la Vorta Eris (Molly Hagan). Nella serie compaiono numerosi vorta, il più noto rimane comunque Weyoun, interpretato dall'attore statunitense Jeffrey Combs, interprete di numerosi personaggi del franchise, tra cui, nella stessa serie, il Liquidatore Ferengi Brunt e, nella serie Enterprise, l'Andoriano Thy'lek Shran. I Vorta non compaiono in altre serie o film del franchise.

### Voth
I Voth sono una specie umanoide rettiliana, originaria della Terra, ma trasferitasi nel Quadrante Delta. Secondo la classificazione Borg, i Vulcaniani sono conosciuti come Specie 3259. Sono creature a sangue freddo con un senso dell'olfatto molto sviluppato e la pigmentazione della pelle può mutare, venendo alterata dallo stato d'animo. I Voth si sono evoluti sulla Terra, che hanno lasciato all'epoca dei dinosauri, trasferendosi nel quadrante Delta dopo l'impatto di un asteroide con la Terra. I Voth hanno la capacità di porsi in una sorta di ibernazione per farsi credere morti.
Nel XXIV secolo, i Voth sono tecnologicamente avanzati, possedendo la tecnologia di transcurvatura e abitando in un'unica città-nave, ma non sono consapevoli della loro discendenza terrestre. La loro struttura sociale è retta da circoli scientifici facenti capo a un ministero centrale, il tutto subordinato a una Dottrina, che si basa sulla convinzione di essere la prima specie nella loro regione di spazio, e prevede che chi non sia indigeno della zona di spazio occupata dai Voth non abbia alcun diritto. L'accusa di eresia contro la Dottrina può portare alla detenzione. I matrimoni sono normalmente combinati tra famiglie.
Uno scienziato Voth, il professor Gegen, ha postulato la Teoria dell'Origine Lontana, secondo la quale l'origine della specie era da ricercare in un pianeta diverso. L'incontro con la Voyager gliene ha fornito la prova, ma Gegen è stato costretto ad abiurare le sue teorie per salvare l'equipaggio della Voyager.
I Voth compaiono nell'episodio della terza stagione della serie Voyager, L'origine della specie (Distant Origin, 1997).

### Vulcaniani

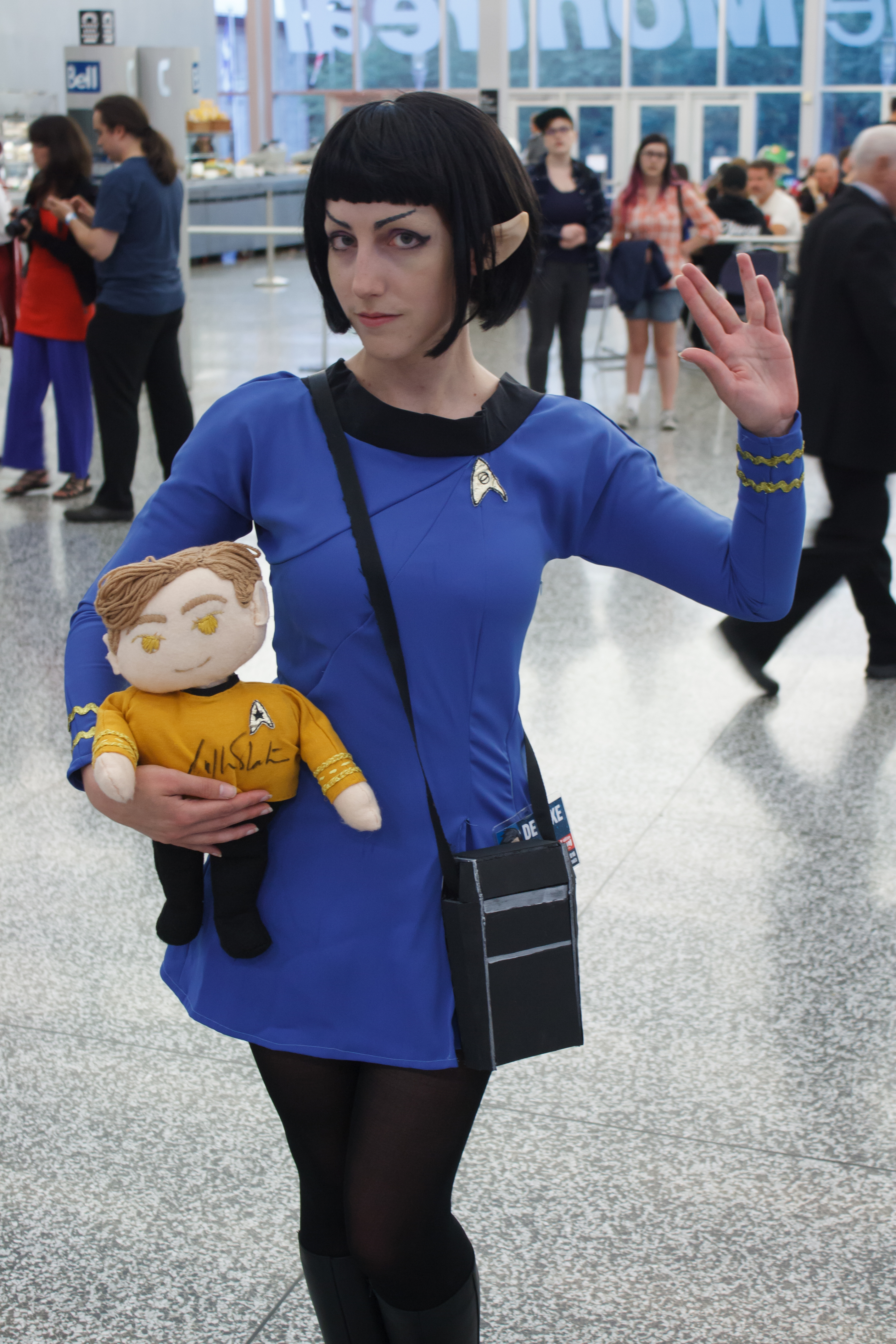
Cosplayer nei panni di un ufficiale scientifico Vulcaniano al ComicCon di Montréal del 2016

I Vulcaniani (in inglese Vulcans) sono una specie umanoide originaria del pianeta Vulcano. Hanno un aspetto molto simile agli umani, eccetto per delle orecchie appuntite sulla sommità, per le sopracciglia arcuate, per la pelle di un colore giallo-verdastro e per il sangue verde, anziché rosso, poiché a base di rame, anziché ferro. Sono di indole pacifica e non mostrano emozioni o sentimenti, dal momento che si affidano alla disciplina della pura logica. Un tempo violenti e passionali, hanno sviluppato tale disciplina dopo un periodo di grandi conflitti, nel cosiddetto "Tempo del Risveglio", grazie a un filosofo di nome Surak, considerato dai Vulcaniani quale padre fondatore della loro civiltà.
Durante un periodo noto come "Separazione", dai Vulcaniani si sono separate le specie dei Debrune, degli Zami e dei Romulani, che hanno rifiutato la disciplina della pura logica, continuando a essere specie di indole guerriera. Inoltre ha origini comuni con i Vulcaniani anche la specie dei Mintakiani.
I Vulcaniani sono la prima specie incontrata dagli umani alla loro scoperta del motore a curvatura, il 5 aprile 2063, quando il vascello scientifico vulcaniano T'Plana-Hath assiste al lancio della prima nave terrestre a velocità di curvatura, la Phoenix, realizzata e guidata da Zefram Cochrane. Il giorno seguente atterrano nel Montana, stabilendo il primo contatto con la popolazione del pianeta Terra. In seguito, i Vulcaniani divengono una sorta di guida per gli umani, in particolare per quel che riguarda la loro esplorazione della galassia, considerandoli molto simili a loro stessi prima del Tempo del Risveglio, limitandone per lungo tempo la libertà di azione, temendo che possano causare danni alle altre specie del Quadrante Alpha, compromettendo i rapporti diplomatici tra le varie specie.
In tale periodo i Vulcaniani si trovano in conflitto con i vicini Andoriani, in una sorta di guerra fredda che rischia di sfociare in più occasioni in una guerra vera e propria in seguito a una serie di incidenti diplomatici. La Terra fa da intermediaria, rinsaldando i rapporti tra le varie specie e costruendo i presupposti che porteranno alla fondazione della Federazione dei Pianeti Uniti. I Vulcaniani sono infatti una delle quattro specie fondatrici della Federazione dei Pianeti Uniti, assieme ad Andoriani, Tellariti e Umani.
I Vulcaniani sono una delle maggiormente note e riconoscibili specie di Star Trek e amate dai fan e perciò oggetto di cosplay, comparendo praticamente in tutte le serie e film del franchise, in particolare grazie a personaggi principali o ricorrenti che appartengono a questa specie, quali ad esempio: Spock, Sarek, Tuvok, T'Pol e T'Pau.

## W

### Wadi
I Wadi sono una specie umanoide originaria di un pianeta non specificato nel Quadrante Gamma. Sono molto simili agli umani, dai quali si distinguono per alcune peculiarità: sono più alti degli umani; usano portare dei disegni o dei tatuaggi tratteggiati sulla fronte e sulla tempia destra, diversi per ogni persona; i maschi portano i capelli lunghi e lisci intrecciati sulla nuca, mentre le femmine portano acconciature raccolte all'insù o capelli corti; applaudono battendo il dorso di una mano sul palmo dell'altra; apprezzano molto le pietre preziose, sono infine particolarmente amanti dell'esplorazione spaziale e del gioco, meglio se d'azzardo.
Nel 2369 i Wadii sono la prima specie ad aver avuto un contatto con la Federazione, grazia a un'astronave Vulcaniana che ha effettuato il primo contatto con il loro pianeta dopo aver attraversato il tunnel spaziale Bajoriano.
I Wadi compaiono nell'episodio della prima stagione della serie Deep Space Nine, Il gioco dei Wadi (Move Along Home, 1993) e nell'episodio della terza stagione della serie Lower Decks, Riflessi (Reflections, 2022).

### Wysanti
I Wysanti sono una specie umanoide originaria del pianeta Wysanti nel Quadrante Delta. Molto simili agli umani, si distinguono per una cresta ossea verticale che parte dalla sommità del naso e arriva all'attaccatura dei capelli. Alcuni membri della specie sono stati assimilati dai Borg.
Nel 2377 la USS Voyager entra in contatto con un'astronave Wysanti, cui affidano i gemelli Azan e Rebi, due Wysanti precedentemente assimilati dai Borg e che l'astronave della Federazione ha salvato, rimuovendo i loro impianti.
I Wysanti compaiono nella sesta e settima stagione della serie Voyager, dall'episodio Il collettivo (Collective, sesta stagione, 2000) all'episodio Imperfezione (Imperfection, 2000).

## X

### Xaheani
Gli Xaheani (in inglese Xhaeans) sono una specie umanoide originaria del pianeta Xahea. Il governo del loro pianeta è chiamato Concilio Xahean. Gli Xahean assumono una particolare rilevanza alla metà del XXIII secolo grazie a un progetto sviluppato da un membro della famiglia reale, che sarebbe in grado di ricristallizzare il dilitio.
Gli Xaheani compaiono nell'episodio della prima stagione della serie antologica Short Treks, In fuga (Runaway, 2018), e negli episodi della seconda stagione della serie televisiva Discovery, Un dolore così dolce (prima parte) e Un dolore così dolce (seconda parte) (Such Sweet Sorrow: Part 1 e Such Sweet Sorrow: Part 2, 2019), dove viene rappresentata dal personaggio ricorrente di Me Hani Ika Hali Ka Po (Yadira Guevara-Prip), amica di Sylvia Tilly (Mary Wiseman); nell'episodio della prima stagione della serie Picard, Ricordi (Remembrance, 2020).

### Xepoliti
Gli Xepoliti (in inglese Xepolites) sono una specie umanoide originaria del pianeta Xepol, nel Quadrante Alpha, ai confini dello spazio Cardassiano. Gli Xepoliti sono una specie neutrale, interessata all'esplorazione spaziale e che svolgono il ruolo di mediatori tra i Cardassiani e altre specie. Le navi Xepolite, i cui scafi sono realizzati in un materiale che riflette i sensori della Flotta Stellare, hanno una velocità massima di curvatura 9,8.
Nel 2370 vengono sospettati assieme ai Lissepiani di essere coinvolti nel traffico d'armi con i Cardassiani nella Zona Smilitarizzata ma, a differenza di quest'ultimi, non sono mai stati scoperti.
Gli Xepoliti compaiono negli episodi della serie Deep Space Nine, La ribellione (prima parte) (The Maquis, Part I, seconda stagione, 1994), La ribellione (seconda parte) (The Maquis, Part II, seconda stagione, 1994), Viaggi nella memoria (Facets, terza stagione, 1995) e Inizia l'apocalisse (Apocalypse Rising, quinta stagione, 1996). Compaiono inoltre nell'episodio della seconda stagione della serie Enterprise, Sosta forzata (Dead Stop, 2002).

### Xindi
Gli Xindi sono una specie della Distesa Delfica. La loro civiltà comprende sei specie distinte, aventi tutte le stesse origini genetiche, ma profondamente diverse dal punto di vista fisico. Una specie è simile agli umani; un'altra vive nell'acqua ed è simile ai cetacei; una specie, estinta, simile agli uccelli, ha sviluppato il volo; una è una specie rettiloide; una quinta è insettoide e una sesta bradipoide. Ingannati dai Costruttori di sfere, tentano di costruire un'arma in grado di distruggere la Terra. Questo tentativo verrà sventato dall'Enterprise NX-01.
Gli Xindi sono protagonisti della terza stagione della serie Enterprise (2003-2004), in cui rappresentano gli antagonisti degli Umani, che vogliono distruggere. Appaiono in seguito anche nell'episodio della quarta stagione della serie Discovery, ...Connettere (...But to Connect, 2021).

### Xyrilliani
Gli Xyrilliani (in inglese Xyrillians) sono una specie umanoide il cui metabolismo non è basato sull'acqua e la pressione atmosferica all'interno delle loro navi è maggiore di quella umana. L'accoppiamento avviene attraverso un contatto telepatico ed è il maschio a portare a termine la gestazione. Questo, tuttavia, può causare accoppiamenti interspecie accidentali, come accade al comandante Tucker. A metà del XXII secolo gli xyrilliani sono tecnologicamente più avanzati degli umani: possiedono una tecnologia simile a quella del ponte ologrammi e un dispositivo di occultamento. L'interno delle loro navi è ricoperto di vegetali, che forniscono agli Xyrilliani il cibo.
La specie compare nell'episodio della prima stagione della serie Enterprise, Inatteso (Unexpected, 2001).

## Y

### Yallitiani
Gli Yallitiani (in inglese Yallitians sono una specie originaria del pianeta Yallitos, nel Quadrante Delta. Sono dotati di tre colonne spinali e sono noti per la loro abilità ingegneristica.
Il loro pianeta è stato visitato da Neelix, che lo considera il pianeta più freddo della galassia.
Gli Yallitiani vengono menzionati nell'episodio della prima stagione della serie Voyager, Ladri di organi (Phage, 1995).

### Yang
Gli Yang sono la fazione "occidentale" degli Omegani, del tutto simile agli abitanti degli Stati Uniti d'America e con i medesimi principi e costituzione. Il loro nome è infatti la contrazione di yankee.
Gli Yang compaiono nell'episodio della seconda stagione della serie classica, Le parole sacre (The Omega Glory, 1968).

### Yash-El
Gli Yash-El sono una specie aliena. La loro cultura viene studiata dalla Federazione all'inizio del XXIV secolo. La benedizione notturna degli Yash-El è "Non sognare oggi".
Gli Yash-El vengono menzionati nell'episodio della sesta stagione della serie The Next Generation, Il segreto della vita (The Chase, 1993).

### Yridiani
Gli Yridiani (in inglese Yridians) sono una specie umanoide la cui origine non viene specificata. Sono caratterizzati dalla pelle rugosa e dalle mani composte da tre dita e sono empaticamente sensibili. Sono conosciuti come mercanti.
Il primo incontro da parte degli umani con questa specie avviene da parte dell'Enterprise NX-01 in una realtà alternativa nel 2165, quando il capitano Archer viene infettato da un parassita multifasico e Tucker e Reed incontrano l'yridiano Yedrin Koss nel sistema Ceti Alpha. In seguito i Borg, che hanno classificato gli Yridiani come specie 6291, e la Federazione ritenevano che questa specie si fosse estinta, ma nel 2369 l'exobiologo Rudy Ransom dimostra il contrario, stabilendo un nuovo contatto con loro. Questa scoperta fa sì che Ransom venga promosso capitano e gli venga affidato il comando della USS Equinox NCC-72381. Sulla stazione spaziale Deep Space Nine, Odo prende in custodia un contrabbandiere yridiano, confiscandogli una bottiglia di una bevanda non specificata come prova.
Gli Yridiani compaiono per la prima volta nel doppio episodio della sesta stagione della serie The Next Generation La voce del sangue (prima parte)/La voce del sangue (seconda parte) (Birthright: Part 1/Birthright: Part 2, 1993). In seguito compaiono in svariati altri episodi delle serie The Next Generation, Deep Space Nine, Voyager ed Enterprise. Compaiono inoltre nel videogioco Star Trek: Birth of the Federation.

## Z

### Zakdorn
Gli Zakdorm sono una specie umanoide, membro della Federazione. Sono caratterizzati da tre sacche di tessuto fibroso su entrambe le guance. La specie è inoltre dotata di una spiccata abilità strategica.
Gli Zakdorn appaiono negli episodi della serie The Next Generation, Una perfetta strategia (Peak Performance, seconda stagione, 1989), Il rapimento (Ménage à Troi, terza stagione, 1990) e Il segreto di Spock (prima parte) (Unification: Part 1, quinta stagione, 1991).

### Zaldan
Gli Zaldan (in inglese Zaldans) sono una specie umanoide originaria del Quadrante Alpha e appartenente alla Federazione. Apparentemente simili agli umani, gli Zaldan hanno mani e piedi palmati e sono di corporatura mediamente più alta e robusta. La cultura Zaldan rifiuta la politica e la diplomazia e preferisce un approccio diretto, che porta a violenti confronti e a repentini chiarimenti. Anche nei rapporti sociali i modi cortesi fanno arrabbiare gli Zaldan, dal momento che essi li considerano come un comportamento sociale falso, teso a mascherare i veri sentimenti.
Nel 2364 uno Zaldan si scontra con Wesley Crusher in un corridoio dell'Enterprise D, Wesley per evitare conflitti gli risponde a tono, in modo aggressivo. Più tardi si scopre che si trattava in realtà di parte di un test di ammissione all'Accademia della Flotta Stellare, per mettere alla prova la capacità di Wesley a relazionarsi con altre specie. Nel 2256 gli Zaldan sono una delle specie il cui DNA viene testato per verificarne la compatibilità con quello del tardigrado da Paul Stamets, risultando però incompatibile.
Gli Zaldan compaiono nell'episodio della prima stagione della serie The Next Generation, L'età della ragione (Coming of Age, 1988) e vengono menzionati nell'episodio della prima stagione della serie Discovery, Scegli il tuo dolore (Chose Your Pain, 2017).

### Zalkoniani
Gli Zalkoniani (in inglese Zalkonians) sono una specie umanoide originaria del pianeta Zalkon. Sono distinguibili per le caratteristiche scaglie che ricoprono le guance e la fronte.
Alcuni membri di questa specie contraggono una sindrome che provoca mutazioni al loro DNA, trasformandoli in esseri incorporei. A seguito di tale mutazione, il governo Zalkoniano, decide di isolare il pianeta, decide di perseguire tutti coloro che osano sperimentare e coltivare la mutazione. Nel 2366 avviene il primo contatto con la Federazione, quando uno Zalkoniano fugge dal proprio pianeta venendo soccorso dall'Enterprise D, che l'assiste nel tentativo di portare a termine l'evoluzione in una forma di vita superiore.
Gli Zalkoniani compaiono nell'episodio della terza stagione della serie The Next Generation, Trasformazioni (Transfigurations, 1990).

### Zami
Gli Zami, anche detti Rigeliani, sono una delle quattro specie umanoidi che abitano il sistema stellare di Rigel, insieme a Chelon, Jelna e Kalar. Gli Zami sono l'unica specie non autoctona del sistema di Rigel, essendo una specie di origine Vulcaniana: derivano infatti dai Debrune, antenati del popolo Romulano, dai quali si sono separati, capeggiati dal vice ammiraglio Torek, prendendo possesso del pianeta Rigel V.
Gli Zami vengono menzionati nell'episodio della seconda stagione della serie classica, Viaggio a Babel (Journey to Babel, 1967) e nell'episodio della settima stagione della serie Deep Space Nine, Inter Arma Enim Silent Leges (Inter Arma Enim Silent Leges, 1999).

### Zaraniti
Gli Zaraniti (in inglese Zaranite) sono una specie umanoide nota alla Federazione durante la metà del XXIII secolo. Almeno tre Zaraniti servono nella Flotta Stellare nel corso degli anni 2270 a bordo della USS Enterprise durante l'incidente di V'Ger.
Compaiono nel film Star Trek (Star Trek: The Motion Picture, 1979).

### Zeoniani
Gli Zeoniani sono gli abitanti del pianeta Zeon, successivo a quello degli Ekosiani. Gli Zeoniani vengono perseguitati dal regime simil-nazista degli Ekosiani.
Gli Zeoniani vengono menzionati nell'episodio della seconda stagione della serie classica Gli schemi della forza (Patterns of Force, 1968).

### Zetariani
I Zetariani (in inglese Zetarians), sono una forma di esseri incorporei provenienti dal pianeta Zetar.
I Zetariani compaiono nell'episodio della terza stagione della serie classica, Le speranze di Zetar (The Lights of Zetar, 1969).

### Zhuik
Gli Zhuik sono una specie artropode evolutasi da degli insetti simili ad api. Sono una specie a sangue caldo e hanno la pelle verde, placche esagonali sul torso, creste intorno alle orecchie, lingue verdi, placche al posto dei denti, antenne filiformi e capelli blu.
Gli Zhuik compaiono nel romanzo di W.R. Thompson Debtor's Planet, pubblicato dalla Pocket Books nel 1994 nella collana Star Trek: The Next Generation.

### Zibaliani
Gli Zibaliani (in inglese Zibalians) sono una specie umanoide originaria del pianeta Theta Zibal III. Sono del tutto simili agli umani, si distinguono unicamente per una serie di tatuaggi con cui decorano le aree laterali del volto. Sono dotati di tecnologia che permette loro di viaggiare nello spazio e sembrano appassionati di collezionismo in modo quasi ossessivo.
Nel 2366 l'Enterprise D incontra un membro di questa specie, Kivas Fajo, capitano di una nave mercantile Zibaliana, commerciante di materiali preziosi, come il dilitio o l'hitritium, e appassionato collezionista di oggetti unici in tutto il quadrante.
Gli Zibaliani compaiono nell'episodio della terza stagione della serie The Next Generation, Il collezionista (The Most Toys, 1990).